# Chanson québécoise
Pour des articles plus généraux, voir Chanson et Musique du Québec.

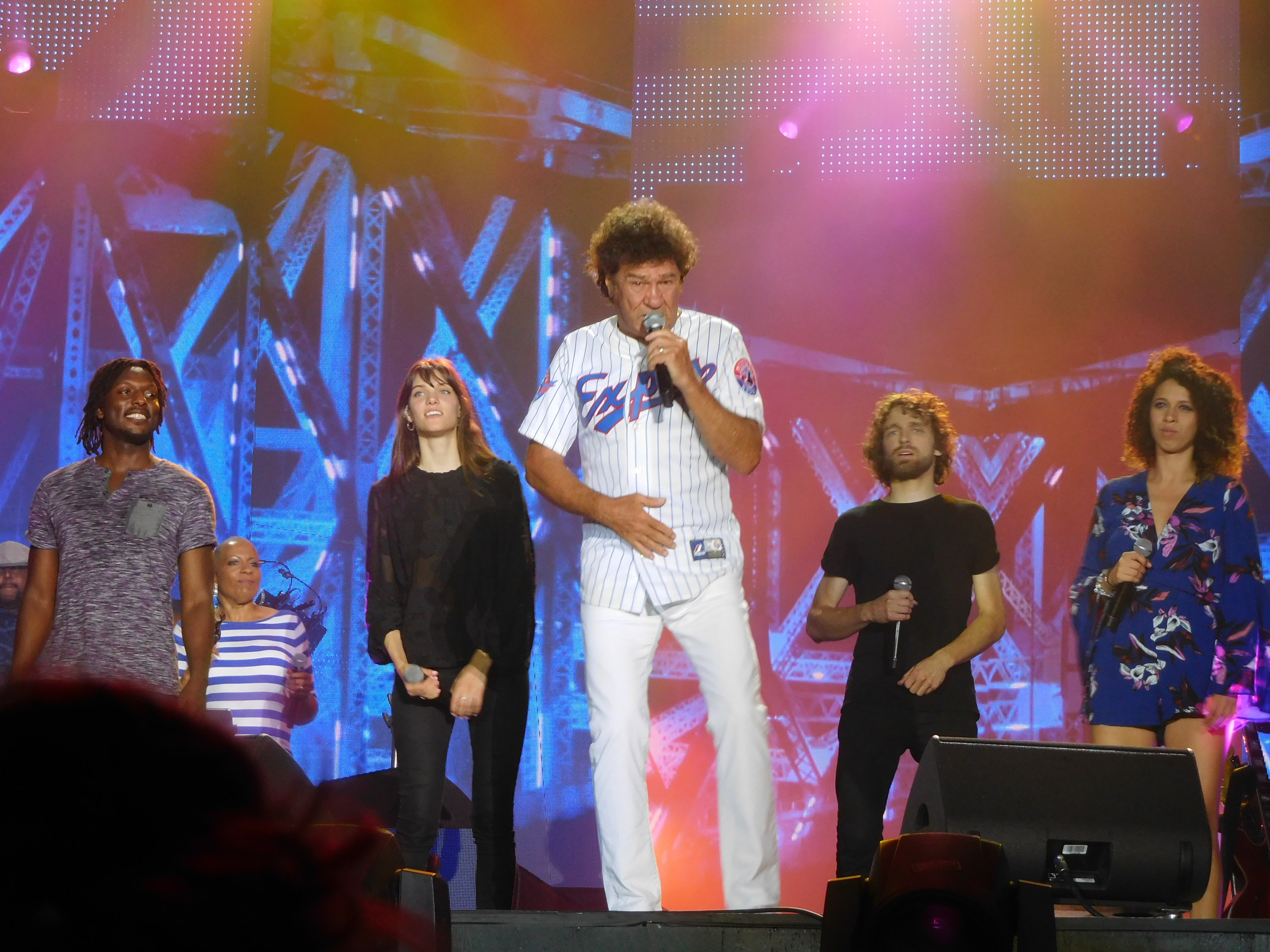
Fête nationale du Québec, Montréal, 2017.

La chanson québécoise est un ensemble d'œuvres musicales chantées en majeure partie en langue française, mais aussi en langue anglaise et en diverses langues autochtones parlées sur le territoire du Québec actuel.
Cette pratique, qui a gagné le statut d'« emblème culturel national » dans les années 1960 et 1970, trouve ses racines dans le bagage culturel des colons français qui ont peuplé la vallée du Saint-Laurent dès le début du 17e siècle. Elle intègre au fil du temps différents genres comme la chanson folklorique, la chanson de variétés, la chanson country, le style chansonnier, le yéyé, le rock, le folk rock, le hard rock, la chanson pop et le hip-hop, sous l’influence entre autres des cultures française, britannique et américaine.
Parmi les noms les plus connus de la chanson québécoise figurent La Bolduc, Willie Lamothe, Félix Leclerc, Gilles Vigneault, Robert Charlebois, Ginette Reno, Claude Dubois, Diane Dufresne, Beau Dommage, Harmonium, Marjo, Gerry Boulet, Céline Dion, Jean Leloup, Daniel Bélanger, Les Colocs, Isabelle Boulay, Les Cowboys fringants, Marie-Mai, Malajube, Cœur de Pirate, Loud et FouKi.

## Origines, 17e-18esiècles

### Héritage français
Les colons français qui peuplent la vallée du fleuve Saint-Laurent entre l’établissement de la Nouvelle-France et la Conquête arrivent avec un bagage culturel incluant des chansons. Cet héritage, aux racines médiévales et transmis en grande partie par tradition orale, consiste en un vaste répertoire de berceuses, de chansons d’amour, de chansons de labeur, de chansons à répondre, de chansons satiriques, de chansons grivoises et de chansons à boire. Issu pour l’essentiel des terroirs normand, breton, poitevin, picard et francilien, notamment par l’intermédiaire des Filles du roi, il comporte aussi de nombreux airs chantés ailleurs dans l’Europe francophone et occidentale. D’un tel amalgame résulte un mélange hétéroclite de traditions régionales, qui confondra les folkloristes des 19e et 20e siècles.

### Usages, transmission et variations
Divertissement fort répandu en Nouvelle-France, le chant berce la vie de tous les jours ; il accompagne les célébrations profanes comme religieuses, ainsi que le travail et la vie domestique. Le botaniste et voyageur suédois Pehr Kalm remarque, au milieu du 18e siècle, que les femmes canadiennes chantent constamment en accomplissant leurs tâches quotidiennes.
Le répertoire de chansons apportées de France s’enrichit et s’uniformise au fil du temps, jusqu’à devenir pleinement « canadien ». Si une grande part des chants perpétuent le souvenir de la mère-patrie, plusieurs airs sont adaptés pour refléter la vie dans la vallée du Saint-Laurent. Par exemple, « Sur la route de Louviers » se transforme en « Sur la route de Berthier ». Quelques créations voient le jour à l’époque de la Nouvelle-France, généralement des chants satiriques sur des mélodies préexistantes, comme « Le général de Flipe », qui dépeint l’attaque ratée de Québec par sir William Phips en 1690.

### Les chansons des coureurs de bois et des voyageurs

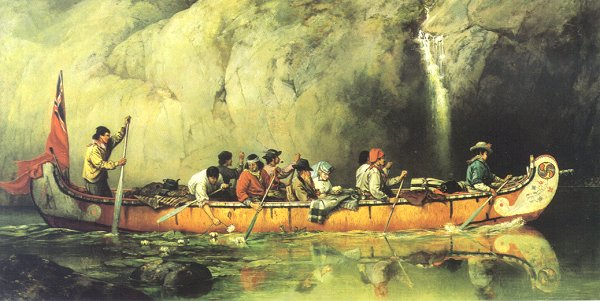
Les voyageurs.

Pour se donner du cœur au ventre durant leurs longues expéditions, les coureurs de bois et les voyageurs canadiens qui parcourent l’Amérique du Nord du 17e au 19e siècle entonnent des chansons, plus particulièrement à répondre ou énumératives. Des airs comme « Envoyons d’l’avant nos gens » et « Alouette » les aident à endurer la rigueur de leur travail et à maintenir la cadence lorsqu’ils rament. Ils chantent non seulement les misères de leur métier, mais aussi la souffrance de l’éloignement, par exemple dans « La complainte du coureur de bois ».
Cette pratique contribue à la sauvegarde d’une part non négligeable du répertoire folklorique français en Amérique, grâce à des observateurs qui consignent dans des recueils, à partir du début du 19e siècle, des chansons transmises par des coureurs de bois et des voyageurs, puis par des bûcherons, des draveurs et divers travailleurs natifs de la vallée du Saint-Laurent.

### Les chants religieux
À l’époque de la Nouvelle-France, le puissant clergé catholique se montre défavorable au théâtre et à l’opéra, ainsi qu’aux chansons profanes. Le chant religieux occupe donc une place de choix dans la sphère publique, par l’entremise des messes et des processions. Les hymnes, les psaumes et les cantiques ponctuent ces célébrations, de même que la vie quotidienne des religieux et, jusqu’à un certain point, des habitants.
En règle générale, les prêtres reçoivent alors une formation musicale de base pour entonner les prières, comme le « Pater Noster ». Le chant à l’église se complexifie graduellement, avant d’être confié à des chantres laïques.

### L’influence autochtone
Le chant représente une partie intégrante des cultures autochtones de l’Amérique du Nord, mais leur apport au fonds de chansons des descendants des colons de la Nouvelle-France demeurerait faible, en dehors de quelques parodies réductrices. En raison des visées assimilationnistes des Français, ceux-ci résistent à un transfert culturel provenant des Premières Nations.
En revanche, dans leur œuvre de christianisation des Autochtones, les missionnaires catholiques français élaborent des traductions de chants religieux. Par exemple, le père Jean de Brébeuf compose en 1647 le cantique en langue wendat « Jesous Ahatonia », sur l’air d’« Une jeune pucelle ».

## Développement d’un répertoire national, 18e-19esiècles

### Suites de la Conquête
La Conquête rompt le lien entre les habitants de la vallée du Saint-Laurent et la France. Cette rupture et l’isolement culturel qui s’ensuit ont pour effet de favoriser la conservation des chansons folkloriques d’héritage français, en l’absence d’échanges réguliers qui bonifieraient ou altéreraient le répertoire. Le fort taux d’analphabétisme au sein de la population assure également la perpétuation de la tradition orale pendant le siècle qui suit. Des Français de passage au Canada, comme Alexis de Tocqueville en 1831-1832, y notent avec étonnement la persistance de vieilles chansons françaises.
Toutefois, l’établissement du régime britannique dans la nouvelle Province de Québec permet la diffusion de l’imprimerie, qui, par l’entremise de journaux et de brochures, ouvre la porte à la reproduction de textes et de partitions de chansons. Les immigrants anglais, écossais et irlandais qui arrivent à partir de cette époque apportent également des pratiques musicales, comme les reels et les jigs (gigues), que les Canadiens français intègrent en quelques décennies à leur répertoire.

### De la transmission orale au recueil de chansons

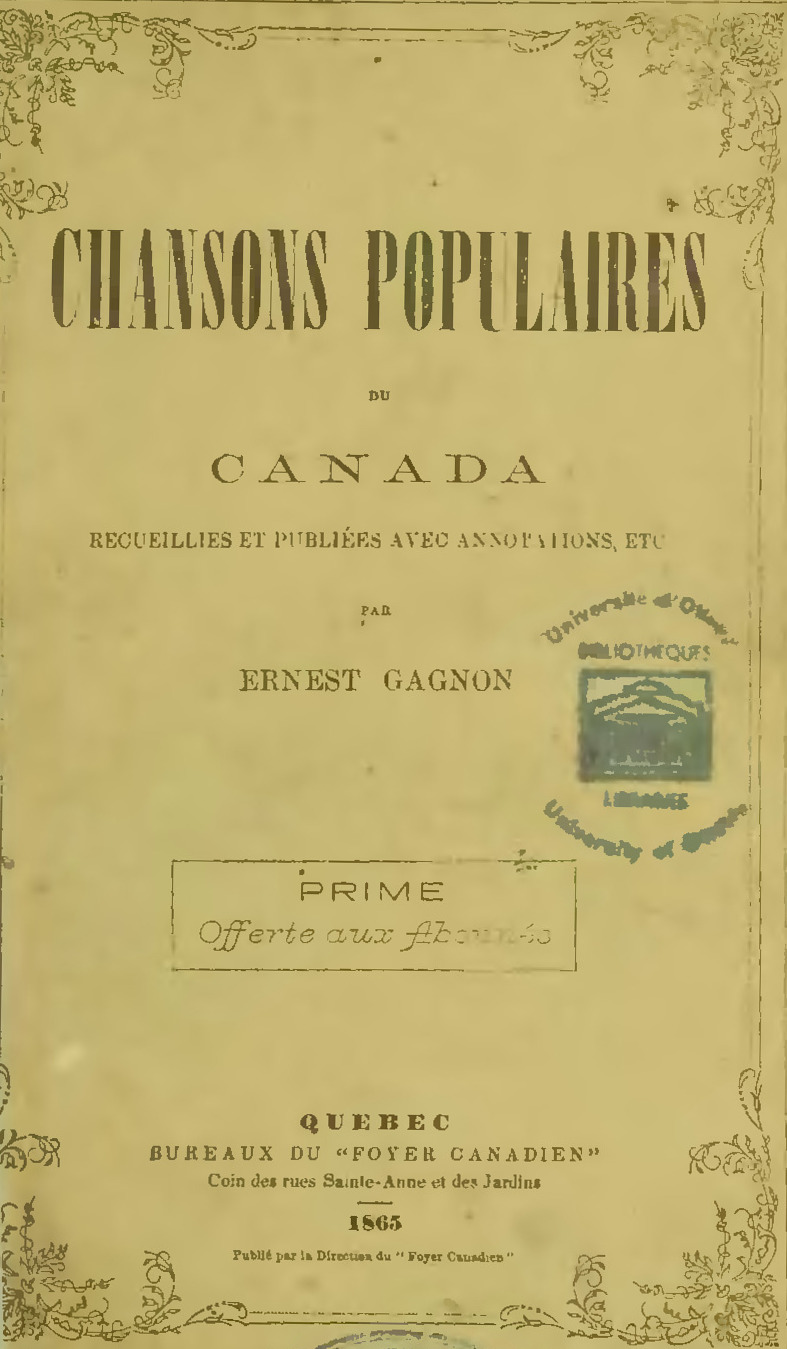
Chansons populaires du Canada, Ernest Gagnon, 1865.

Les premières recensions de chansons traditionnelles canadiennes-françaises paraissent au tournant des années 1820. Elles sont l’œuvre d’étrangers de passage au Bas-Canada ou d’Américains charmés par les chants des voyageurs qu’ils rencontrent dans le Midwest. Par exemple, en 1823, le marchand de fourrures d’origine britannique Edward Ermatinger rassemble onze chansons avec mélodies et paroles, traduites en anglais, dans l’ouvrage Collection of Voyageurs Songs.
Les Canadiens français font paraître peu de recueils de leurs propres airs folkloriques avant le milieu du 19e siècle. Publiée en 1865, la collection Chansons populaires du Canada du compositeur Ernest Gagnon est longtemps considéré comme le recueil par excellence en ce domaine. Une centaine de pièces y figurent avec texte et partition, de même qu’avec des commentaires ; Gagnon jette ainsi les bases de l’étude du répertoire traditionnel.
Les recueils de chansons édités au 19e siècle permettent de constater que le bagage culturel français des habitants francophones s’est perpétué au Canada après la conquête britannique. Notons par ailleurs que des auteurs, comme Philippe Aubert de Gaspé dans Les Anciens Canadiens (1863), citent des chansons populaires pour planter le décor de leurs histoires.

### Prise de conscience identitaire
Les années qui précèdent et qui suivent la rébellion des Patriotes de 1837-1838 marquent le moment où la chanson signée apparaît au Canada français, bien qu’elle coexiste encore longtemps avec celle de tradition orale. Œuvre de poètes dans un premier temps, qui mentionnent l’air sur lequel doit être chanté leur texte, elle émerge à la fin des années 1830 dans des publications comme La Revue canadienne, L’Album littéraire et musical et Le Ménestrel.
Dans un Bas-Canada en pleine ébullition politique et culturelle, les premiers chansonniers canadiens-français, à l’instar des romantiques européens, puisent leur inspiration dans le passé afin de contribuer à la légitimation de l’existence de leur nation. Le contexte leur inspire la composition de chansons d’actualité, écrites sur un air connu, et de chants patriotiques, dans lesquels ils prônent notamment la liberté. Patriote et futur père fondateur de la Confédération, George-Étienne Cartier écrit dans ce climat, en 1835, le chant « Ô Canada ! mon pays, mes amours ».
Composée par Antoine Gérin-Lajoie en réaction à l’exil forcé de plusieurs patriotes à la suite de la rébellion, la chanson « Un Canadien errant » (1842) connaît rapidement du succès au Canada français, au point où plusieurs versions différentes circulent pendant longtemps. En 1851, Arcélie Matte devient l’une des premières auteures féminines connue grâce à « L’enfant terrible », écrite sur l’air de « Auld Lang Syne » en hommage à l’homme politique Jean-Baptiste-Éric Dorion.
Tout au long du 19e siècle, diverses œuvres patriotiques sont créées, dont « Le drapeau de Carillon », une mise en musique par Charles Wugk Sabatier en 1858 du poème du même titre écrit par Octave Crémazie. En juin 1880, l’hymne « Ô Canada », écrit par le juge Adolphe-Basile Routhier sur une musique de Calixa Lavallée, est joué pour la première fois à la Convention nationale des Canadiens français ; il deviendra l’hymne national officiel du Canada cent ans plus tard.

### Développement de l’art lyrique
Dans la seconde moitié du 19e siècle, le piano devient un indispensable dans les salons des foyers aisés du Canada français. Cette tendance contribue à la création de pièces plus sophistiquées sur les plans vocal et instrumental, d’abord sous la forme de « chansons de salon » empreintes d’un lourd sentimentalisme. En parallèle, la formation musicale prend son essor, notamment chez les femmes, dont le chant a longtemps été relégué à la sphère privée ; toute jeune fille de bonne famille obtient dès lors une éducation musicale de base.
Si le compositeur Joseph Quesnel a présenté un opéra-comique, Colas et Colinette, ou Le bailli dupé, en 1790 à Montréal, les premières véritables créations lyriques sérieuses totalement canadiennes-françaises n’apparaissent qu’au début du 20e siècle, à l’instigation du chef d’orchestre Joseph Vézina avec la Société symphonique de Québec dès 1906, puis avec la fondation de la Société canadienne d’opérette en 1921. Des auteures-compositrices comme Adèle Bourgeois-Lacerte connaissent entretemps un certain succès dans les salons et les cercles littéraires. Toutefois, la plupart des  interprètes lyriques de l’époque, notamment les sopranos Emma Albani et Béatrice La Palme, doivent emprunter le chemin de l’exil en Europe ou aux États-Unis pour vivre de leur art.

## Sauvegarde et apogée du folklore, 1900 à 1940

### Émergence de l’enregistrement sonore et de la radio

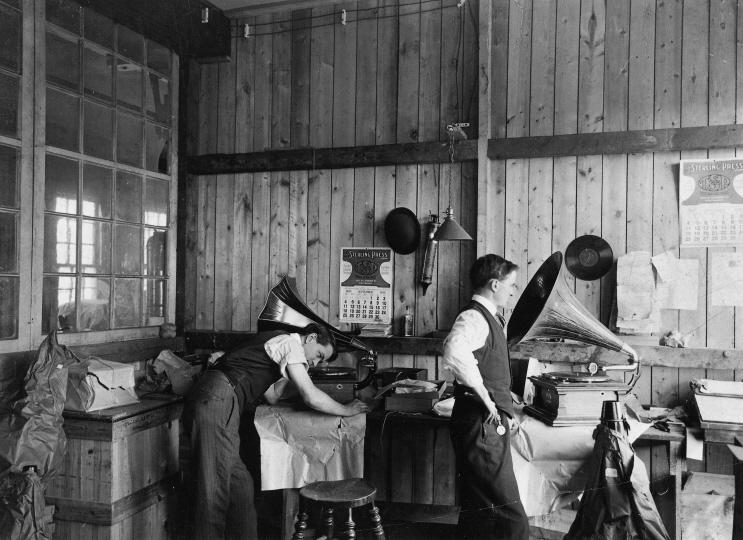
Compagnie E. Berliner, Montréal, 1910.

Le développement de l’enregistrement sonore dans le dernier quart du 19e siècle mène à l’ouverture à Montréal en janvier 1900 d’une usine de gramophones et de disques 78 tours de la compagnie E. Berliner. Trois ans plus tard, cette entreprise réalise les premiers enregistrements à être commercialisés au Canada. Néanmoins, jusqu’au milieu des années 1910, les disques produits au Québec demeurent essentiellement des reproductions d’enregistrements effectués aux États-Unis et en Europe. La fondation en 1918 de la Compo Company, par l’entrepreneur Hebert Berliner et le musicien Roméo Beaudry, signale l’émergence d’une véritable industrie du disque au Québec.
L’apparition de la radio domestique au début des années 1920, avec entre autres la mise en ondes de la station francophone CKAC à Montréal en 1922, marque également un tournant dans le rayonnement de la chanson au Québec. La retransmission de performances en studio et la diffusion de disques permettent à un plus grand nombre d’interprètes et d’auteurs de vivre de leur art. En revanche, l’influence grandissante de la culture anglophone, notamment des États-Unis, par l’entremise de ces nouveaux médiums, inquiète le clergé catholique et les grandes figures nationalistes.

### Archivage et diffusion du folklore canadien-français

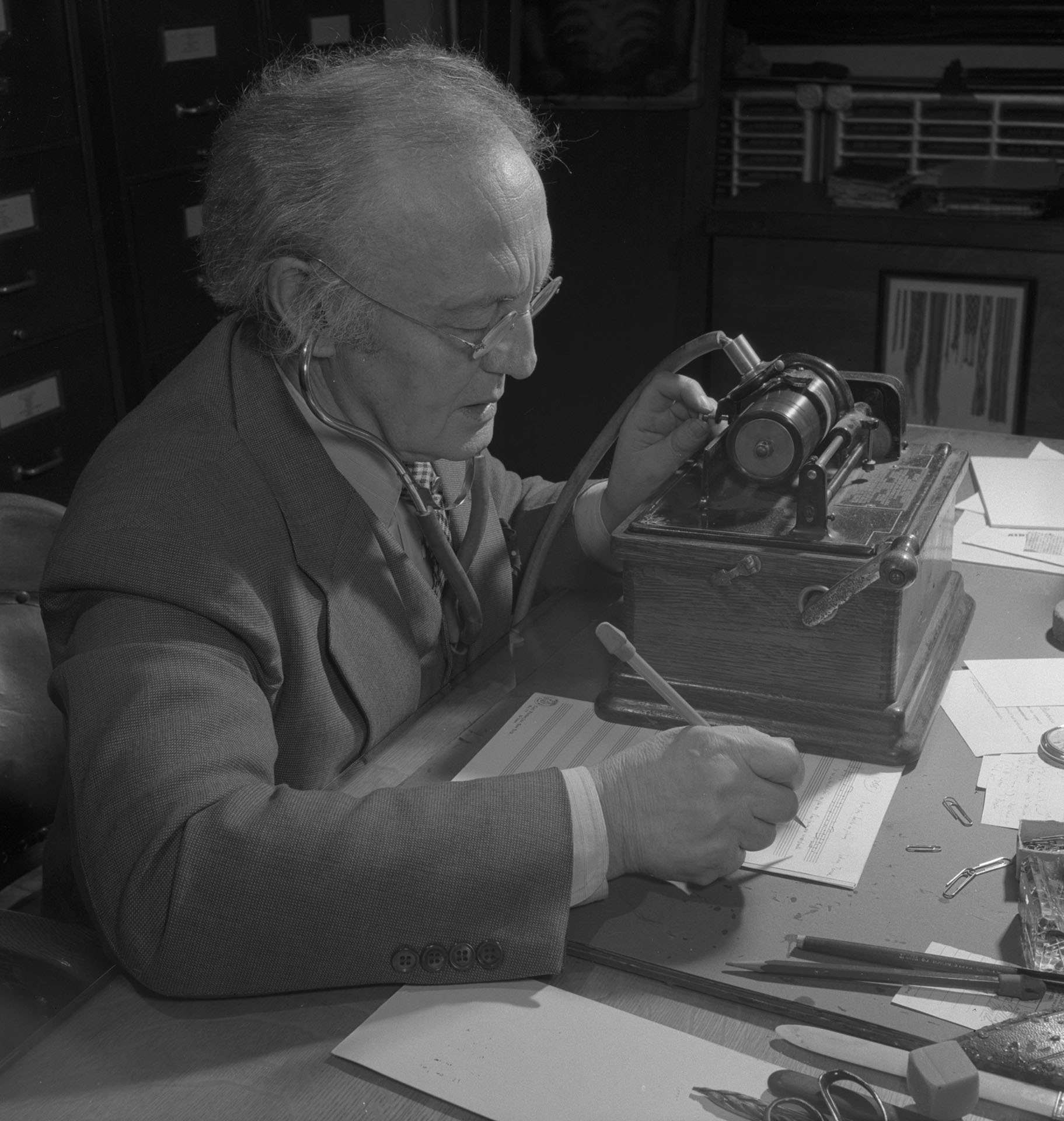
Marius Barbeau transcrivant la mélodie d'une chanson traditionnelle qu'il a enregistrée sur le terrain, 1949

En réponse à l’industrialisation et à l’urbanisation de l’Occident depuis le milieu du XIXe siècle, des folkloristes cherchent à perpétuer la culture populaire par la collecte de chants de tradition orale. C’est dans ce but que l’ethnologue Marius Barbeau arpente le Québec à compter de 1914 et recueille des milliers de retranscriptions et d’enregistrements de chansons folkloriques canadiennes-françaises, parfois totalement inédites. Avec son collaborateur Édouard-Zotique Massicotte, il organise en 1919 les Soirées du bon vieux temps à la bibliothèque Saint-Sulpice de Montréal afin de mettre en valeur le corpus qu’ils ont récolté.
En 1944, l’ethnographe Luc Lacourcière, formé par Barbeau, fonde les Archives de folklore à l’Université Laval. Il réalise à son tour des milliers d’enregistrement et élève le folklore au rang de sujet d’études universitaires au Québec. L’archiviste Conrad Laforte suit le même chemin à partir de 1958 avec la création du Catalogue de la chanson folklorique française, qui compte à terme plus de 80 000 fiches. Tout en sauvant de l’oubli un riche patrimoine culturel, ces initiatives contribuent néanmoins à gommer les aspérités d’œuvres autrefois transmises oralement.
De 1937 à 1955, La Bonne Chanson, société dirigée par l’abbé Charles-Émile Gadbois, fait paraître une série de recueils réunissant des pièces du folklore canadien-français, des chansons françaises, des airs religieux et patriotiques, et des œuvres écrites par Gadbois lui-même, expurgés de référents grivois et politiques, dans une volonté de sauvegarde de la langue et de la culture française en Amérique. La collection connaît une large diffusion au Québec, notamment par l’entremise des écoles.

### La chanson traditionnelle sur la scène et sur disque
La combinaison des développements de l’enregistrement sonore, de la radio et de la recherche ethnomusicologique avec le renouveau nationaliste du temps donne un élan à la diffusion de la chanson folklorique sur les scènes au Québec pendant l’entre-deux-guerres.
Dans la foulée des Soirées du bon vieux temps de Barbeau et Massicotte, le chanteur Conrad Gauthier attire de nombreux spectateurs quatre à six fois par année entre 1921 et 1941 au Monument-National de Montréal avec ses Veillées du bon vieux temps. Les chansons folkloriques y alternent entre autres avec des numéros de vaudeville, et des artistes comme Ovila Légaré, Eugène Daignault et Mary Travers, dite La Bolduc, y tiennent la vedette au fil des ans. Si ce genre de production s’inscrit dans une perspective d’affirmation nationale et de mise en valeur des traditions du terroir canadien-français, il n’en demeure pas moins qu’elle a pour objectif premier de divertir.
Durant cette période, le nombre de chanteurs pouvant mener une carrière florissante au Québec augmente rapidement, grâce à la diffusion radiophonique, à la vente de disques et au développement de tournées. Le baryton Charles Marchand connaît un grand succès avec le mouvement Le Carillon canadien, puis avec son quatuor Les Troubadours de Bytown ; il reprend des dizaines de chansons folkloriques récoltées par Barbeau, dont « Envoyons d’l’avant nos gens » et « La visite du jour de l’an ». Les harmonisations gagnent en popularité au tournant des années 1930 avec des formations a capella comme Le Quatuor Alouette et Les Grenadiers impériaux, qui valorisent le discours moralisateur de la « bonne chanson ».

### La Bolduc

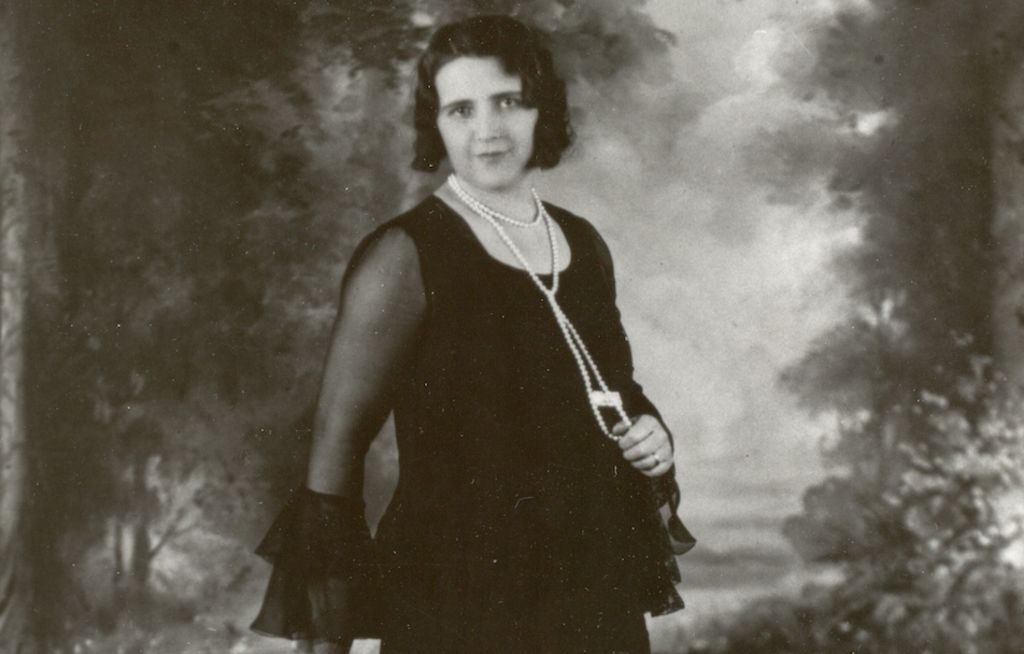
La Bolduc.

Souvent décrite à tort ou à raison comme la première chansonnière et la première vedette populaire au Québec, Mary Travers, dite La Bolduc, fait ses débuts comme simple musicienne dans des spectacles de chanson folklorique à Montréal, puis entreprend sa carrière professionnelle de chanteuse en 1928 dans les Veillées du bon vieux temps. Conrad Gauthier l’encourage bientôt à endisquer ses propres compositions et Roméo Beaudry produit ses premiers enregistrements en avril 1929, dont « Y a longtemps que je couche par terre ». Travers connaît son premier succès commercial au mois de décembre suivant avec « La cuisinière » ; à partir de ce moment, elle enregistre sans relâche jusqu’en 1932, puis épisodiquement jusqu’en 1939.
Cette égérie de la classe ouvrière gagne bien sa vie malgré la Grande Dépression grâce à ses chansons d’inspiration traditionnelle parlant avec humour de l’actualité (« Les cinq jumelles ») et de la dureté de la vie quotidienne (« Ça va v’nir découragez-vous pas »), ainsi qu’à des prestations radiophoniques et à des tournées au Québec, dans l’est de l’Ontario et le nord-est des États-Unis. Elle rend toutefois l’âme prématurément en 1941.
L’œuvre de La Bolduc, qui contient environ 300 chansons, s’inscrit dans le courant de la poésie d’espérance et se démarque par son style direct et naïf. Boudée par l’élite culturelle et les journaux de son temps, Travers influence néanmoins de nombreux continuateurs, comme Willie Lamothe et Jeanne-D'Arc Charlebois, de même que des chanteurs comme Gilles Vigneault et Paul Piché avec son recours à la turlutte, sa signature sonore ; elle prépare aussi le terrain pour la chanson engagée.

### L’art lyrique populaire
Dans la première moitié du 20e siècle, l’interprétation de chansons folkloriques dans un style lyrique connait une certaine gloire au Québec. Des chanteurs reconnus comme Rodolphe Plamondon, Joseph Saucier et Paul Dufault prêtent ainsi leurs voix à l’enregistrement d’airs populaires pendant les années 1920.
Dans la foulée, le baryton Lionel Daunais fonde en 1932 Le Trio lyrique avec la contralto Anna Malenfant et le ténor Ludovic Huot ; ils interprètent des chansons de tradition orale et des compositions de Daunais, comme « La tourtière ». Avec La Bolduc, celui-ci figure parmi les premiers auteurs-compositeurs-interprètes du Québec à donner une couleur véritablement locale à leurs chansons. En 1936, Daunais crée avec Charles Goulet la compagnie Les Variétés lyriques qui, jusqu’en 1955, fait connaitre de nombreux interprètes, dont Pierrette Alarie, Jeanne Maubourg et Louis Quilico, de même que le folkloriste Jacques Labrecque.

### Institutionnalisation de la chanson
La croissance rapide de l’industrie de la chanson au Québec dans les premières décennies du 20e siècle ouvre la voie à la formation d’institutions vouées à son développement ou à la défense des intérêts de ses artisans. L’Union des artistes, protégeant entre autres les chanteurs, et la Guilde des musiciens, pour les instrumentistes, voient le jour avant la fin des années 1930. Le Conservatoire de musique et d’art dramatique de la province de Québec est pour sa part fondé en 1942.
De 1927 à 1931, le Canadien Pacifique parraine le Festival de la chanson et des métiers du terroir, qui se tient dans les différents hôtels de la compagnie, notamment au château Frontenac à Québec. Le baryton et folkloriste Charles Marchand participe à l’organisation de la plupart des éditions de ce qui représente l’un des premiers festivals de chanson au Québec.

## Country, charme et variétés, années 1940-1950

### Influences étrangères et déclin du folklore
À l’époque de la Seconde Guerre mondiale, l’influence des cultures anglophone et française se fait de plus en plus sentir dans la chanson au Québec. Des décennies de diffusion de disques, d’émissions de radio et de films ont fait leur œuvre, sans parler des nombreux artistes européens et américains qui se produisent en tournée depuis le début du siècle. La chanson country et la chanson de charme à l’américaine, ainsi que la chanson de variétés à la française connaissent un âge d’or durant les années 1930-1940 dans les foyers et les cabarets du Québec.
En parallèle, la chanson folklorique souffre de cette concurrence étrangère et éprouve un déclin marqué, tandis que l’alphabétisation croissante érode la tradition orale. L’auteur-compositeur anonyme disparaît et laisse place à l’auteur-compositeur médiatisé.

### Les « cowboys canadiens »

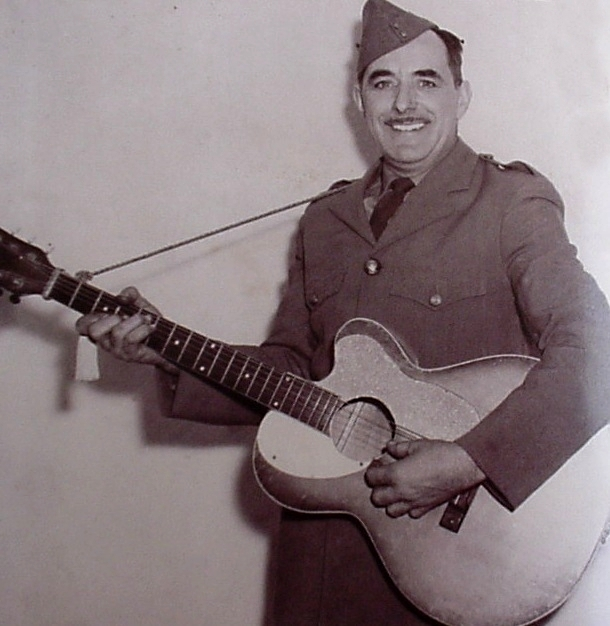
Le Soldat Lebrun.

Valorisée par le cinéma, l’image du cowboy de l’Ouest marque l’imaginaire nord-américain, et la chanson country qui y est associée gagne en popularité au Québec à partir des années 1930. Sa nature modeste semblable à celle du folklore et les valeurs traditionnelles qu’elle véhicule plaisent à une part non négligeable du public, plus particulièrement dans les milieux ruraux. Son chant au timbre nasillard et son accompagnement de guitare acoustique font école, non seulement chez les nombreux interprètes country du Québec au fil des décennies, mais également chez les chansonniers des années 1950 et les chanteurs folks des années 1970.
Pendant la guerre, le Soldat Lebrun adopte les airs country et connaît une courte période de gloire en se posant comme le porte-parole des soldats. Vêtu d’un uniforme militaire, cet auteur-compositeur-interprète décrit le quotidien des enrôlés, la souffrance de l’éloignement et l’attachement à la famille et à la patrie dans ses chansons, comme « L’adieu du soldat » et « Courageux Canadiens ».
Willie Lamothe devient dans l’après-guerre, et pour longtemps, la figure de proue de la chanson country au Québec. Intégrant la mythologie de l’Ouest américain dans ses compositions et ses adaptations, il chante la solitude, l’amour et les grands espaces, par exemple dans « Je suis un cowboy canadien » et « Je chante à cheval ». Il ouvre le chemin à de nombreux « cowboys canadiens », comme Paul Brunelle (« Mon enfant je te pardonne »), Marcel Martel (« Un coin du ciel »), Marie King (« Quand le soleil dit bonjour aux montagnes ») et, dans un registre plus folklorique, Oscar Thiffault (« Le rapide blanc »). Lamothe et ceux-ci connaissent un succès durable malgré le désintérêt relatif des médias pour le genre après les années 1950.

### Les chanteurs de charme
La chanson de charme se développe au Québec dès les années 1910. Le prolifique Hector Pellerin enregistre alors des adaptations d’airs américains populaires (« La chanson du prisonnier »), ainsi que quelques compositions. Avec J. Hervey Germain et Alexandre Desmarteaux, il figurerait parmi les premières vedettes de la chanson au Québec. Pellerin poursuit longtemps sa carrière dans les cabarets de Montréal, ainsi qu’à la radio.
Entre les années 1920 et 1940 gagne en popularité une chanson de charme aux paroles sentimentales, influencée à la fois par la ballade française et les musiques américaines (blues, jazz et country), avec des interprètes tels que Hercule Lavoie (« Tu prends plaisir à me voir souffrir »), Lionel Parent (« Ne fais jamais pleurer ta mère »), Fernand Perron (« Le merle rouge ») et Albert Marier (« Ça devait durer toujours »). Ce dernier endisque près de 200 chansons, ce qui en fait de l’un des rares chanteurs à connaître un succès continu durant la Grande Dépression avec La Bolduc.
La technique du crooning, popularisée aux États-Unis par Rudy Vallée, Bing Crosby et Frank Sinatra grâce au développement du microphone, marque dans les années 1940 la carrière de chanteurs comme Jean Lalonde (« L’amour perdu ne revient plus ») et Fernand Robidoux (« Je croyais »). Celui-ci pave la voie aux auteurs-compositeurs canadiens-français des années 1950 en interprétant leurs chansons.

### Les variétés dans les cabarets

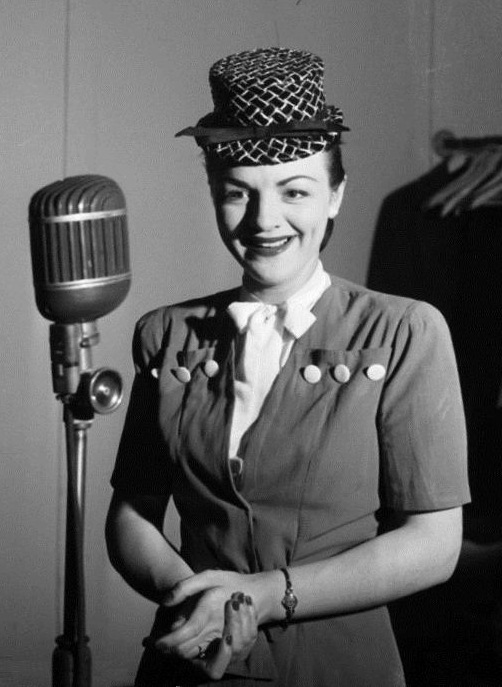
Alys Robi.

Émergeant également au confluent d’inspirations françaises et américaines, de nombreux cabarets où la chanson, le théâtre et l’humour sont à l’honneur ouvrent au Québec dans les années 1940 et 1950, par exemple Au Faisan doré, à Montréal, et Chez Gérard, à Québec. Plusieurs vedettes de la chanson de variétés, un alliage de la ballade française et du swing américain, y font leurs premières armes. Si cette vogue ne dure que quelques années, entre autres à cause de l’avènement de la télévision, elle donne une impulsion à la chanson francophone et aux boîtes à chansons.
L’une des premières stars des cabarets, Alys Robi acquiert une grande renommée dans les music-halls de Montréal pendant la Seconde Guerre mondiale grâce à son répertoire d’adaptations aux sonorités latines, dont « Tico-tico » et « Chica chica boom chic ». Elle séjourne aux États-Unis et en Europe au lendemain de la guerre dans l’espoir de mener une carrière internationale, mais un accident de la route puis une grave dépression mettent brutalement fin à ses ambitions.

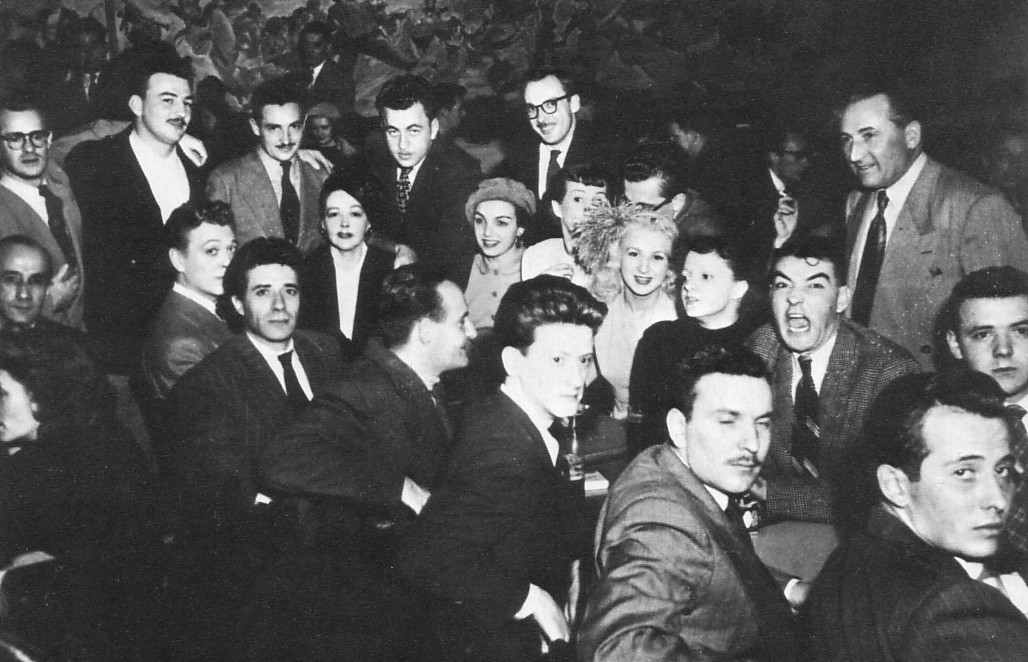
Au Faisan Doré.

Au Faisan Doré et, par la suite, au Cabaret Saint-Germain-des-Prés, l’animateur Jacques Normand transpose l’esprit des boîtes de Paris en meublant les intervalles de chansons satiriques. Il y fait connaître entre autres Monique Leyrac, Aglaé, Dominique Michel, Fernand Gignac et Serge Deyglun, ainsi que les chansonniers Raymond Lévesque et Clémence Desrochers, tout en accueillant des chanteurs français de passage, comme Charles Trenet et Charles Aznavour, qui influencent cette génération montante.
Les cabarets jouent un rôle formateur dans les carrières de chanteurs de variétés comme Muriel Millard, Lucille Dumont, Jen Roger, Michel Louvain, Paolo Noël et Claude Blanchard. Le duo humoristique Les Jérolas, formé de Jérôme Lemay et Jean Lapointe, y fait aussi ses débuts, avec ses imitations, ses chansons originales (« Méo Penché ») et ses adaptations de succès rock américains (« Yakety Yak »).

### La radio et la télévision

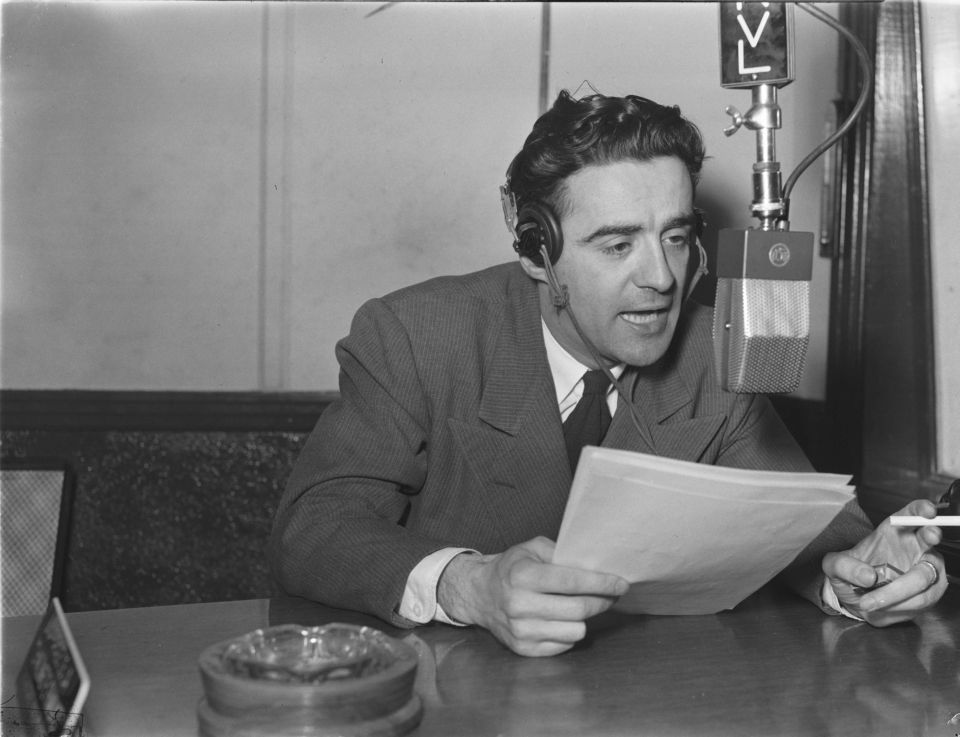
Guy Mauffette.

À partir du milieu des années 1940, au moins une station de radio diffuse dans chaque ville au Québec. Si les airs américains et français y dominent, de fervents apôtres de la chanson canadienne-française, comme Fernand Robidoux à CKVL et Guy Mauffette à Radio-Canada, défendent les interprètes et les auteurs-compositeurs du Québec. Robidoux organise quelques concours pour faire valoir les créations locales, dont le Grand prix de la chansonnette canadienne, en collaboration avec Robert L’Herbier, en 1949.
La télévision entre dans les foyers au Québec avec la mise en ondes de Radio-Canada en 1952. Dès le départ, la programmation de ce réseau donne une grande place à la chanson, dans des émissions comme Rolande et Robert, Au P’tit café et Music-Hall. Le Concours de la chanson canadienne, diffusé en 1956-1957, contribue à la reconnaissance du métier d’auteur-compositeur. Sa première édition couronne « Le ciel se marie à la mer » de Jacques Blanchet, chantée par Lucille Dumont, et marque un jalon dans la maturation de la chanson produite au Québec.

## L’âge d’or des chansonniers, années 1950-1960

### Sources de la « chanson à texte »
En parallèle à l’apogée des chansons de charme et de variétés au Québec se développe à la fin des années 1940 une « chanson à texte » caractérisée par une poésie au message humaniste déclamée par des chansonniers sur une instrumentation minimale, le plus souvent avec comme simple accompagnement une guitare ou un piano. Ce genre résulte en gros de la combinaison d’éléments du folklore canadien-français avec la conception française de l’auteur-compositeur-interprète, à la fois chansonnier et monologuiste, qui a pris forme dans l’après-guerre.
Les chansonniers, préférant l’intimité des boîtes à chansons au tapage des cabarets et des salles de danse, mettent l’accent sur le dépouillement de leur proposition artistique. Leurs paroles évoquent d’abord le quotidien, la fraternité et la liberté, avant de prendre une tournure sociale et politique dans les années 1960.

### Deux précurseurs: Leclerc et Lévesque

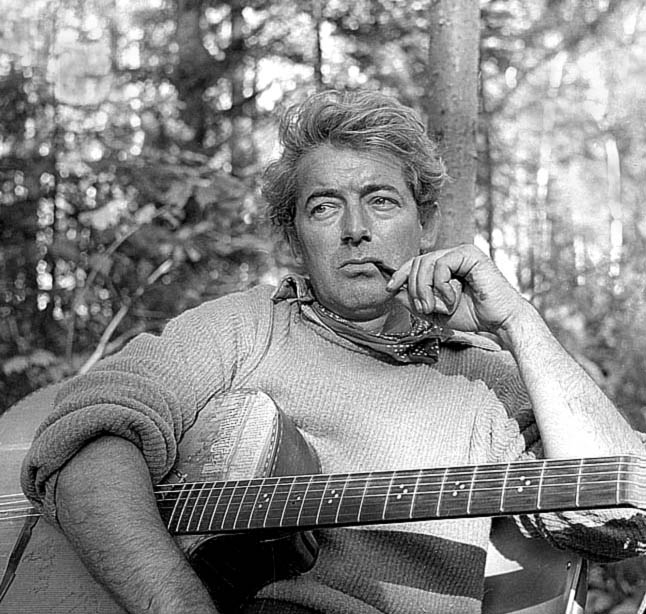
Félix Leclerc.

Homme de radio et auteur connu au Québec dans les années 1940, Félix Leclerc présente d’abord ses chansons dans les cabarets de Montréal, dont Moi, mes souliers, Le p’tit bonheur et Bozo, qui lui permettront d’obtenir une consécration musicale en France entre 1950 et 1953. Son triomphe européen lui vaut une célébrité durable au Québec, dès lors avant tout comme auteur-compositeur-interprète. Assumant pleinement son bagage culturel canadien-français et mettant de l’avant une façon intimiste d’interpréter ses pièces, Leclerc se pose en chef de file d’un grand courant de chansonniers au Québec, mais aussi en Europe francophone, où il influence entre autres Georges Brassens et Jacques Brel. Grâce à ses chansons, dans lesquelles il parle de son peuple et de son territoire, il devient en quelque sorte l’ambassadeur d’une société québécoise en pleine mutation. Son œuvre prend au fil du temps un caractère plus ouvertement politique et nationaliste, notamment incarné par « L’alouette en colère », lancée en 1971.
Autre grand précurseur du mouvement des chansonniers au Québec, Raymond Lévesque fréquente d’abord les cabarets du Québec, puis séjourne entre 1953 et 1958 à Paris. Il y perfectionne une approche combinant l’auteur-compositeur-interprète engagé au monologuiste satiriste. Lévesque crée une œuvre riche, caractérisée par la nostalgie (« Au temps qui ne revient plus »), l’humanisme (« Quand les hommes vivront d’amour ») et le nationalisme (« Bozo les culottes » et « Québec mon pays »), qu’il porte lui-même sur scène, mais qui est aussi défendue par plusieurs interprètes, au Québec comme en Europe.

### Foisonnement de chansonniers

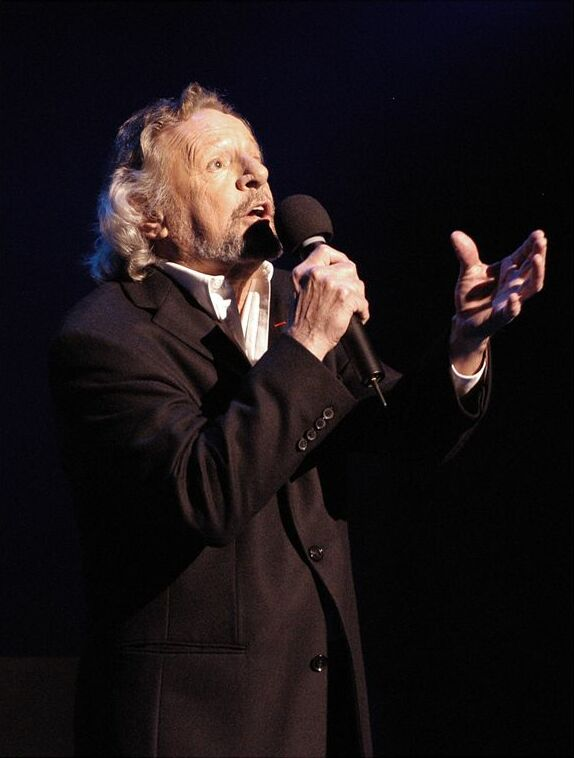
Claude Léveillée.

Dans le sillage de Félix Leclerc et de Raymond Lévesque, une grande génération de chansonniers émerge au Québec entre le milieu des années 1950 et celui de la décennie suivante. Certains de ceux-ci connaissent également du succès en Europe francophone. Au tournant des années 1960, la plupart de ces auteurs-compositeurs-interprètes adoptent le format du disque 33 tours, qui leur permet de proposer un ensemble cohérent de chansons en album ; ils deviennent les premiers artistes à privilégier cette approche au Québec.
Un collectif de jeunes chansonniers baptisé Les Bozos, en référence à une pièce de Leclerc, fonde une boîte à chansons en 1959 à Montréal, Chez Bozo. Cette aventure, à laquelle s’associe d’ailleurs Lévesque, lance les carrières de Claude Léveillée, Jean-Pierre Ferland, Clémence Desrochers, Hervé Brousseau et Jacques Blanchet. Ce dernier, qui a gagné le Concours de la chanson canadienne en 1957 avec sa création « Le ciel se marie à la mer », attire grâce à ce fait d’armes les premiers spectateurs des boîtes à chansons.
Claude Léveillée, l’un des rares chansonniers à s’accompagner au piano, signe des compositions aux accents mélancoliques, comme « Les vieux pianos » et « Frédéric ». Il écrit entre autres pour Édith Piaf et devient l’un des premiers artistes québécois à se produire à la Place des Arts de Montréal en 1964. Charmeur et frondeur, Jean-Pierre Ferland parle plus ouvertement d’amour et de la vie quotidienne que ses camarades, par exemple dans « Les fleurs de macadam » et « Les bus de la 33e avenue ». Toute sa carrière, il tâche de rester à l’affût de l’évolution de la chanson au Québec. 

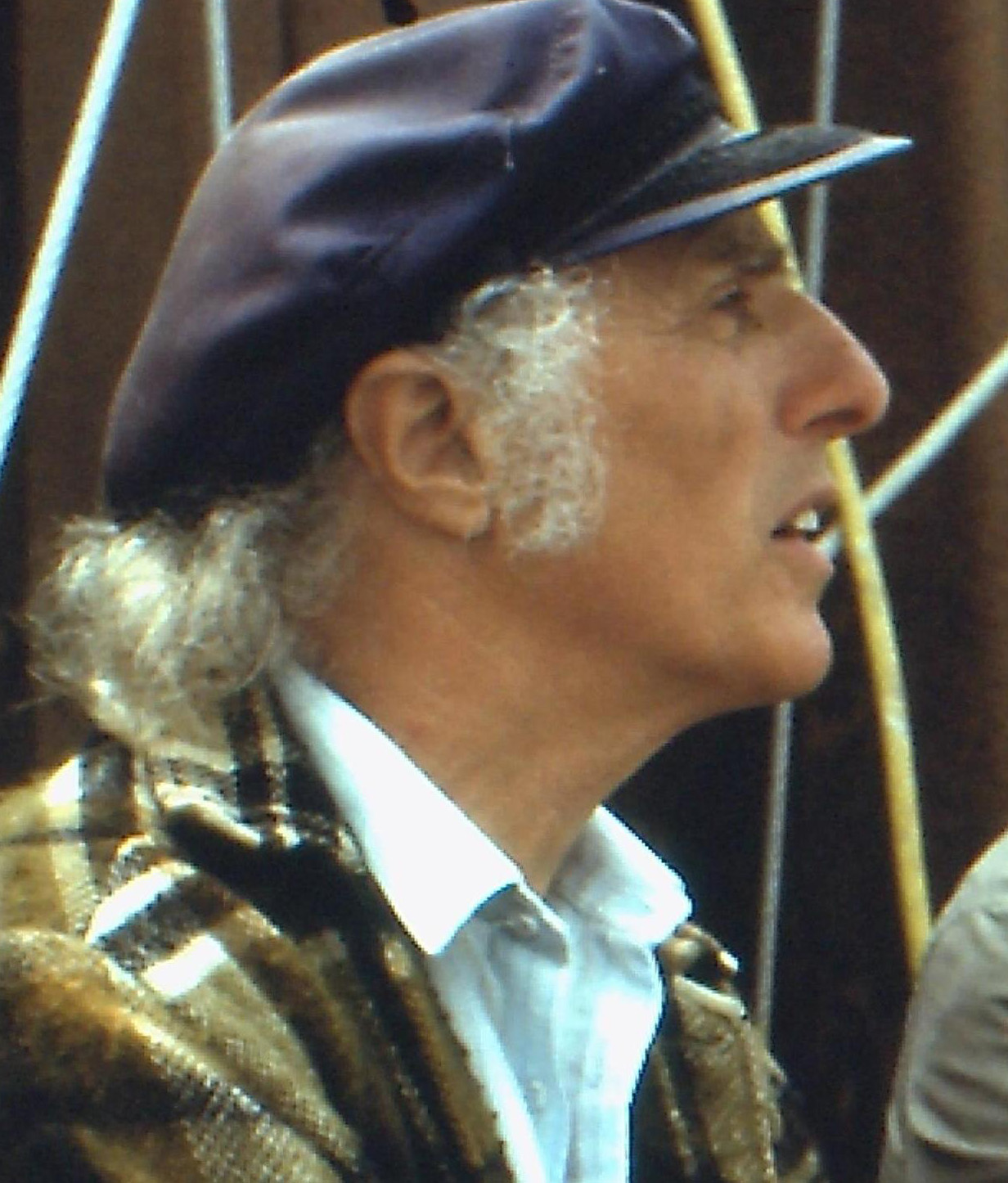
Gilles Vigneault.

Plus inspiré par la tradition folklorique, Gilles Vigneault développe à compter du tournant des années 1960 un important répertoire qui lui assure une notoriété durable, à commencer par « Jack Monoloy » et « La danse à Saint-Dilon ». Tout en donnant vie à une galerie de personnages pittoresques et légendaires, il saisit à bras-le-corps la thématique patriotique dans des chansons comme « Mon pays » et, plus tard, « Gens du pays », qui devient en quelque sorte l’hymne national non officiel du Québec.
Claude Gauthier s’inscrit dans un registre folklorique et nationaliste semblable, par exemple avec « Le grand six pieds » et « Le plus beau voyage », mais avec une démarche plus discrète. Il en va de même pour Georges Dor, qui connaît un énorme succès populaire avec « La Manic » en 1965.
Diverses autres figures émergent du courant chansonnier durant cette période, dont Tex Lecor, Pierre Létourneau, Robert Charlebois, Louise Forestier, Claude Dubois et Jacques Michel.

### Les chansonnières
L’avènement des chansonniers au Québec dans les années 1950 marque aussi celui d’autrices-compositrices-interprètes, qui contribuent à leur manière au mouvement de libération des femmes, notamment en exprimant les préoccupations de celles-ci dans leurs chansons. Au premier plan se trouve Clémence Desrochers, qui mène une double carrière de chansonnière et d’humoriste. Ses textes évoquent, avec humour mais non sans mélancolie, le vécu des femmes, qu’elle s’affaire à dédramatiser, par exemple dans « La vie d’factrie » et « L’art d’être femme ». Chantée par diverses interprètes, elle signe également des comédies et des revues musicales, comme Le vol rose du flamant en 1964 et Les girls en 1969.
Plusieurs femmes suivent au tournant des années 1960 la voie ouverte par Clémence Desrochers, dont Marie Savard, Monique Miville-Deschênes, Christine Charbonneau, Jacqueline Lemay et Suzanne Jacob. Elles connaissent cependant une gloire soit éphémère, soit limitée dans une industrie dominée par des hommes. La plupart d’entre elles mettront par la suite leur plume au service d’autres voix. Germaine Dugas devient par ailleurs en 1959 l’une des premières autrices-compositrices-interprètes depuis La Bolduc à signer un succès commercial au Québec, avec sa chanson « Deux enfants du même âge ».

### Les interprètes
Les chansonniers, qui valorisent d’abord et avant tout leur travail de parolier, voient plusieurs de leurs compositions être reprises par des interprètes, mais écrivent également spécifiquement pour ceux-ci, la plupart du temps des femmes, comme Pauline Julien, Monique Leyrac, Renée Claude et Danielle Oddera.
La flamboyante Pauline Julien fait ses débuts en 1956 à Paris, où elle chante entre autres des textes de Boris Vian et de Léo Ferré, avant d’adopter le répertoire des chansonniers québécois, dont Raymond Lévesque (« Bozo les culottes »), Georges Dor (« La Manic ») et Gilles Vigneault (« Ah que l’hiver »). Dans les années 1970, elle prête sa voix à des textes féministes (« La moitié du monde est une femme ») et nationalistes (« Mommy »), et elle en vient à écrire quelques chansons (« Eille »).
Monique Leyrac séjourne également en France au commencement de sa fructueuse carrière d’interprète ; elle y enregistre « Le p’tit bonheur » de Félix Leclerc dès 1951. De retour au Québec, elle collabore notamment avec Gilles Vigneault et Claude Léveillée, avec lesquels elle signe l’album Monique Leyrac chante Vigneault et Léveillée en 1963.

### Les boîtes à chansons
Pendant une dizaine d’années à partir de la fin de la décennie 1950, les boîtes à chansons pullulent au Québec. D’une grandeur modeste, elles attirent, dans un décor meublé d’antiquités, un public relativement jeune et instruit, qui adhère en général à l’idée que la chanson joue un rôle important dans l’affirmation nationale qui caractérise la Révolution tranquille.
La plupart de ces boîtes connaissent une existence éphémère, mais elles contribuent à lancer et à consolider la carrière de nombreux chansonniers. Parmi ces salles, plus intimistes que les cabarets, figurent le Café Saint-Jacques, Chez Bozo et Le Patriote, à Montréal, ainsi que La Boîte à chansons et L’Arlequin, à Québec, sans parler de la Butte à Mathieu, à Val-David. Plus de 2 000 chansonniers y auraient tenté leur chance, avant qu’elles ne subissent un déclin à la suite de l’avènement de la chanson yéyé et du rock.

### De la chanson canadienne à la chanson québécoise
Au début de la Révolution tranquille, le mouvement des chansonniers se pose comme un phare culturel au Québec. Ses auteurs-compositeurs et leurs interprètes incarnent à leur manière les aspirations d’une société en pleine modernisation, qu’ils accompagnent dans sa quête d’identité. Ils chantent le pays, réel et souhaité, d’un peuple qui se définit désormais comme spécifiquement québécois plutôt que seulement canadien-français.
Des chansonniers tels que Gilles Vigneault (« Mon pays ») et Georges Dor (« La Manic ») s’attellent ainsi à décrire le territoire du Québec, tandis que d’autres, dont Raymond Lévesque (« Bozo les culottes ») et Claude Gauthier (« Le plus beau voyage »), tiennent des discours plus ouvertement politiques. Plusieurs d’entre eux accordent leur appui à l’idée d’indépendance nationale durant cette période tumultueuse.

## Constitution d’une pop et d’un rock québécois, années 1960

### Le rock‘n’roll et le baby-boom
Devenu très populaire aux États-Unis au milieu des années 1950, entre autres grâce à Elvis Presley, le rock’n’roll apparaît au Québec par l’entremise de chanteurs country, comme Willie Lamothe (« Rock’n’roll à cheval »), et d’artistes de cabaret, dont Les Jérolas (« La clef du rock ») et André Lejeune (« Qu’est-ce que le rock’n’roll ? »).
Ceux-ci prennent acte de la vogue et mettent de l’avant la guitare électrique, l’instrument de prédilection de ce nouveau genre, dans des compositions au ton généralement humoristique, comme plusieurs n’y voient alors qu’une mode passagère. Le rock’n’roll demeure ainsi marginal et peine à être pris au sérieux au Québec environ jusqu’à l’entrée fracassante des Beatles dans les palmarès nord-américains au début de 1964.
À partir de ce moment déferle au Québec une vague d’artistes dits yéyés qui, avec les chansonniers, en viennent à représenter une partie intégrante de l’identité culturelle des enfants du baby-boom, dans un contexte d’éveil nationaliste et de chute de la ferveur religieuse à l’heure de la Révolution tranquille. Cette jeunesse, qui possède un pouvoir d’achat réel grâce à la croissance d’après-guerre, contribue au développement fulgurant durant cette période du vedettariat et de l’industrie de la chanson au Québec, qui s’enrichit avec l’explosion des ventes de disques 45 tours et 33 tours.

### La vague yéyé
Influencée à la fois par le rock’n’roll américain, la pop britannique et le yéyé français, la chanson yéyé du Québec parle d’amour, de jeunesse et de liberté sur un accompagnement de guitare et de basse électriques, de batterie et, souvent, de clavier. Si des chanteurs de variétés adoptent ce style, les nombreux groupes rock qui surgissent au Québec l’incarnent véritablement. Les artistes yéyés se contentent généralement d’adapter des succès anglophones et français, parfois maladroitement, n’ayant pour principale ambition que de faire danser et de divertir, plutôt que de passer un message comme les chansonniers. Leurs producteurs encouragent aussi une certaine excentricité vestimentaire, voire tout simplement l’imitation des Beatles.
Entre 1964 et 1968, des centaines de groupes yéyés se forment au Québec. Chaque ville, voire chaque paroisse, en compte quelques-uns, qui se produisent dans les salles de danse et les sous-sols d’église. Du jour au lendemain, des formations comme Les Baronnets (« C’est fou mais c’est tout »), Les Bel-Canto (« Découragé »), César et les Romains (« Splish splash »), Les Classels (« Ton amour a changé ma vie »), Les Lutins (« Monsieur le robot ») et Les Sultans (« La poupée qui fait non ») vendent des centaines de milliers d’exemplaires de leurs chansons et de leurs albums, et deviennent ainsi de véritables vedettes. Quelques artistes féminines s’illustrent aussi dans le genre yéyé, dont Les Milady’s (« Monsieur Dupont ») et Jenny Rock (« Douliou douliou Saint-Tropez »).
Des groupes comme Les Hou-Lops (« Oh non ») et Les Sinners (« Ne reste pas sous la pluie ») – dont certains membres forment ensuite La Révolution française (« Québécois ») –, signalent quant à eux l’avènement d’un rock plus incisif et provocateur, influencé par la musique psychédélique américaine de la fin des années 1960.
Somme toute, la rareté des créations originales caractérise le courant yéyé, dont la plupart des groupes ne font pas long feu. Il modifie néanmoins la trajectoire de la chanson au Québec, en concrétisant l’accord du rock et de la langue française.

### De la chanson de variétés à la chanson pop
Ayant connu ses heures de gloire dans les années 1940 et 1950, la chanson de variétés se transforme au contact du rock’n’roll en chanson pop dans les années 1960 au Québec. Le cas du chanteur Michel Louvain, l’une des premières idoles de la jeunesse d’après-guerre grâce à l’éclosion d’une presse artistique, incarne en quelque sorte cette évolution. Il commence sa carrière dans les cabarets, puis gagne une notoriété soudaine en 1957 avec « Buenas noches mi amor » et aligne dès lors les succès aux noms féminins (« Lison », « Linda », « Louise », « Sylvie ») mâtinés de jazz, d’airs latins et de rock’n’roll.
La décennie 1960 marque ainsi l’émergence de jeunes chanteurs au répertoire qui puise à la fois dans la chanson de charme et dans les rythmes rock popularisés par les yéyés, comme Pierre Lalonde (« Nous on est dans le vent »), Donald Lautrec (« Manon vient danser le ska »), Serge Laprade (« Capri c’est fini »), Tony Roman (« Do wha diddy diddy), Joël Denis (« Le yaya »), Robert Demontigny (« Un baiser de toi »), Johnny Farago (« Je t’aime je te veux »), Michèle Richard (« Les boîtes à gogo »), Renée Martel (« Je m’en vais à Londres »), Shirley Théroux (« Un homme ») et Ginette Reno (« La dernière valse »). La plupart d’entre eux interprètent des traductions de chansons anglophones et des créations d’auteurs-compositeurs français ou québécois, mais Marc Gélinas (« Tu te souviendras de moi »), par exemple, se démarque dans le genre en écrivant ses propres ballades.

### L’influence de la télévision et des journaux à potins
Les chanteurs pop comme les yéyés bénéficient dans les années 1960 du développement de journaux à potins, dont Écho-Vedettes, Télé-Radiomonde et Photo-Journal, et du rayonnement de la télévision au Québec.
Diffusée sur les ondes de Télé-Métropole de 1962 à 1974, l’émission Jeunesse d’aujourd’hui séduit un large auditoire avec ses prestations chorégraphiées en direct devant un public. Elle contribue à faire de grandes vedettes de nombreux artistes et groupes de l’époque, dont Michèle Richard, Donald Lautrec et Les Classels, tout en permettant à Pierre Lalonde, l’un de ses animateurs, d’atteindre le statut d’icône de sa génération.

### Le virage rock de Robert Charlebois

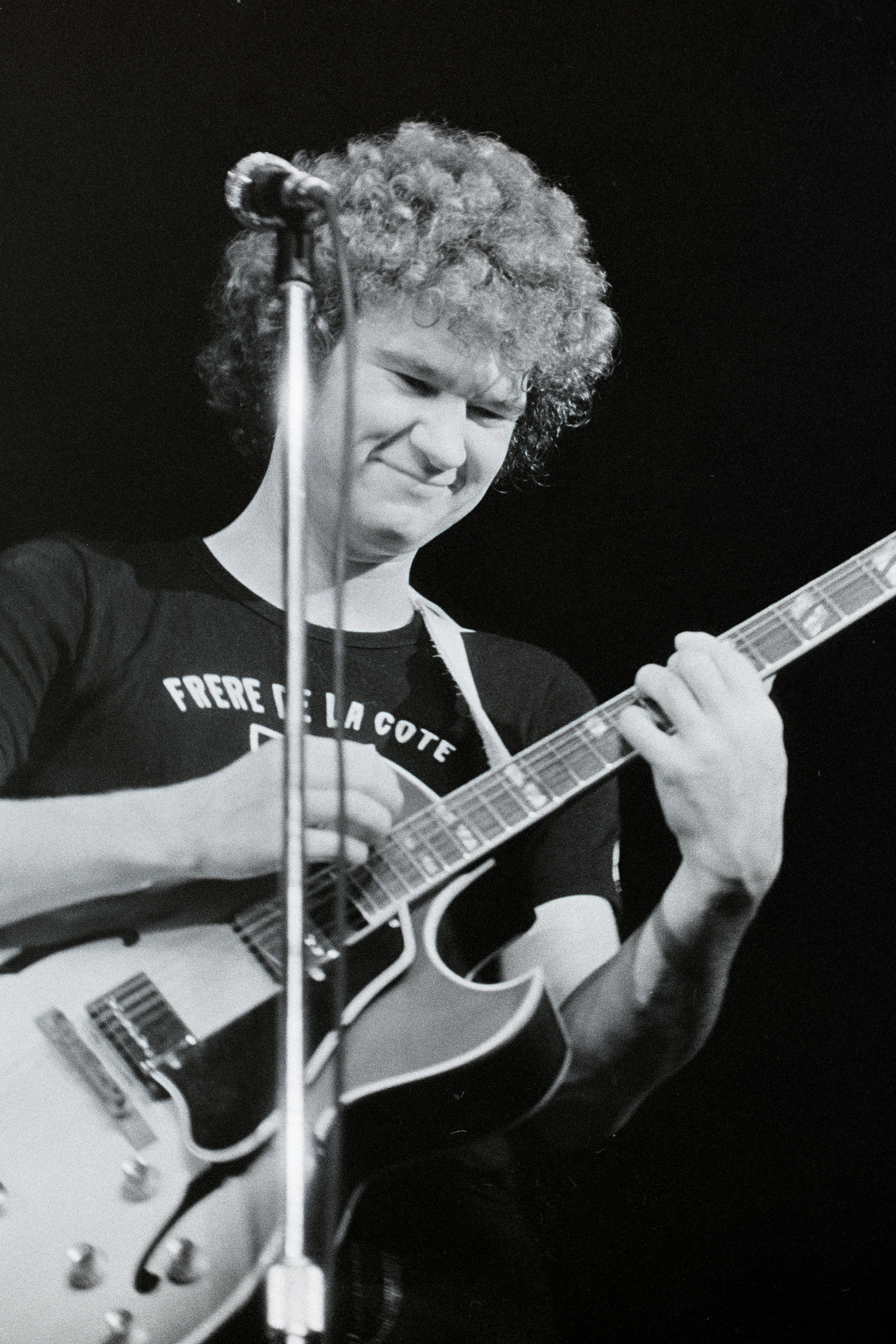
Robert Charlebois.

Boudée par les chansonniers et leur public, qui la trouvent insignifiante, la chanson rock gagne graduellement ses lettres de noblesse à la fin des années 1960 au Québec, comme ailleurs en Occident. La création de la revue musicale L’Osstidcho en 1968 marque en quelque sorte un tournant dans la jonction de la chanson à texte d’inspiration française et de la musique rock d’inspiration anglo-américaine au Québec.
Cet assemblage improvisé de chansons, de monologues et de sketches présenté par Robert Charlebois, Yvon Deschamps, Louise Forestier et Mouffe, qui baigne dans la contre-culture occidentale et le nationalisme québécois, accorde une grande place à de nouvelles compositions de Charlebois écrites dans un registre populaire sur un accompagnement de rock aux accents psychédéliques, comme « Lindbergh » et « California », qui paraissent dès 1968 dans l’album novateur Robert Charlebois & Louise Forestier.
Combinant les qualités littéraires du genre chansonnier de ses débuts avec le rock initié par les yéyés, Charlebois, en collaboration avec des paroliers comme Réjean Ducharme et Marcel Sabourin, légitime l’utilisation du parler populaire dans la chanson québécoise au détriment de la diction française qui représente jusqu’alors la norme, du moins aux yeux des élites culturelles, à l’instar de Michel Tremblay au théâtre avec Les Belles-sœurs.
Jusqu’au milieu des années 1970, Charlebois joue un rôle moteur dans le développement de la chanson rock au Québec, avec des albums qui puisent leurs influences à la fois dans le rock’n’roll, le folk rock et le soul américains comme Québec Love (1969), Fu man chu (1970), Un gars ben ordinaire (1971) et La solidaritude (1973), ainsi que des chansons telles que « Je reviendrai à Montréal », « Entr’deux joints » et « The Frog Song ».

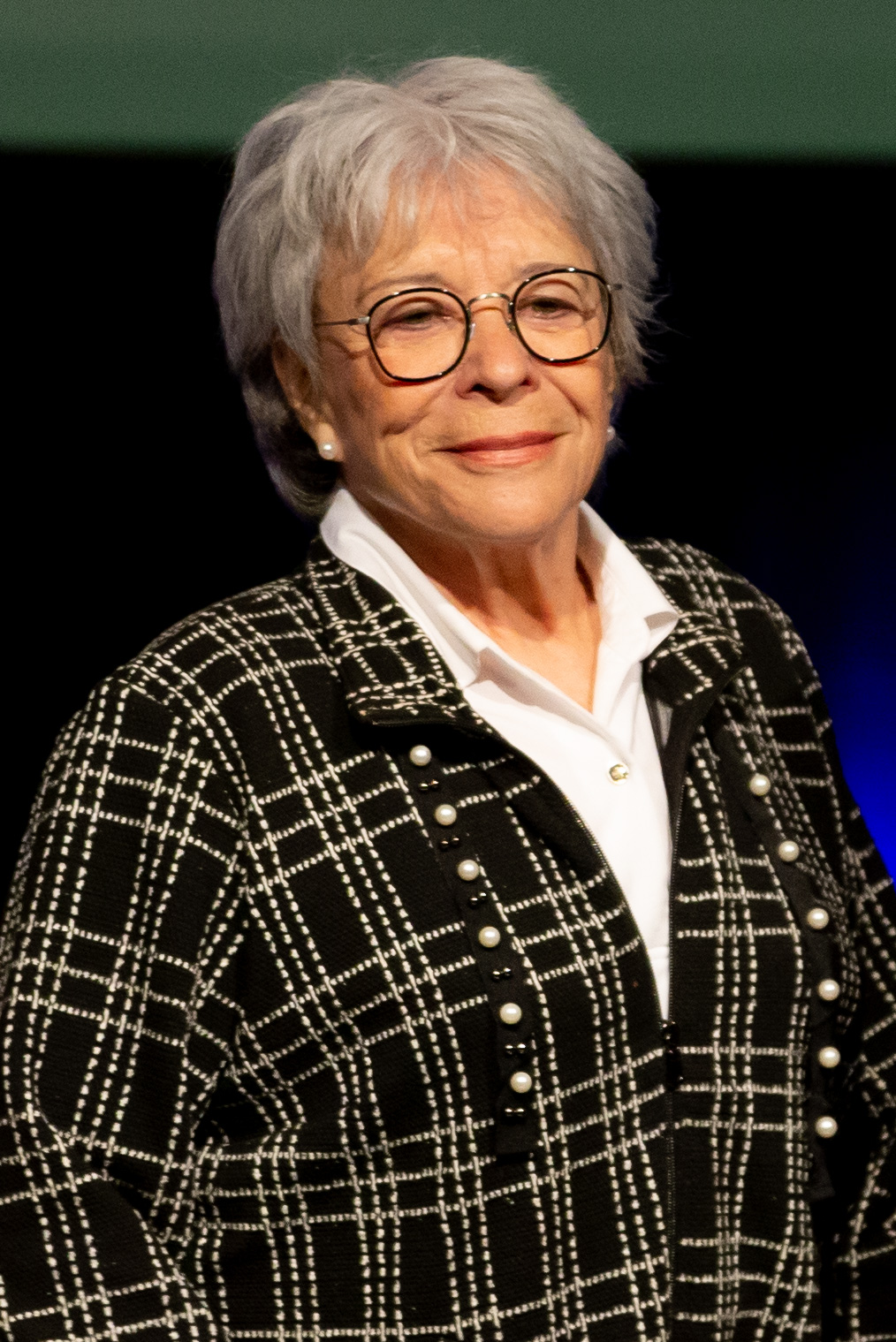
Louise Forestier.

Les partenaires de Charlebois dans L’Osstidcho poursuivent également de longues et fructueuses carrières. Louise Forestier crée une œuvre singulière influencée par la chanson folklorique (« Le cantic du Titanic »), grâce à laquelle elle réussit graduellement à se détacher de l’étiquette d’interprète qui lui colle à la peau. Mouffe, quant à elle, devient une auteure et une metteure en scène prolifique. Elle signe d’ailleurs quelques chansons pour Charlebois, dont « Ordinaire ».

## La chanson au cœur de l’affirmation nationale, années 1970

### Une industrie florissante
Les années 1970 représentent une ère de foisonnement des genres dans la chanson au Québec, une croissance alimentée en bonne partie par une industrie musicale en pleine expansion. Dans la foulée de la popularité des chansonniers et des yéyés, quelques maisons de disques ont vu le jour au Québec, dont Gamma, tandis que des multinationales comme Columbia Records, Capitol Records et Disques Barclay intègrent le marché québécois, avec leurs grands moyens financiers. De plus, le Conseil de la radiodiffusion et des télécommunications canadiennes (CRTC) impose en 1973 un quota de 65 % de contenu canadien francophone aux stations de radio diffusées en français, ce qui accroît significativement le rayonnement de la chanson québécoise. Les ventes de disques produits au Québec atteignent un sommet historique quelques années plus tard.

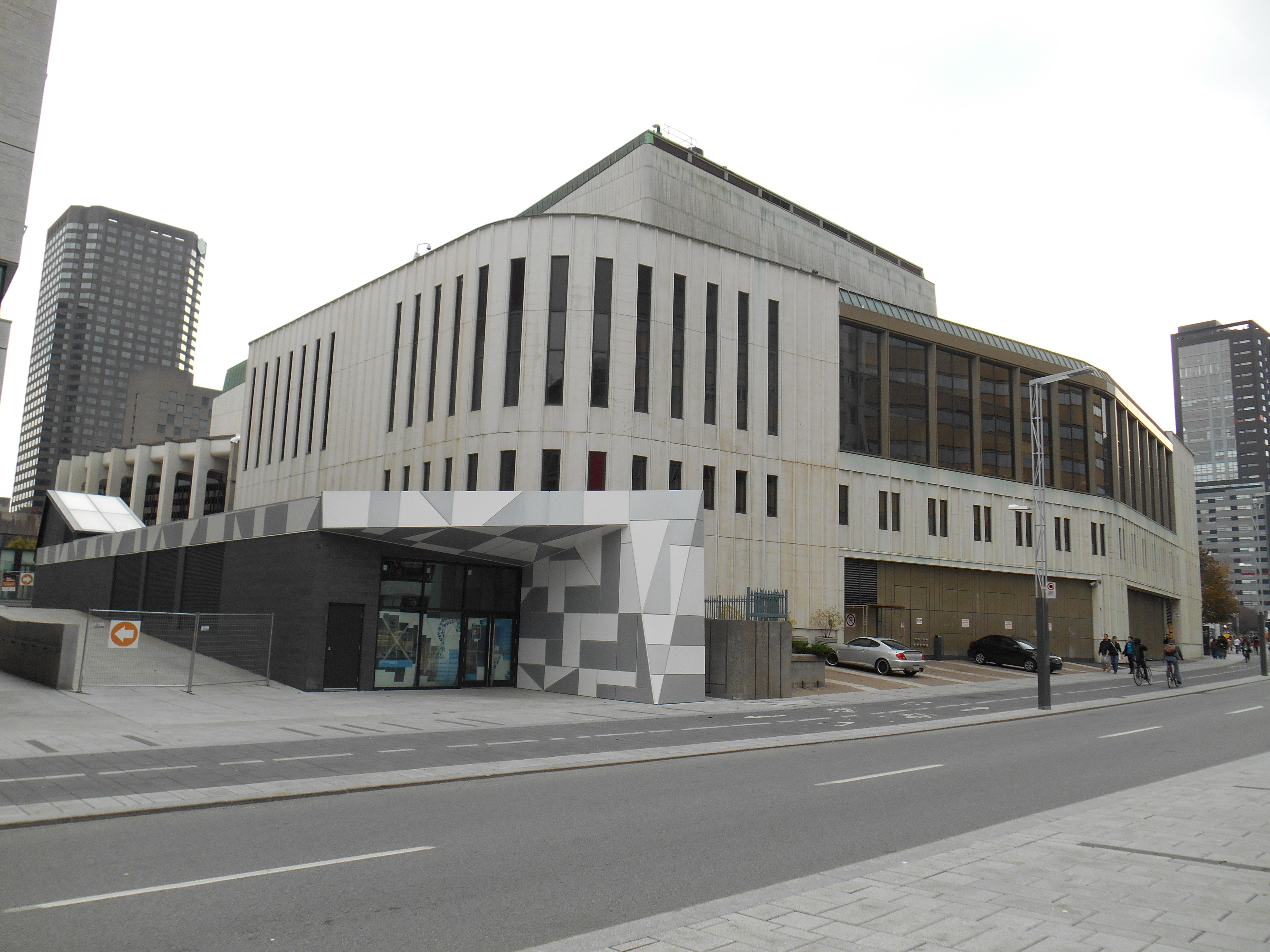
La Place des Arts.

Un réseau de salles de spectacles se développe dans les cégeps et les universités durant les années 1970. Elles succèdent d’une certaine manière aux boîtes à chansons et aux salles de danse de la décennie précédente à titre de lieu de prédilection de la relève. Les noms les plus connus se produisent quant à eux dans de vastes salles modernes, comme la Place des Arts de Montréal, le Grand théâtre de Québec et les différents centres culturels du Québec.
Cette décennie marque aussi un apogée du mouvement nationaliste, symbolisée par l’élection du Parti québécois en novembre 1976, à laquelle des chanteurs, des groupes et des auteurs contribuent à leur manière, en entretenant notamment l’espoir d’un temps nouveau.

### Le pop rock
Le chansonnier Jean-Pierre Ferland, entre autres, prend acte du virage rock de Robert Charlebois à partir de L’Osstidcho et présente en 1970 l’album au caractère innovateur Jaune, qu’il a composé en un tout cohérent de chansons recherchées aux sonorités folks et progressives, comme « Le petit roi », « Quand on aime on a toujours vingt ans » et « Le chat du café des artistes ». Fort de cette réussite artistique et commerciale, Ferland répète l’expérience avec ses disques suivants, Soleil (1971) et Les vierges du Québec (1973).
Des chansonniers et des chanteurs populaires comme Jacques Michel (SOS, 1971), Donald Lautrec (Fluffy, 1972) et Pierre Lalonde (Inouik, 1972) proposent aussi des œuvres produites avec soin dans la même veine que celles de Ferland, qui contribuent à brouiller les frontières entre chanson à texte, chanson populaire et rock. Claude Dubois et Diane Dufresne connaissent un énorme succès grâce à cette approche pop rock novatrice à partir de la première moitié des années 1970.
Issu des boîtes à chansons, Claude Dubois se propulse au rang de vedette au Québec avec des compositions rock aux accents funks et latins comme « Besoin pour vivre », « Femmes de rêve », « En voyage » et « L’infidèle ». À la fin de la décennie, il gagne une grande notoriété dans toute la francophonie grâce à la chanson « Le blues du businessman », écrite par Luc Plamondon et tirée de l’opéra-rock Starmania. Il connaît une gloire durable, malgré des démêlés judiciaires dans les années 1980.

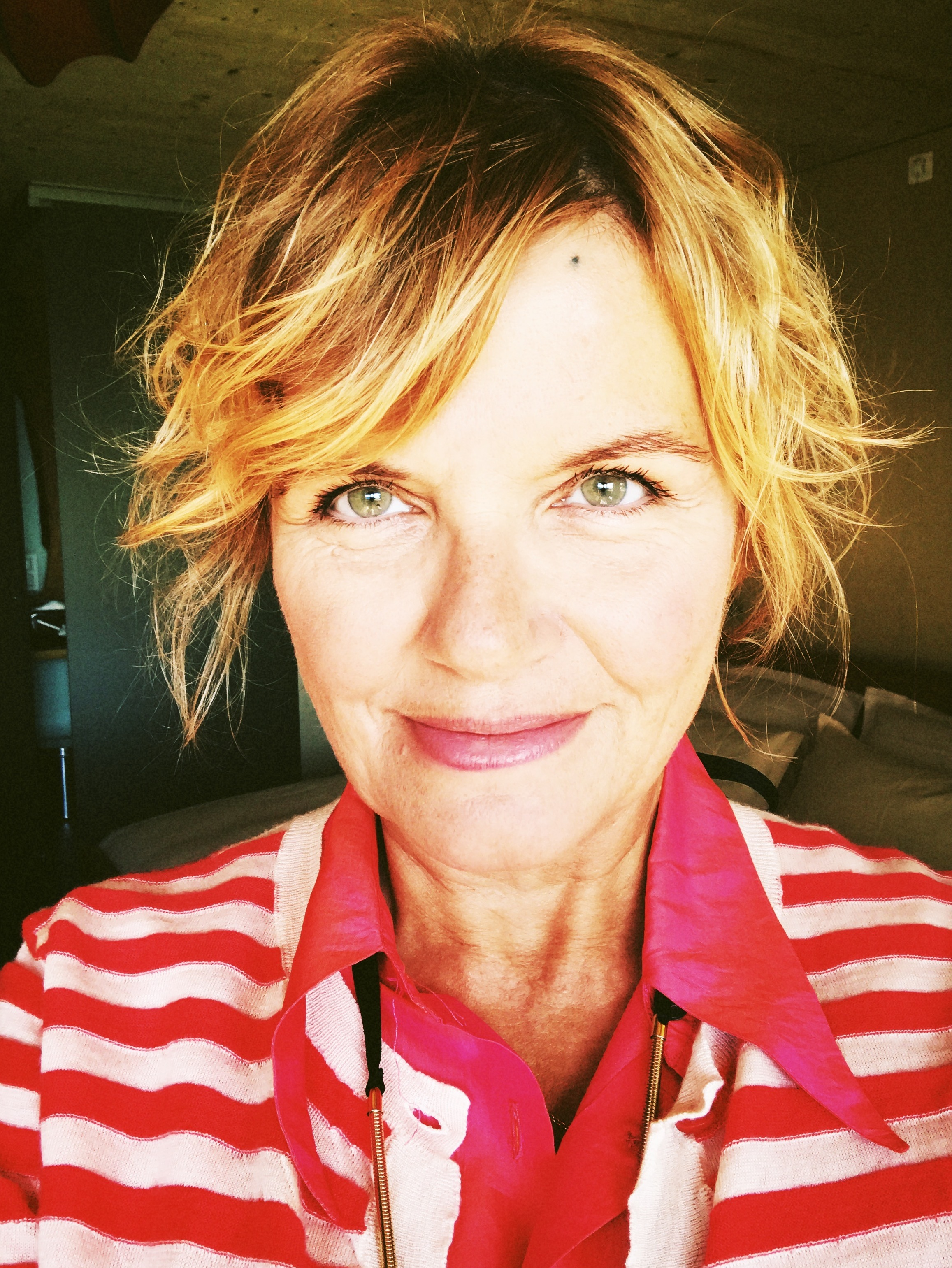
Diane Tell.

Diane Dufresne emprunte d’abord la voie habituelle des interprètes féminines en chantant des ballades sentimentales. Son association avec l’auteur Luc Plamondon et le compositeur François Cousineau contribue à l’énorme succès de son premier disque, Tiens-toé bien j’arrive !, lancé en 1972, qui révèle son caractère provocateur et excentrique, ce qui lui permet de devenir un symbole de l’affirmation féministe au Québec. Avec des chansons comme « J’ai rencontré l’homme de ma vie », « Les hauts et les bas d’une hôtesse de l’air » et « Oxygène », elle influence toute une génération de chanteuses et, à l’instar de Dubois, elle accède à la célébrité en Europe francophone grâce à Starmania. En 1980, elle devient la première Québécoise à se produire au Forum, puis, en 1984, au Stade olympique de Montréal.
Avant la fin des années 1970, Diane Tell émerge en proposant un pop rock aux rythmes funks, latins et jazz, dans la droite lignée de Dubois et Dufresne. Elle connaît un énorme succès au tournant des années 1980 avec « Si j’étais un homme » et « Souvent, longtemps, énormément ». Fabienne Thibeault mène une carrière dans un registre semblable, en chantant ses propres compositions, mais aussi celles d’auteurs comme Luc Plamondon et Gilles Vigneault. Starmania lui permet également de se faire connaître dans la francophonie, entre autres avec la chanson « Le monde est stone ».

### Le folk rock
Le milieu des années 1970 marque l’apothéose d’une chanson folk rock proprement québécoise, qui montre l’influence à la fois d’artistes anglophones tels que Bob Dylan et Joni Mitchell, ainsi que du folklore, de la chanson country et des chansonniers du Québec, une synthèse réalisée sous l’impulsion de Robert Charlebois. Ce genre, dont les principales figures adhèrent au discours nationaliste, est caractérisé par une poésie du quotidien et par la défense de valeurs universelles, comme la paix et l’écologie, chantées en chœur sur une musique douce et planante.
Gilles Valiquette lance d’un certain point de vue cette nouvelle vague en 1972 avec l’album Chanson pour un café, puis l’année suivante avec Deuxième arrêt, qui contient « Je suis cool » et « La vie en rose ». À peu près au même moment, Sylvain Lelièvre, pianiste de talent, amorce une œuvre animée par un souffle littéraire et un phrasé semblables à celui des chansonniers, avec des pièces comme « Marie-Hélène » et « La basse-ville ».

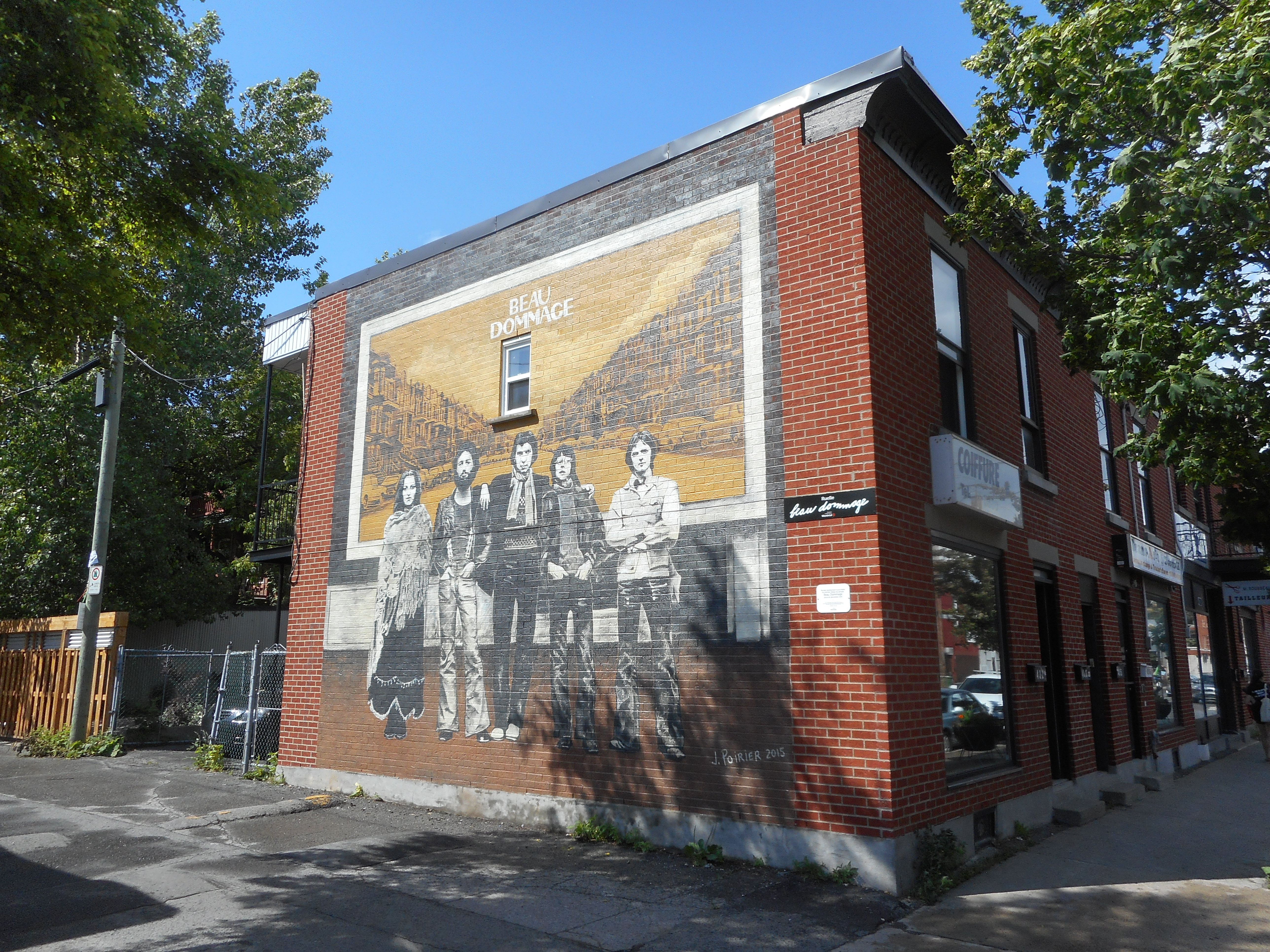
Beau Dommage.

La production du groupe Beau Dommage s’inscrit dans cette mouvance, à commencer par son premier album, lancé en 1974, qui connaît un énorme succès populaire grâce à des chansons comme « La complainte du phoque en Alaska », « Le picbois » et « Ginette ». Racontant des histoires de jeunesse et du quotidien, dans lesquelles Montréal sert souvent de décor, cette formation combine des harmonies vocales léchées à des airs folk et country, qui lancent avec fracas les carrières du chanteur et guitariste Michel Rivard, de la chanteuse Marie Michèle Desrosiers, du chanteur et bassiste Pierre Bertrand, de l’auteur-compositeur Robert Léger et du parolier Pierre Huet.
Groupe folk rock à ses débuts, qui évolue ensuite vers le rock progressif, Harmonium remporte un succès remarquable avec ses trois albums lancés entre 1974 et 1976, dont Si on avait besoin d’une cinquième saison et L’Heptade. Les textes à teneur philosophique et le génie musical du chanteur et guitariste Serge Fiori font involontairement de celui-ci une sorte de porte-parole de sa génération. Des pièces comme « Un musicien parmi tant d’autres », « Depuis l’automne » et « Comme un sage » permettent à Harmonium de tourner non seulement partout au Canada, mais également d’aspirer à un rayonnement international inédit pour la chanson rock du Québec.
Richard Séguin, qui collabore en 1978 avec Serge Fiori sur l’album Deux cents nuits à l’heure, forme d’abord le duo Séguin avec sa sœur jumelle, Marie-Claire. Entre 1973 et 1976, ils signent des chansons exaltant les vertus de l’écologisme et de l’humanisme, sur des airs aux accents folkloriques, comme « Som Séguin » et « Le quotidien ». Dans la même veine, le duo Jim Corcoran et Bertrand Gosselin (« Welcome Soleil ») ainsi que Paul Piché (« Heureux d’un printemps ») connaissent du succès dans la seconde moitié des années 1970. Ce dernier élabore d’ailleurs un discours beaucoup plus ouvertement engagé sur le plan social et politique que les autres artistes de la mouvance folk rock (« Réjean Pesant »). Gaston Mandeville, dont le premier album paraît en 1980, s’inscrit dans cette lignée avec la chanson « Le vieux du bas du fleuve » et perpétue le genre avec des accents country.

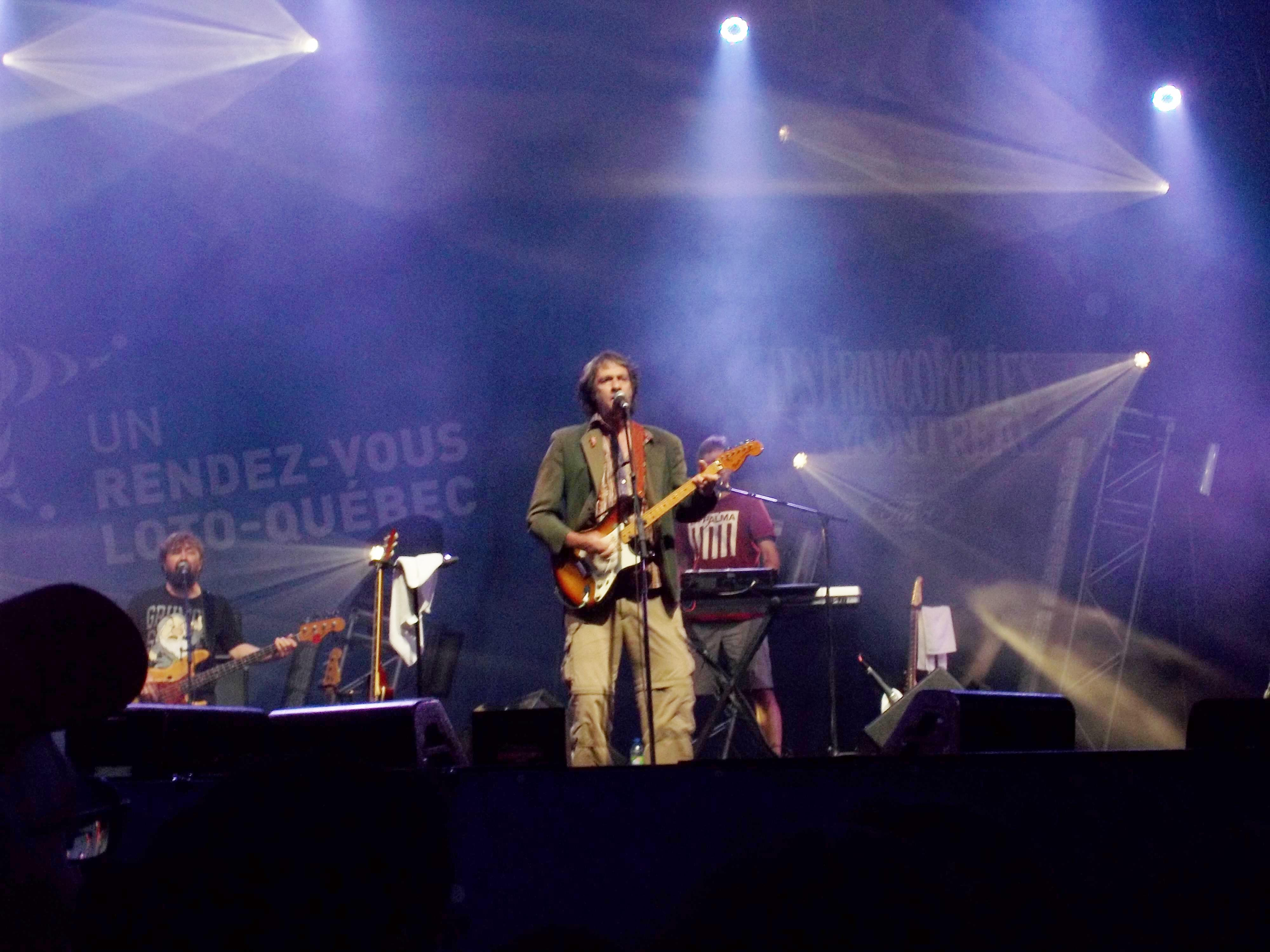
Plume Latraverse.

En contradiction avec l’attitude généralement bienveillante du folk rock au Québec se pose Plume Latraverse. Chansonnier de nature, celui-ci brosse le portrait des travers de la société, parfois sur des airs de rock décapant (« Bopépine »), d’autres fois de country rock (« Jonquière »), non sans prendre un malin plaisir à user d’excès de langage afin d’éveiller les esprits (« Les pauvres »). Son camarade Stephen Faulkner, alias Cassonade, mène une carrière dans le même genre (« Si j’avais un char »), quoique moins féconde.

### Le rock lourd
En parallèle aux courants pop rock et folk rock au Québec émerge au début des années 1970 une scène de rock plus lourd, où dominent les voix criardes et les guitares avec distorsion, influencée par des figures hard rock anglophones comme Led Zeppelin et Deep Purple. Le groupe Dionysos, avec ses riffs pesants et ses paroles iconoclastes, signe en 1971 l’un des premiers albums de ce genre entièrement en français, Le grand jeu, qui ne jouit toutefois pas d’un grand rayonnement.
Michel Pagliaro, qui a été membre du groupe yéyé Les Chanceliers, connaît un grand succès tout au long des années 1970, en français et en anglais, après avoir entrepris en solo un virage vers le rock lourd. Ses chansons énergiques, accrocheuses et travaillées, comme « J’ai marché pour une nation », « J’entends frapper » et « Louise », représentent des classiques du genre au Québec.

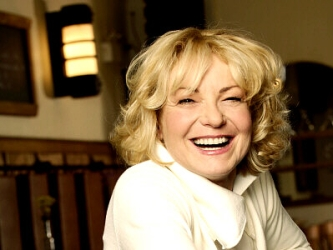
Marjo.

À l’instar de Pagliaro, le groupe Offenbach a fait ses gammes sur la scène yéyé, sous le nom des Gants blancs, ainsi qu’en anglais, avant de devenir l’un des groupes les plus importants de son époque sous l’impulsion du chanteur à la voix rauque et puissante Gerry Boulet. Écrites en langue populaire par des paroliers comme Pierre Harel et Pierre Huet, et teintées de blues, de soul et de rock’n’roll, les chansons de la formation, dont « Câline de blues », « La voix que j’ai » et « Mes blues passent pu dans porte », parlent d’alcool, de drogues et de frustrations amoureuses. Le groupe Corbeau, formé par d’anciens membres d’Offenbach à la fin des années 1970, fait découvrir, avec des titres comme « J’lâche pas » et « Illégal », une rare voix féminine dans le genre hard rock québécois du temps : Marjo.
Aut’chose, mené par le poète Lucien Francoeur, qui déclame ses textes en joual plus qu’il ne les chante, intègre des sonorités de hard rock, de rock progressif et de punk dans ses chansons, où la drogue, le sexe et les références littéraires figurent à l’avant-plan. Il marque le milieu des années 1970 avec « Prends une chance avec moé » et « Nancy Beaudoin ».

### Le rock progressif
Le rock progressif, un genre qui insuffle au rock un vocabulaire musical complexe inspiré du jazz et du classique, connaît au Québec une popularité unique en Amérique du Nord tout au long des années 1970, entre autres par l’entremise de groupes britanniques comme Yes, Pink Floyd et Genesis. Avec son accent mis sur la virtuosité des musiciens et sur une certaine théâtralité, il fait plusieurs adeptes au Québec, dont L’Infonie, Ville Émard Blues Band, Morse Code, Contraction, Sloche, Nécessité, Toubadou et Pollen, qui séduisent plus particulièrement le public des cégeps et des universités, sans nécessairement obtenir une grande notoriété publique.
Des artistes issus de la mouvance folk rock adoptent également des formes d’expression associées au rock progressif, par exemple Harmonium (« Histoire sans paroles ») et Beau Dommage (« Un incident à Bois-des-Fillion »). Le groupe Octobre utilise quant à lui les longs développements structurés du genre pour accompagner la poésie romantique et le propos sociopolitique de son chanteur et claviériste Pierre Flynn (« La maudite machine »). Un inclassable comme Raôul Duguay, d’abord membre de L’Infonie, a aussi recours à cette forme, à laquelle il infuse des influences folkloriques pour mettre en valeur ses vers surréalistes (« La bitt à tibi »).

### Renouveau du folklore
Jamais disparue malgré la chute de sa popularité dans l’après-guerre, la chanson folklorique connaît un nouvel essor dans le sillage du folk rock, du mouvement du retour à la terre et de la ferveur nationaliste qui marquent les années 1970 au Québec. Entretemps, le genre a été perpétué par des interprètes comme Jacques Labrecque, La famille Soucy et Les Cailloux, ainsi que par l’émission La soirée canadienne, diffusée par le réseau de Télé-Métropole de 1960 à 1986.
Si des groupes comme Le Rêve du diable et La Bottine souriante conservent l’instrumentation traditionnelle du genre, par exemple en mettant l’accent sur la podorythmie, d’autres comme Les Karrik et Garolou reprennent dans une forme rock des airs tels que « Dans la prison de Londres » et « Alouette ». Des chanteurs folk, notamment les Séguin (« V’la l’bon vent ») et Paul Piché (« Y a pas grand-chose dans l’ciel à soir »), valorisent aussi la chanson folklorique dans leur œuvre.

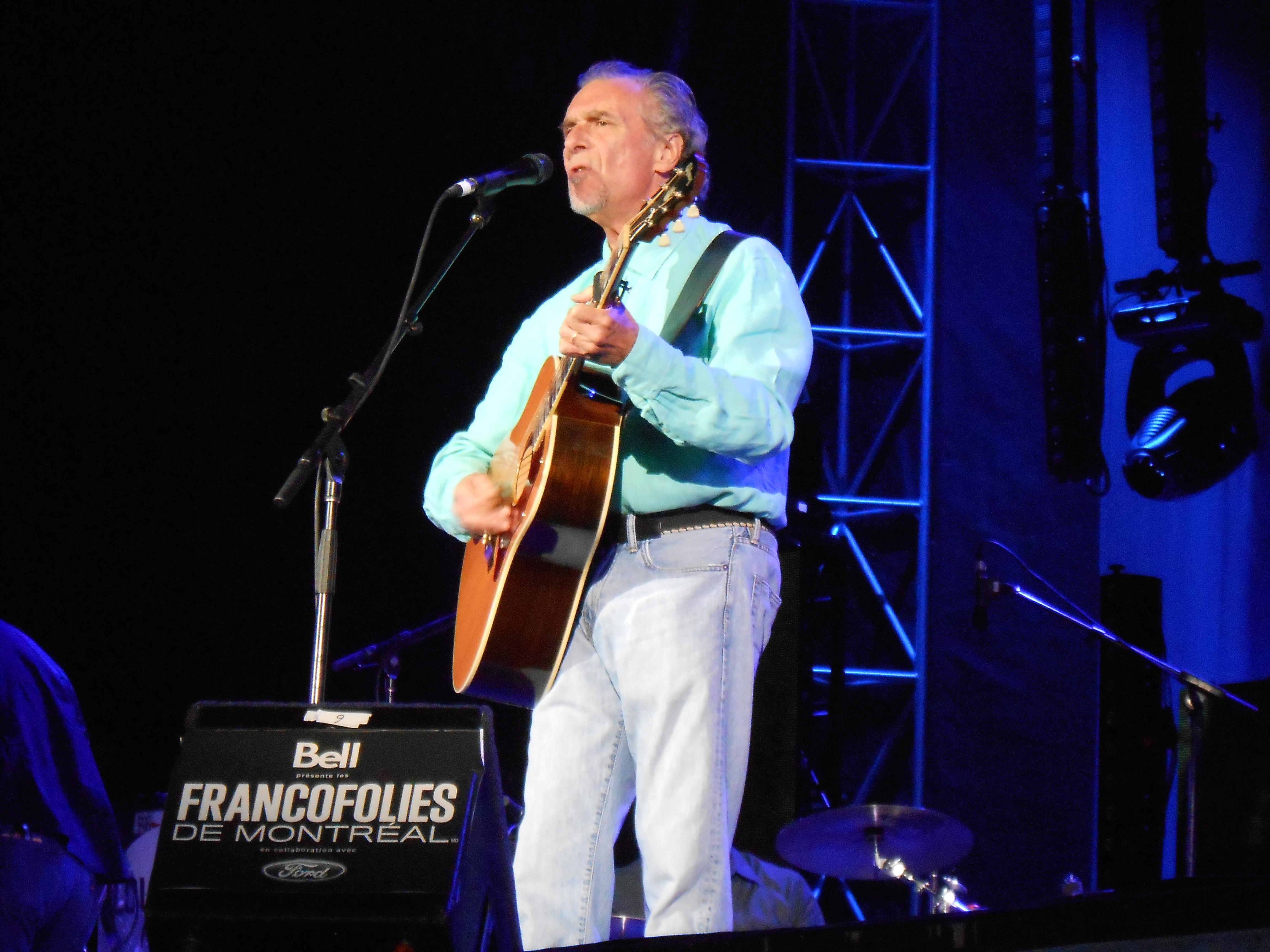
Zachary Richard.

L’influence de la francophonie nord-américaine se fait également sentir dans le genre folklorique au Québec dans la seconde moitié des années 1970 avec le Louisianais Zachary Richard (« L’arbre est dans ses feuilles »), ainsi que les Acadiennes Angèle Arsenault (« Moi j’mange ») et Édith Butler (« Paquetville »).

### La chanson populaire
Dans les années 1970, à l’instar des autres genres, la chanson populaire du Québec bénéficie de l’amélioration des techniques d’enregistrement et présente plus que jamais le fruit de créations locales. Le sentimentalisme la caractérise toujours, alors que son objectif principal demeure de mettre en valeur la voix de son interprète.
Des chanteuses dont la carrière a commencé dans les décennies précédentes comme Renée Claude (« Le début d’un temps nouveau ») et Ginette Reno (« Je t’offrirai des croissants de soleil ») connaissent un succès continu. Cette dernière, dotée d’une voix exceptionnelle, entre dans la légende avec ses interprétations de deux chansons de Jean-Pierre Ferland, « T’es mon amour, t’es ma maîtresse » et « Un peu plus haut, un peu plus loin ». Elle lance en 1979 l’un des albums les plus vendus de l’histoire de la musique au Québec, Je ne suis qu’une chanson. Sa notoriété ne faiblit jamais par la suite.
Les années 1970 correspondent à l’éclosion de chanteurs populaires aux accents sentimentaux tels qu’Emmanuëlle (« Et c’est pas fini »), France Castel (« Du fil des aiguilles du coton »), Steve Fiset (« Les chemins d’été »), Marc Hamilton (« Comme j’ai toujours envie d’aimer »), Mimi Hétu (« Ne viens plus frapper à ma porte »), Nicole Martin (« Oui paraît-il »), Isabelle Pierre (« Le temps est bon ») et Anne Renée (« Un amour d’adolescent »). Le jeune René Simard (« L’oiseau ») connaît quant à lui un succès jusqu’alors inédit pour un mineur au Québec et devient une vedette internationale.
La vogue disco permet à quelques artistes de percer dans la seconde moitié des années 1970, comme Nanette Workman (« Lady Marmalade »), Pasty Gallant (« Sugar Daddy »), Toulouse (« C’est toujours à recommencer »), Boule Noire (« Aimes-tu la vie comme moi »), Martin Stevens (« J’aime la musique ») et Pierre Perpall (« J’aime danser avec toi »).
Dans un tout autre registre populaire, la chanson country trouve un nouveau souffle dans les années 1970, entre autres grâce à l’émission Le ranch à Willie, diffusée sur les ondes de Télé-Métropole de 1970 à 1976. En 1972, son animateur Willie Lamothe connaît à nouveau le succès avec « Mille après mille », alors que Renée Martel, autrefois chanteuse yéyé, fait de même avec « Un amour qui ne veut pas mourir ». Ils ouvrent ainsi à la porte à une nouvelle génération d’interprètes comme Patrick Norman (« Pour un instant d’amour »), la famille Daraîche (« Jambalaya ») et Georges Hamel (« Portez-lui ces roses »).
Des chanteurs échappant à toute catégorisation précise signent quelques succès dans les années 1970, dont d’anciennes gloires des cabarets et des boîtes à chansons comme Jean Lapointe (« Chante-la ta chanson ») et Tex Lecor (« Le frigidaire »). Dans le même registre s’inscrit un nouveau venu comme Patrick Zabé (« Agadou dou dou »).

### Les auteurs-compositeurs

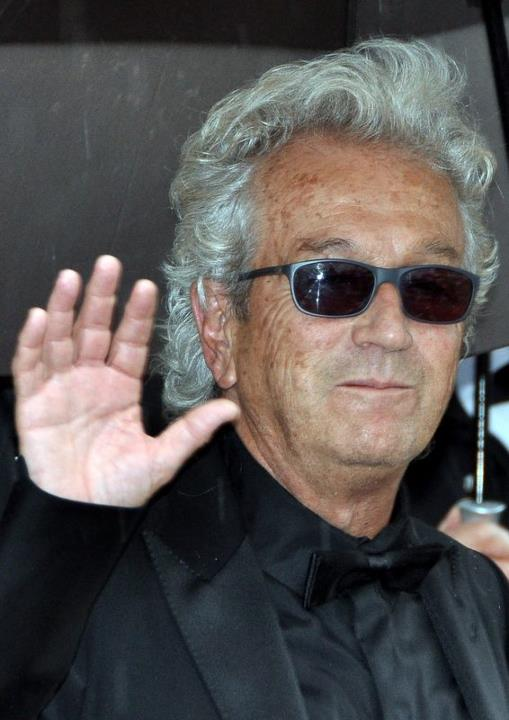
Luc Plamondon.

Derrière les grands interprètes des années 1970 se trouvent plus que jamais des auteurs-compositeurs québécois, comme Stéphane Venne, Mouffe, Luc Plamondon, François Cousineau, Diane Juster, Marc Gélinas, Pierre Létourneau et Denise Boucher. Issus pour la plupart des boîtes à chansons, ils se mettent au service de chanteurs populaires pour ouvrir des débouchés à leur œuvre. Cette période marque d’ailleurs une explosion de l’écriture des femmes, qui met à mal le mythe de la « femme-interprète » et de « l’homme-créateur ».
Stéphane Venne, à la fois auteur et compositeur, signe l’une des premières collaborations réussies entre un chansonnier et un chanteur populaire lorsque « Un jour, un jour », interprétée par Donald Lautrec, devient la chanson-thème de l’Expo 67. Par la suite, il crée notamment pour Renée Claude, Pierre Lalonde et Isabelle Pierre.
L’auteur Luc Plamondon amorce au tournant des années 1970 une longue et brillante carrière durant laquelle il écrira dans des registres différents pour un nombre considérable d’interprètes, comme Diane Dufresne, Nanette Workman et Céline Dion. Ses chansons, tout en demeurant bien québécoises, plaisent à l’ensemble de la francophonie, entre autres par l’intermédiaire des opéras rock Starmania (1979) et La Légende de Jimmy (1990), ainsi que la comédie musicale Notre-Dame-de Paris (1998).
D’abord interprète de chansons sentimentales, Diane Juster connaît la consécration grâce à l’énorme succès « Je ne suis qu’une chanson » interprété par Ginette Reno en 1979. Elle écrit et compose ensuite pour René Simard, Johanne Blouin et Mario Pelchat.

### Les premiers grands rassemblements
Dans la foulée des nouveaux festivals de musique aux États-Unis, comme de celui de Woodstock en 1969, l’idée de monter des spectacles à grand déploiement fait son chemin au Québec. Un premier essai, le Festival pop de Manseau, tenu à l’été de 1970, connaît toutefois un échec retentissant.

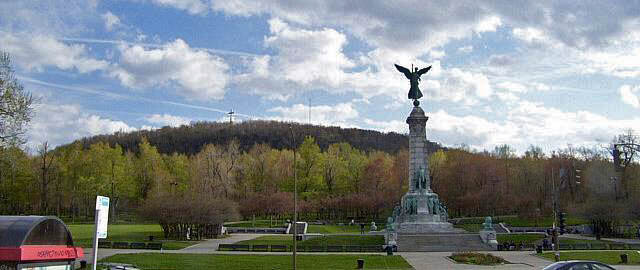
Le mont Royal.

Le concert J’ai vu le loup, le renard, le lion, qui réunit sur scène Robert Charlebois, Gilles Vigneault et Félix Leclerc, marque probablement le véritable début des grands rassemblements de la chanson au Québec. Il séduit plus de 125 000 personnes sur les plaines d’Abraham à Québec le 13 août 1974 afin de souligner l’ouverture de la Superfrancofête. Un peu moins de deux ans plus tard, les spectacles 1 fois 5 (Robert Charlebois, Gilles Vigneault, Claude Léveillée, Yvon Deschamps et Jean-Pierre Ferland) et Ok, nous v’là (Harmonium, Beau Dommage, Octobre, Contraction, Richard Séguin et Raôul Duguay) attirent des centaines de milliers de spectateurs à Montréal au pied du mont Royal à l’occasion de la Saint-Jean-Baptiste. Ces événements montrent la vitalité de la chanson québécoise et laissent présager les populaires festivals annuels que deviendront le Festival d’été de Québec et les Francofolies de Montréal.

## Ressac et consolidation de l’industrie, années 1980

### Crise de l’industrie
La récession du début des années 1980 et l’essoufflement du nationalisme à la suite du référendum de 1980 signalent le commencement d’une période difficile pour la chanson québécoise. Alors qu’elles engrangeaient des revenus en constante croissance depuis des décennies, les multinationales du disque voient leurs marges de profit s’amenuiser à cause du ralentissement économique mondial et sacrifient de nombreuses filiales régionales. La production et la vente d’albums au Québec chutent donc drastiquement entre 1979 et 1987.
Ce ressac nuit à la carrière de plusieurs artistes et limite le renouvellement de génération parmi ceux-ci, étant donné qu’il décourage la prise de risque, financière comme artistique. Il n’en représente pas moins une occasion favorable pour les entreprises québécoises qui assurent la relève, ce qui renforce le contrôle des artisans locaux sur l’industrie.

### Nouvelles structures et nouveaux modes de diffusion
Fondée en 1978 pour défendre les intérêts des producteurs, l’Association québécoise de l’industrie du disque et du spectacle (ADISQ) jette les bases de la relance de l’industrie de la chanson du Québec à la veille de la crise qu’elle connaît au tournant des années 1980. Le gala annuel de l’ADISQ, devenu rapidement incontournable, offre par ailleurs une vitrine télévisuelle de choix au milieu. D’autres organismes créés à cette époque, comme la Société de développement des industries de la culture (SODIC), par le gouvernement du Québec, et Musicaction, par le gouvernement du Canada, contribuent également à consolider l’industrie et aident de nouvelles compagnies de disques à prendre leur envol, dont Audiogram et Traffic.
Le nombre de festivals et de concours de chanson gagne en importance au Québec tout au long de la décennie 1980, par exemple le Festival d’été de Québec, le Festival de la chanson de Tadoussac et les Francofolies de Montréal. Le concours du Festival de la chanson de Granby contribue à lancer la carrière de nombreux chanteurs, dont Luc De Larochellière, Jean Leloup et Lynda Lemay, à l’instar d’autres compétitions telles que Cégep en spectacle et L’Empire des futures stars.
Le développement de nouveaux médias, comme le disque compact et le vidéoclip, aide l’industrie de la chanson du Québec à reprendre de la vigueur à compter du milieu des années 1980. Mise en ondes en septembre 1986, la chaîne de télévision MusiquePlus contribue à faire connaître de jeunes artistes l’entremise d’un vidéoclip, tout en permettant à des vétérans de la chanson de se donner une nouvelle image. Des magazines et des hebdomadaires culturels, par exemple Pop Rock, Québec-Rock et Voir, ainsi que des stations de radio communautaires et étudiantes, comme CIBL, CKRL et CISM, favorisent également la relance de l’industrie en amont.

### Carrières en solo et nouvelles sonorités pop rock
Avant la fin des années 1970, plusieurs groupes rock tirent leur révérence au Québec, dont Harmonium et Beau Dommage, tandis qu’Octobre, Corbeau et Offenbach rendent les armes au milieu des années 1980. Ces séparations préfigurent le foisonnement de carrières solos de chanteurs rock durant cette décennie, alors qu’un certain esprit chansonnier reprend de la vigueur au détriment des œuvres collectives. Les références à l’avenir de la nation québécoise perdent d’ailleurs de leur attrait dans la foulée du référendum de 1980, et des thématiques plus intimes et universelles prennent le dessus dans les textes de chanson.

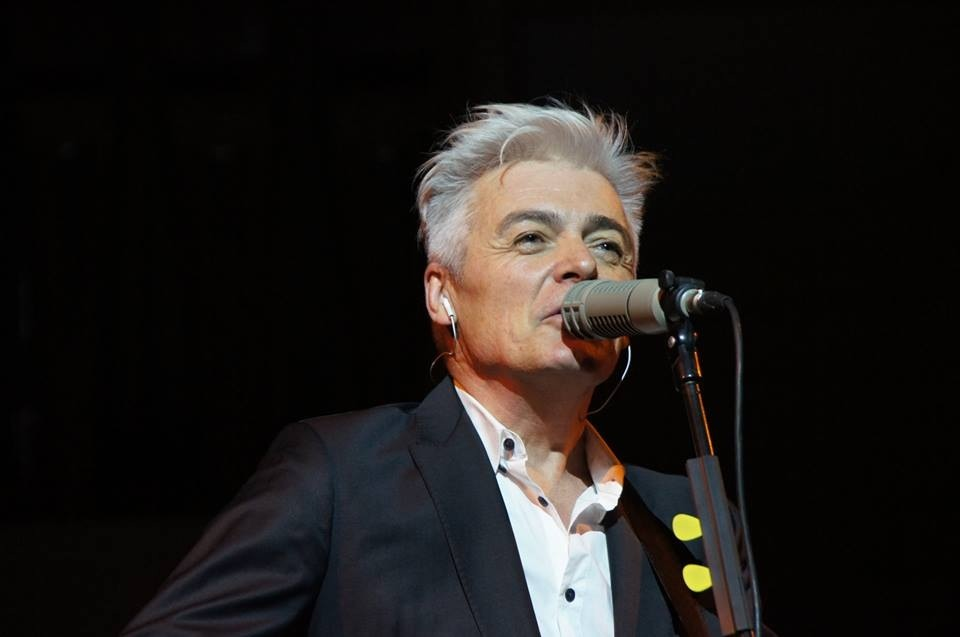
Daniel Lavoie.

L’époque est également à l’exploration de nouvelles sonorités et méthodes d’enregistrement, basées sur le développement des synthétiseurs et des ordinateurs, que l’industrie encourage afin de limiter les coûts de production dans un contexte de récession. Cette même prudence explique que les producteurs misent en bonne partie sur des valeurs sûres au détriment de la relève dans les années 1980. De nouveaux groupes rock dans la mouvance new wave, comme Nuance (« Vivre dans la nuit ») ainsi que Madame, Bündock et Paparazzi, émergent, mais ne connaissent pas une gloire durable.
Daniel Lavoie, d’origine franco-manitobaine, signe avec Tension attention en 1983 l’un des premiers albums à mettre de l’avant avec succès l’utilisation intensive de synthétiseurs et d’ordinateurs dans la production pop rock au Québec. Plusieurs figures de la chanson folk rock produisent alors des œuvres pop rock caractérisées par ces textures synthétiques, par exemple Pierre Bertrand (Un ciel variable, 1983), Serge Fiori (Fiori, 1986), Jim Corcoran (Miss Kalabash, 1986), Michel Rivard (Un trou dans les nuages, 1987) et Pierre Flynn (Le parfum du hasard, 1987).

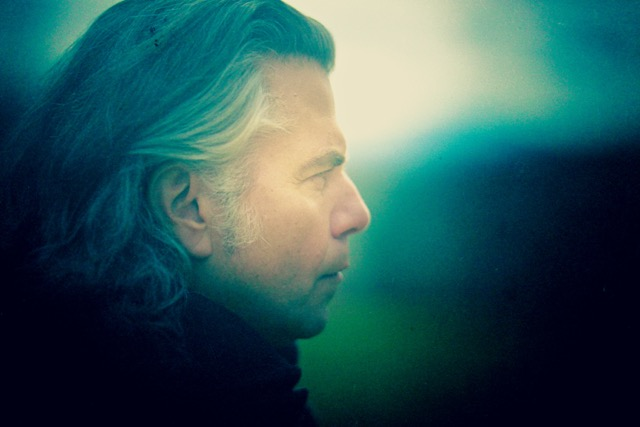
Richard Séguin.

La plupart reviennent bientôt à un style plus épuré, comme Paul Piché (Sur le chemin des incendies, 1988) et Richard Séguin (Journée d’Amérique, 1988), qui connaissent un énorme succès, à l’instar de Beau Dommage, qui se reforme le temps d’un album homonyme en 1994, et de Jean-Pierre Ferland, qui renoue avec les palmarès grâce à Écoute pas ça en 1995.
Des rockeurs des années 1970 vivent également des heures de gloire avec des airs velours dans les années 1980. Robert Charlebois signe en 1983, avec Luc Plamondon, un album homonyme contenant les succès « J’t’aime comme un fou » et « Les talons hauts », tandis que Michel Pagliaro lance son dernier album, Sous peine d’amour, en 1988.
Marjo de Corbeau et Gerry Boulet d’Offenbach triomphent avec Celle qui va (1986) et Rendez-vous doux (1988), respectivement. Le second rend l’âme quelques années plus tard, après avoir chanté « Pour une dernière fois », alors que la première s’impose comme l’une des chanteuses pop rock les plus influentes de son époque au Québec, grâce à des pièces telles que « Chats sauvages » et « Provocante ».
Richard Desjardins, qui écume longtemps les pianos-bars du Québec au sein du groupe Abbttibbi, connaît une consécration tardive en 1990 grâce à Tu m’aimes-tu, un album autoproduit où ce chanteur à la voix nasillarde s’accompagne seul au piano et à la guitare. Il remet au goût du jour le style dépouillé des chansonniers, qui contraste par rapport aux productions léchées de son temps.

### Comédies musicales et opéras rock
Toutes deux présentées en 1964, Le vol rose du flamant, de Clémence Desrochers et Pierre F. Brault, et Doux temps des amours, de Louis-Georges Carrier, Éloi De Grandmont et Claude Léveillée, sont généralement considérées comme les premières comédies musicales modernes, avec une structure de pièce de théâtre, au Québec. Demain matin, Montréal m’attend, de Michel Tremblay et François Dompierre, marque le début des années 1970, puis Pied de poule, de Marc Drouin et Robert Léger, celui des années 1980 avec sa chanson éponyme aux sonorités new wave interprétée par Geneviève Lapointe.
Les opéras rock, où l’accent porte sur le chant en l’absence de dialogue, apparaissent au Québec au tournant des années 1980 avec Starmania, écrit par Luc Plamondon en collaboration avec le compositeur français Michel Berger. Cet énorme succès populaire contenant notamment les morceaux « Le monde est stone » et « Le blues du businessman » lance les carrières européennes de Fabienne Thibeault, Claude Dubois, Diane Dufresne et Nanette Workman. Ses versions successives font connaître, au Québec comme en Europe, entre autres Francis Martin, Martine St-Clair, Jean Leloup, Marie Carmen, Marie Denise Pelletier, Luce Dufault et Isabelle Boulay. Luc Plamondon récidive avec La légende de Jimmy en 1989, puis Notre-Dame-de-Paris en 1997 ; si le premier ne rencontre pas le succès de Starmania, le second le surpasse.

### Essor des chanteuses pop

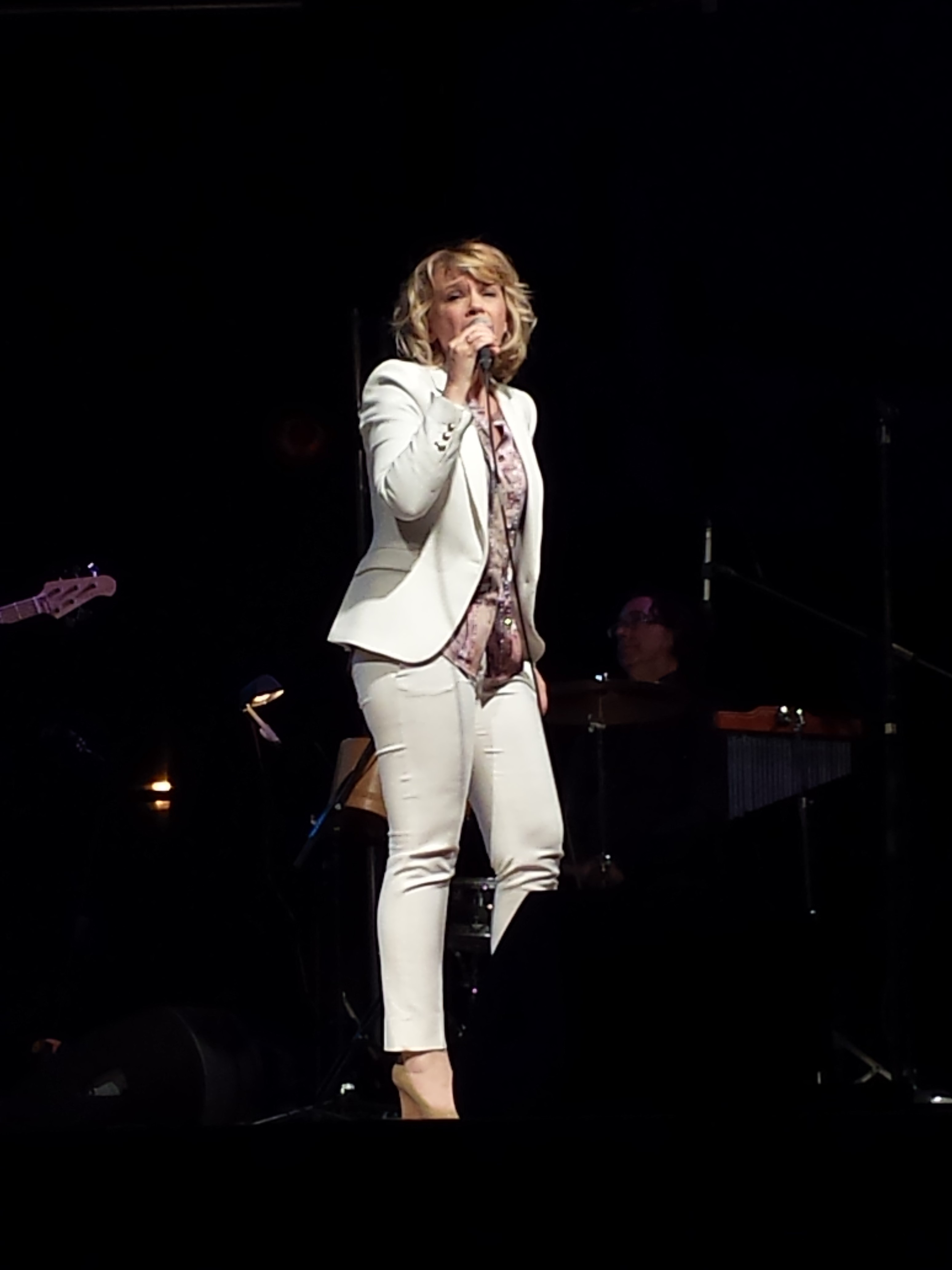
Martine St-Clair.

À cause de la crise qui frappe l’industrie de la chanson du Québec au début des années 1980, les compagnies de disques recherchent d’abord et avant tout la rentabilité commerciale lorsqu’elles produisent de nouvelles figures. Les chanteuses pop intégrant les sonorités synthétiques de la pop anglophone, tout en perpétuant le genre des ballades des décennies précédentes, marquent donc cette période.
Plusieurs, comme Marie Michèle Desrosiers (« Aimer pour aimer »), Jano Bergeron (« Recherché »), Martine Chevrier (« Danser pour danser »), Joe Bocan (« Repartir à zéro ») et Francine Raymond (« Vivre avec celui qu’on aime »), interprètent un assemblage d’œuvres de divers auteurs-compositeurs et de leurs propres compositions, dans la lignée de Diane Tell (« Je pense à toi comme je t’aime »), dont les chansons figurent régulièrement au palmarès dans les années 1980.

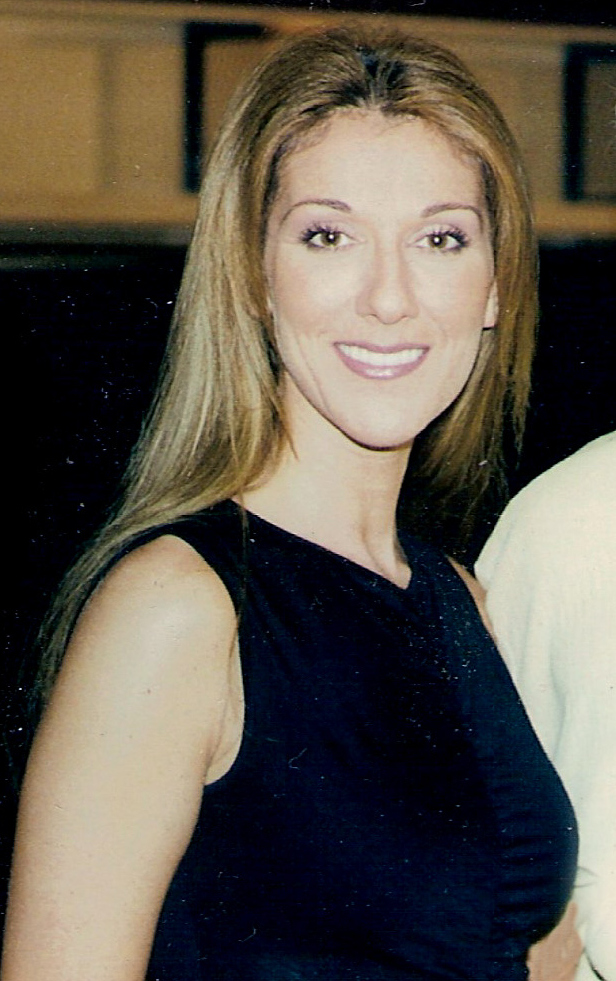
Céline Dion.

Certaines remportent plutôt du succès avec les mots des autres, par exemple Martine St Clair (« L’amour est dans tes yeux »), Marie Denise Pelletier (« Pour une histoire d’un soir »), Johanne Blouin (« Dors Caroline »), Nathalie et René Simard (« Tourne la page »), ainsi que Mitsou (« Bye bye mon cowboy »). Cette dernière, qui joue habilement la carte de la provocation, connaît une grande popularité grâce à ses vidéoclips léchés.
Dotée par la nature d’une voix exceptionnelle, Céline Dion devient la vedette d’entre toutes les vedettes parmi les chanteuses pop du Québec dans les années 1980. Elle entame un parcours hors du commun dès 1981, lorsque René Angélil devient son gérant et décide d’en faire une étoile. Le succès se présente rapidement, avec des ballades comme « D’amour ou d’amitié » et « Une colombe », qu’elle interprète à l’occasion de la visite du pape Jean-Paul II au Québec en 1984. À compter de l’album Incognito, paru en 1987, ses chansons bénéficient d’une large diffusion dans toute la francophonie grâce à la signature d’un contrat avec la multinationale CBS, qui lance son premier disque en anglais, Unison, trois ans plus tard. Les années 1990 verront Céline Dion devenir une vedette internationale.

### Chanter en anglais
Bien qu’il incarne un phénomène qui s’intensifie dans les années 1980, le passage réussi de Céline Dion du français à l’anglais ne représente pas une première pour un artiste francophone du Québec. Le groupe The Beau Marks, formé de francophones de Montréal, signe en 1960 le premier succès rock’n’roll au Canada, « Clap Your Hands ». Une dizaine d’années plus tard, Michel Pagliaro amorce une carrière dans les deux langues qui lui permet de figurer au palmarès aussi régulièrement au Québec qu’au Canada anglais (« What the Hell I’ve Got »). The Box, mené par Jean-Marc Pisapia, remporte un certain succès d’un océan à l’autre au milieu des années 1980 avec « L’affaire Dumontier » et « Closer Together ».

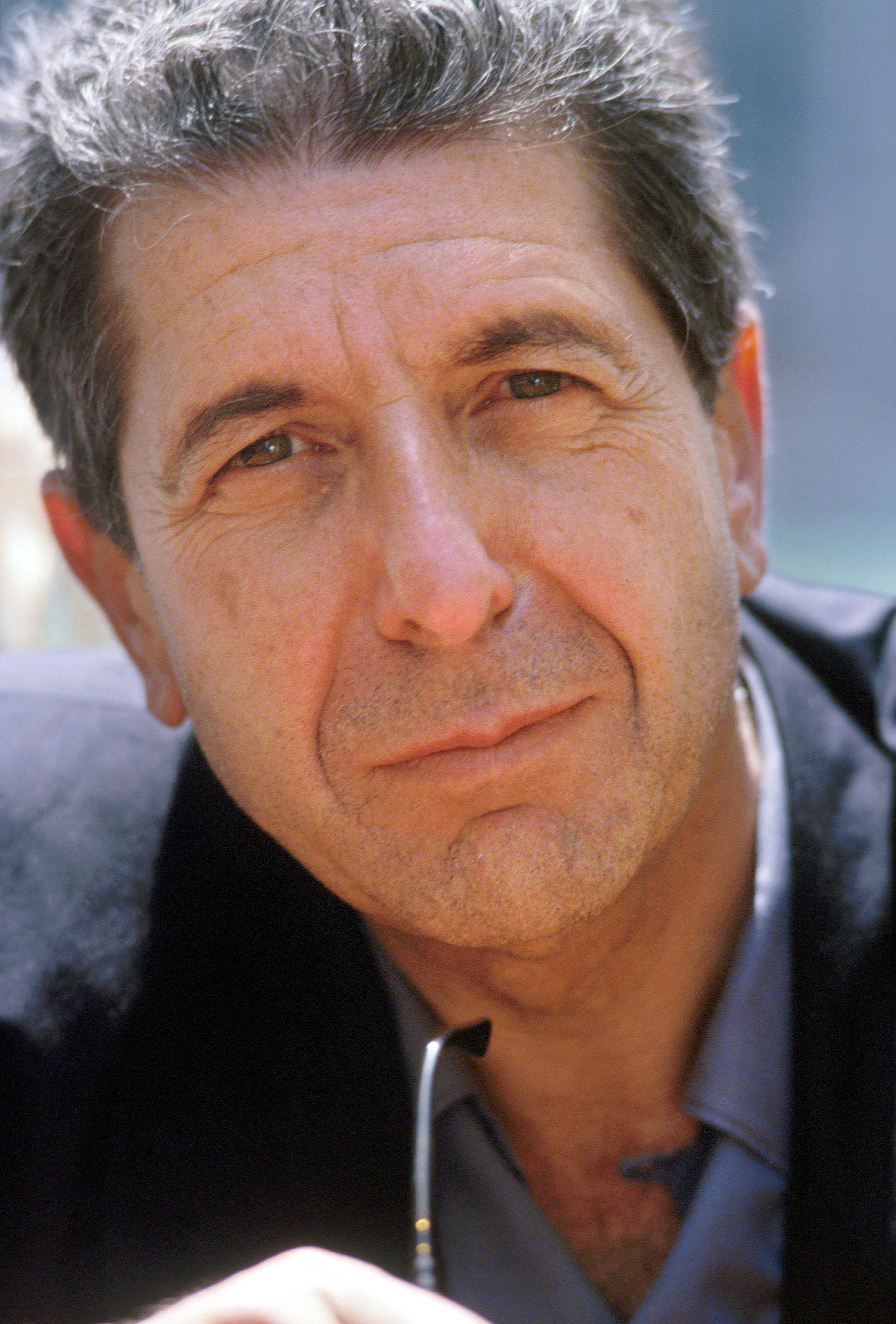
Leonard Cohen.

Quelques artistes issus de la communauté anglophone du Québec accèdent à la célébrité internationale au fil du temps, dont plusieurs dans les années 1980. Le poète Leonard Cohen (« Hallejuah ») gagne lentement mais sûrement une grande notoriété après avoir amorcé sa carrière de chansonnier dans les années 1960 et devient l’un des auteurs-compositeurs canadiens les plus connus de son temps. Les sœurs Kate et Anna McGarrigle jouissent quant à elles d’une réputation enviable sur la scène folk mondiale à partir du milieu des années 1970, tout en chantant plusieurs textes en français (« Complainte pour Ste-Catherine »). Dans un registre soft rock, Gino Vannelli récolte quelques succès internationaux durant la même période, dont « I Just Wanna Stop » et « Living Inside Myself ».
Une vague d’artistes anglo-québécois marque la chanson des années 1980. En 1982, le groupe new wave Men Without Hats signe un grand succès international avec « The Safety Dance », tandis que le rockeur Aldo Nova fait de même avec « Fantasy ». Le chanteur pop Corey Hart perce deux ans plus tard avec « Sunglasses at Night » puis récidive en 1985 avec « Never Surrender », qui lui permettent de vendre des millions d’exemplaires de ses albums dans le monde, un accomplissement attribuable en partie à la large diffusion de ses vidéoclips.

### La chanson humoristique
À partir du milieu des années 1980, le groupe d’humour Rock et Belles Oreilles signe une série de succès avec des titres comme « Le feu sauvage de l’amour », « Arrête de boire » et « Bonjour la police ». Si la chanson humoristique représente une part importante du répertoire québécois depuis ses racines folkloriques, peu de formations de ce genre avaient figuré aussi souvent au palmarès depuis Les Jérolas dans les années 1950 et 1960. Entretemps, des groupes tels que Les Cyniques (« La Georgetta ») et Paul et Paul (« C’est Noël »), ainsi que des humoristes comme Yvon Deschamps (« Les fesses ») insèrent fréquemment des morceaux dans leurs spectacles et leurs albums.
François Pérusse présente aussi quelques chansons dans ses 2 minutes du peuple diffusées sur les ondes de CKOI à partir du début des années 1990 et dans ses populaires Albums du peuple, comme « Guy y’a un bicycle jaune » et « Snack bar Chez Raymond ». Dans la décennie qui suit, quelques groupes d’humour se classent dans le palmarès québécois francophone, notamment Crampe en masse (« Berceuse pour les pas fins ») et Les Denis Drolet (« Fantastique »).

### La chanson pour enfants
L’immense popularité de Passe-Partout, diffusée à partir de 1977 sur les ondes de Radio-Québec, peut être attribuée en partie à la qualité des chansons composées par Pierre F. Brault spécialement pour l’émission. Des compilations les regroupant figurent parmi les disques les plus vendus du début des années 1980.

Patof.

Nathalie Simard connaît à la même époque un succès à peu près équivalent avec ses albums de chansons pour enfants (« La danse des canards »), devenant ainsi la plus jeune chanteuse au Québec à vendre autant de microsillons. Au début des années 1970, le personnage de Patof a atteint le sommet du palmarès avec « Patof blou », tirée de son émission présentée sur Télé-Métropole.
Le succès que remporte Carmen Campagne auprès des tout-petits au milieu des années 1990, entre autres avec le disque La vache en Alaska, ouvre la voie à une nouvelle vague d’artistes et de personnages dans le genre de la chanson pour enfants, comme Arthur l’aventurier, Annie Brocoli, Shilvi, Les Clowns du Carrousel, La Ballerine des Cygnes et Caillou.

## Renouvellement et foisonnement des genres, années 1990

### Chanson populaire
Les structures mises en place dans les années 1980, la baisse des coûts d’enregistrement à la faveur des évolutions technologiques et la manne apportée par la vente de disques compacts portent leurs fruits dans le monde de la chanson au Québec à la veille de la décennie 1990, qui sera marquée par un essor économique et par un nouvel éveil nationaliste culminant avec le référendum de 1995. Ces conditions permettent à une nouvelle génération de chanteurs populaires, dont plusieurs aux voix exceptionnelles, de se faire connaître, non seulement au Québec, mais également dans toute la francophonie.
Céline Dion, dont la carrière internationale en anglais prend son envol au début des années 1990, continue à enregistrer des albums en français, dont D’eux, lancé en 1995, grâce auxquels elle bat des records de vente au Québec comme en France, avec des succès tels que « L’amour existe encore », « Je danse dans ma tête », « Pour que tu m’aimes encore », « J’irai où tu iras » et « On ne change pas ». De nombreuses chanteuses à la voix puissante émergent au Québec dans la foulée. Julie Masse (« C’est zéro »), Kathleen (« Ça va bien ») et Lara Fabian (« Tu t’en vas ») s’inscrivent dans la pop sentimentale à l’instar de Céline Dion. 

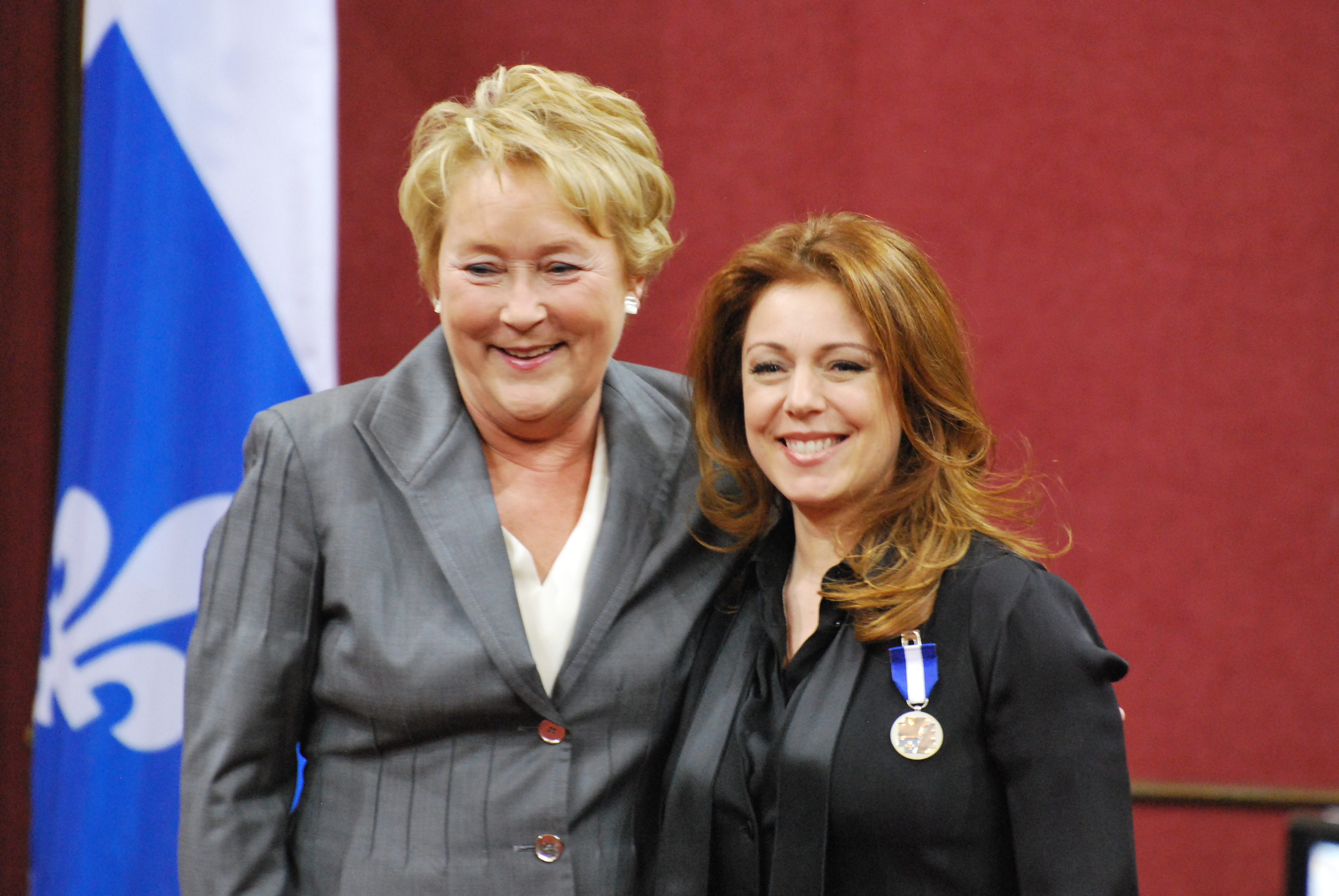
Isabelle Boulay.

D’autres chanteuses populaires puisent dans la chanson pop rock, voire folk rock, comme Marie Carmen (« Entre l’ombre et la lumière »), Laurence Jalbert (« Corridor ») et France D’Amour (« Vivante »). La deuxième moitié des années 1990 ouvre la voie à d’autres chanteuses dans cette veine pop rock, telles que Luce Dufault (« Soirs de scotch ») et Isabelle Boulay (« Le saule »). Lynda Lemay (« Le plus fort c’est mon père »), quant à elle, s’inspire des chansonniers en mettant l’accent sur ses textes et en s’accompagnant à la guitare ; à l’instar d’Isabelle Boulay, elle mène une fructueuse carrière en 
France.
Au tournant de la décennie, Roch Voisine atteint le statut de grande vedette de la chanson populaire dans toute la francophonie grâce à Hélène », lancée en 1989. Son répertoire de pop rock sentimental lui assure une célébrité durable, et il acquiert également une certaine notoriété ailleurs au Canada avec ses albums en anglais. Les BB signent de grands succès dans le même registre pendant cette période, comme « Parfums du passé », « Donne-moi ma chance » et « Seul au combat », qui charment plus particulièrement le public adolescent.

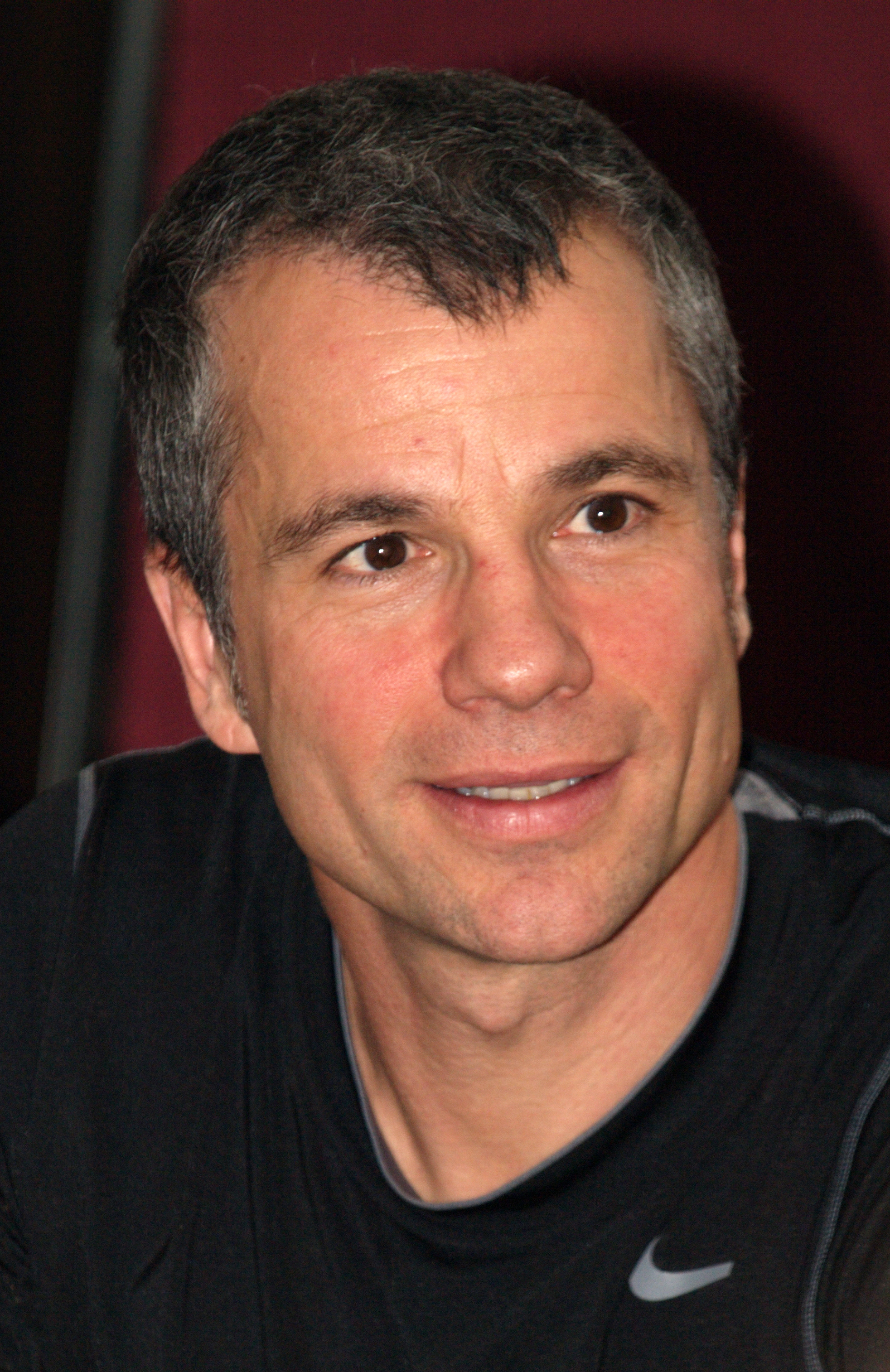
Bruno Pelletier.

D’autres chanteurs pop masculins connaissent aussi alors des heures de gloire, dont Mario Pelchat (« Pleurs dans la pluie ») et Francis Martin (« Quand on se donne »), puis, dans la seconde moitié des années 1990, Sylvain Cossette (« Que je t’aime ») et Bruno Pelletier (« Aime »). Garou (« Seul »), découvert grâce à Notre-Dame-de-Paris, s’inscrit dans cette lignée de chanteurs pop à la voix puissante au tout début des années 2000.
Notre-Dame-de-Paris, qui remporte un énorme succès dans la francophonie à la fin des années 1990 grâce à des chansons comme « Le temps des cathédrales » et « Belle », interprétées respectivement par Bruno Pelletier et Garou, marque un renouveau des comédies musicales. D’autres productions sont lancées dans la foulée, notamment Le Petit Prince (2002), Don Juan (2003) et Dracula, entre l’amour et la mort (2005).

### Renouveau rock
Révélé dès 1988 avec Amère America, Luc De Larochelière connaît la gloire au tournant des années 1990 grâce à des chansons pop rock et folk rock qui reflètent des préoccupations sociales et intimes semblables à celles des chansonniers, par exemple « Si fragile », « Sauvez mon âme » et « Cash city ». 

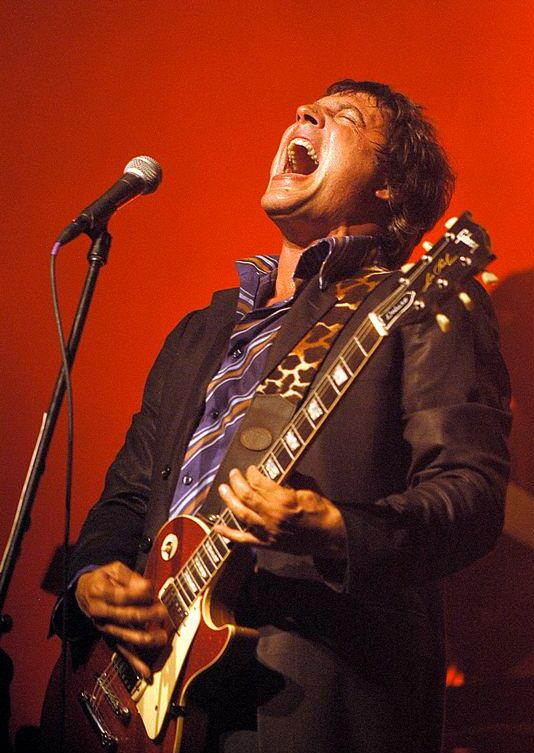
Jean Leloup.

Dans la même veine, Daniel Bélanger compose à compter de 1992, avec l’album Les insomniaques s’amusent, une œuvre foisonnante qui met en valeur son talent pour jouer avec la sonorité des mots. Des succès comme « Sèche tes pleurs » et « La folie en quatre » lui permettent d’entreprendre des explorations sonores sur Quatre saisons dans le désordre, paru en 1996, et sur Rêver mieux, sorti en 2001, où il intègre du trip-hop et du techno à son folk rock, un alliage qui fait école à l’aube du nouveau millénaire.
Figure emblématique du renouvellement du rock québécois des années 1990, Jean Leloup lance un premier album en 1989, Menteur, dont il renie d’emblée les sonorités synthétiques, affichant l’indépendance d’esprit qui caractérisera son œuvre. Le succès lui vient dès l’année suivante avec les chansons « Isabelle » et « 1990 », parues sur le disque au son plus cru L’amour est sans pitié. Trouvant plaisir à déstabiliser son auditoire avec son imaginaire délirant, il signe des textes plus soignés qu’il n’y paraît, comme « La vie est laide », « Je joue de la guitare » et « Ballade à Toronto », et il varie les styles d’une chanson à l’autre, du rock’n’roll au reggae en passant par le hip-hop et le country.

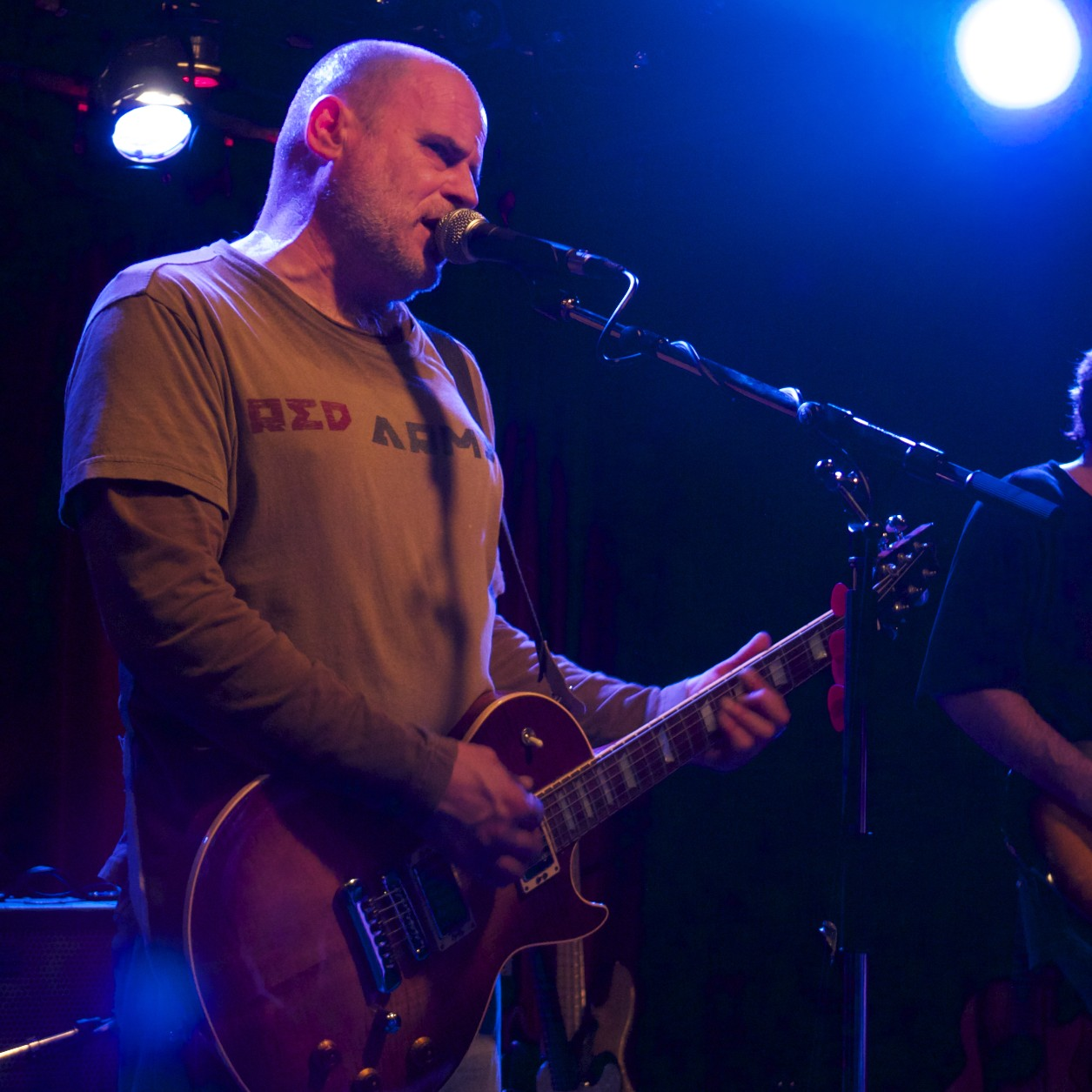
Rudy Caya.

De nouveaux groupes rock connaissent une popularité dans la première moitié des années 1990. Vilain Pingouin, mené par Rudy Caya, remporte un grand succès avec ses chansons folk rock « Le train » et « Salut salaud », tandis que Zébulon, qui révèle le chanteur et bassiste Marc Déry, joue un rock ponctué d’une variété de rythmes, du funk (« Les femmes préfèrent les ginos ») au plus planant (« R’viens pas trop tard »).
Ce sont cependant Les Colocs qui triomphent durant cette période sous l’impulsion du chanteur et guitariste Dédé Fortin. Les paroles crues et ironiques de ce dernier valent au collectif une série de succès à compter de 1993, comme « La rue principale », « Julie », « Bonyeu » et « Tassez-vous de d’là ». Sur le plan musical, Les Colocs incarnent une rencontre de genres éclectiques : ska, reggae, dixieland, klezmer, blues, etc..
D’autres formations de différents styles, comme Les Parfaits salauds (« 200 jours »), Possession simple (« Comme un cave ») et Lili Fatale (« Mimi »), marquent aussi le rock québécois des années 1990.

### Pop rock

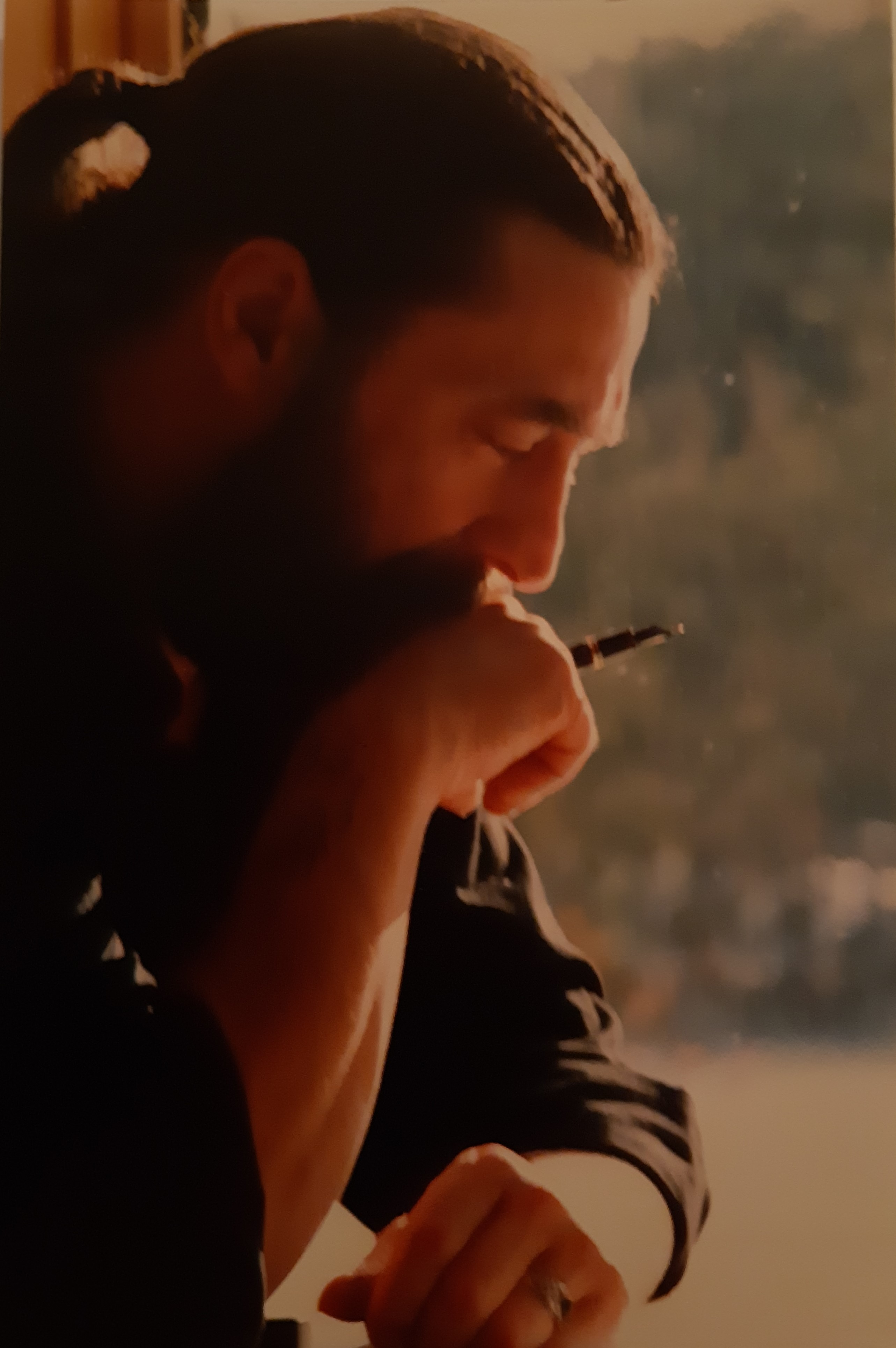
Roger Tabra.

La seconde moitié des années 1990 marque l’avènement au Québec d’un grand nombre d’artistes mettant de l’avant un style pop rock puisant dans le folk rock, mais aussi dans le hard rock. Suivant la voie tracée par Dan Bigras (« Tue-moi »), Éric Lapointe, chanteur à la voix rauque et puissante, devient l’un des plus gros vendeurs de son époque grâce à une enfilade de succès comme « N’importe quoi », « Loadé comme un gun » et « Mon ange », pour la plupart écrits en collaboration avec le parolier Roger Tabra. Lapointe, qui revêt une allure de rockeur dur au style de vie décadent assumé, mène une carrière émaillée de plusieurs controverses et fait quelques émules, dont son frère Hugo Lapointe (« Célibataire ») et Martin Deschamps (« Quand »).
À l’instar de Lapointe, Kevin Parent atteint à plusieurs reprises les sommets des palmarès à compter de 1995 avec ses pièces aux sonorités folk rock, dont « Seigneur », « Father on the Go » et « Fréquenter l’oubli ». Des groupes comme Noir Silence (« On jase de toi ») Okoumé (« Dis-moi pas ça ») et La Chicane (« Calvaire ») gagnent aussi une grande notoriété durant cette période grâce à des chansons pop rock faisant référence à la vie dans les diverses régions du Québec.

### Rock alternatif, punk et métal
À partir du début des années 1980, diverses scènes rock se développent en parallèle à la chanson populaire médiatisée. Elles diffusent des genres comme le métal, le rock alternatif et le punk, dont l’influence se fait sentir de plus en plus pendant la décennie 1990.
Le métal gagne ses lettres de noblesse au Québec grâce à Voïvod, qui devient en 1984 le premier groupe de ce genre à lancer un album avec une maison de disques américaine. Malgré sa grande notoriété internationale dans le monde du thrash et du métal progressif, le groupe ne bénéficie longtemps d’aucune reconnaissance médiatique au Québec.D’autres formations québécoises, dont les paroles sont, à l’instar de Voïvod, écrites en anglais, tournent dans le monde, dont Sword, Dead Brain Cells, Obliveon et Gorguts.

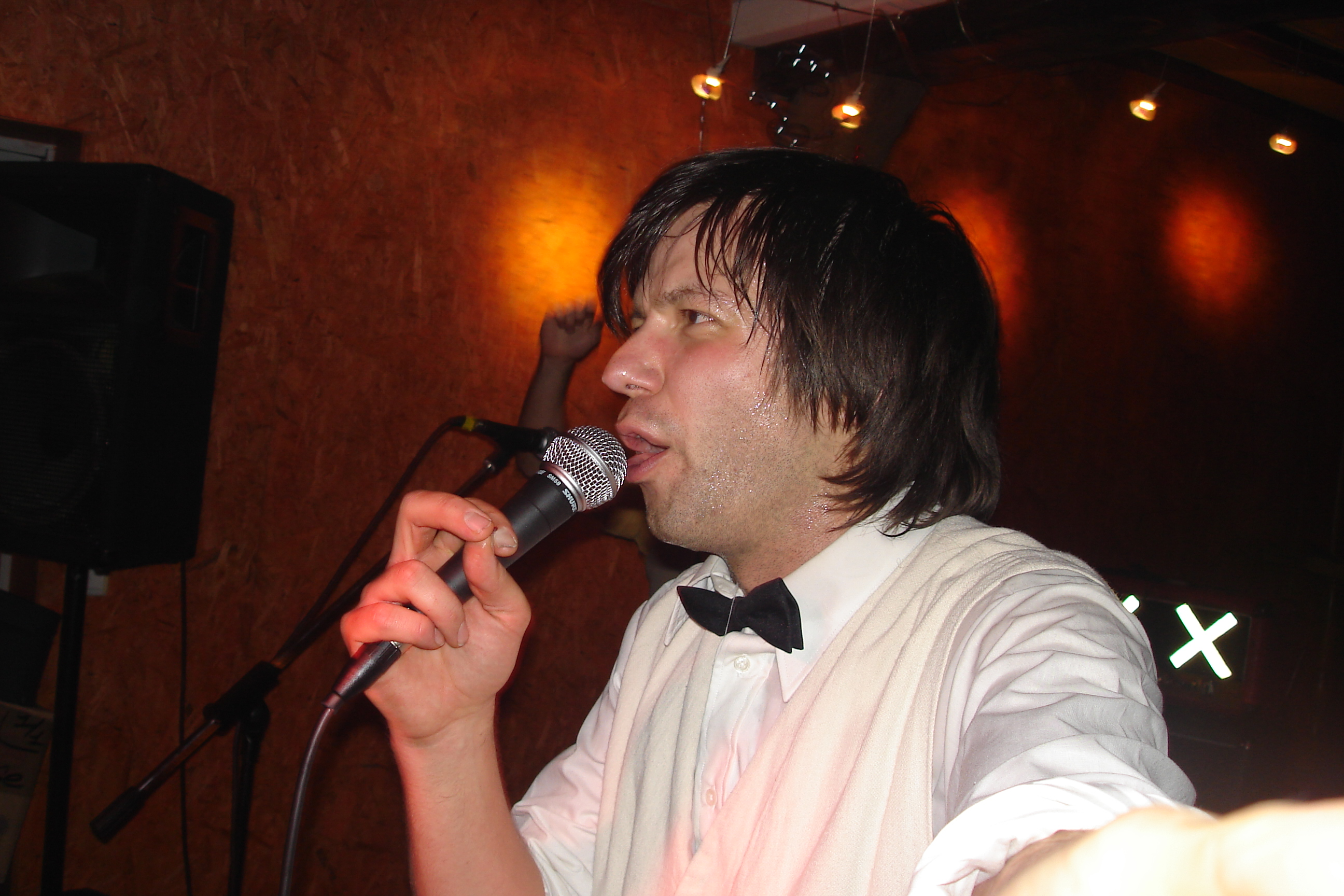
Mononc Serge.

Le français s’accole au métal québécois dans les années 1990 grâce à des formations telles que B.A.R.F. (« Le p’tit poisson »), Démence (Total démembrement, 1996) et Anonymus (Stress, 1997). Celle-ci connaît le succès à partir de 2003 en s’associant avec le satiriste Mononc’ Serge dans le projet L’Académie du massacre.
Issu de la scène métal, le groupe Groovy Aadvaark acquiert une certaine notoriété sur les ondes alternatives dans les années 1990 en intégrant dans sa musique des éléments de punk (« Dérangeant »), de chanson (« Le p’tit bonheur ») et de folklore (« Boisson d’avril »). Grimskunk mène un parcours bilingue semblable, dans un registre plutôt punk et grunge, marqué la dénonciation des injustices (« Gros tas d’marde »).
Diverses formations punks émergent dans les années 1990, comme Banlieue rouge (« Échec et mat »), Les Secrétaires volantes (« Thermoplastique »), Vulgaires Machins (« Cocaïnomane ») et Les Marmottes aplaties (« Détruire »), alors que Me, Mom & Morgentaler (« Héloïse ») marque la scène ska avec son répertoire bilingue.

### Diversité culturelle

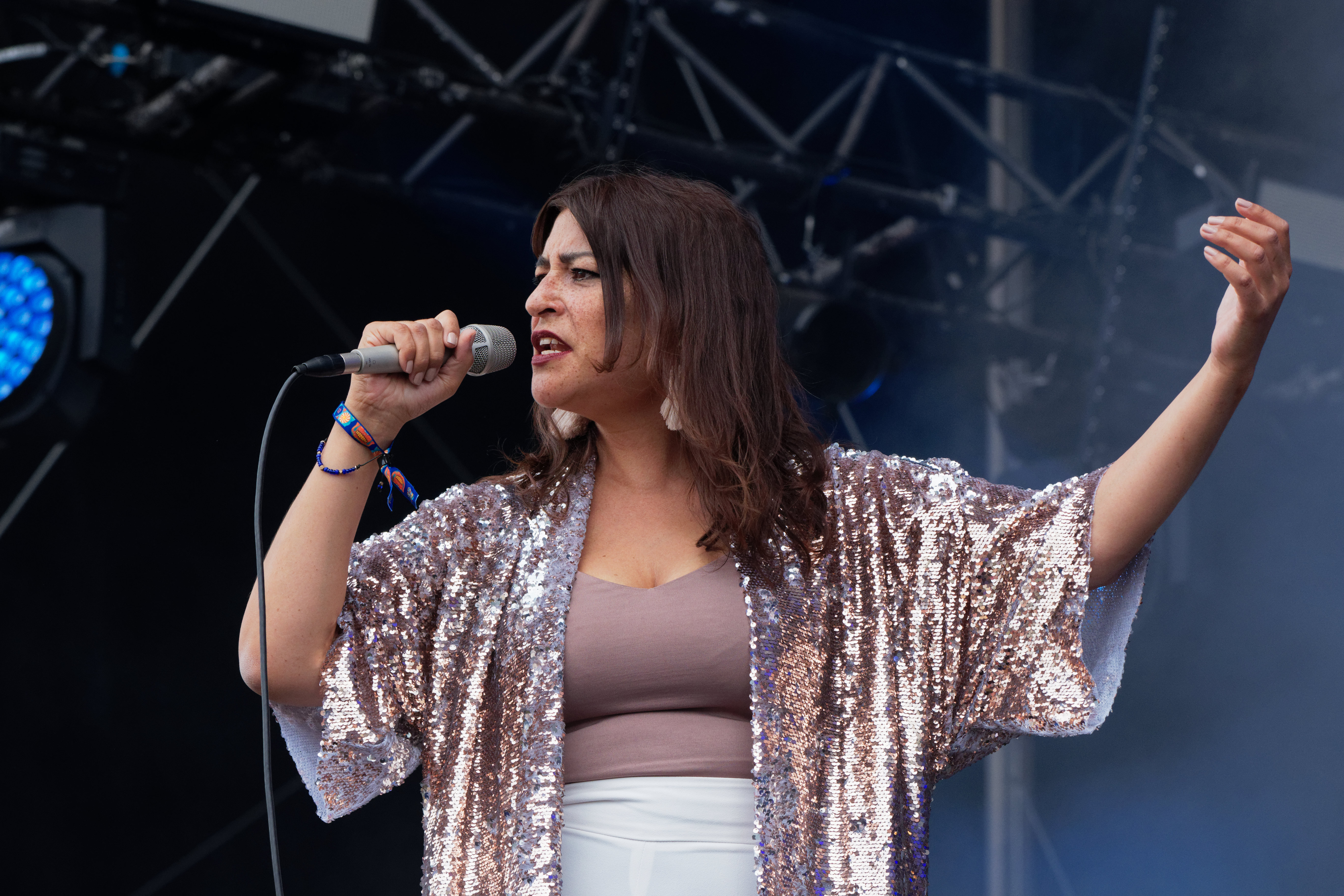
Elisapie.

Le succès-surprise du premier album homonyme du duo innu d’inspiration country folk Kashtin, entre autres grâce à « E Uassiuian », marque le tournant des années 1990. S’il suscite un intérêt inédit pour la chanson autochtone au Québec, ce triomphe demeure longtemps sans lendemain, même si Florent Vollant, l’un des deux membres de la formation, mène une carrière bien remplie dans les décennies qui suivent. Au fil du temps, des artistes autochtones comme le rappeur algonquin Samian et la chanteuse inuk Elisapie réussissent à séduire le public québécois.

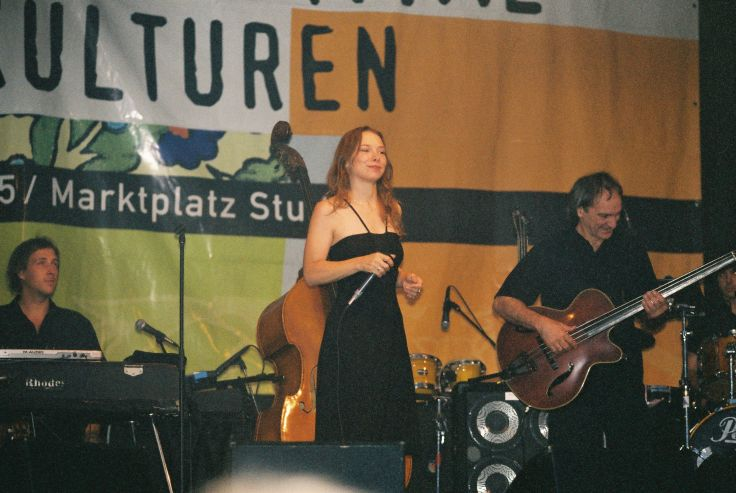
Lhasa De Sela.

Le caractère multiethnique du Québec, fruit d’une immigration de plus en plus diversifiée, s’affirme dans la chanson pendant les années 1990. Les Colocs, par exemple, promeuvent cette diversité, en intégrant des sonorités éclectiques dans leur vocabulaire musical et en accueillant les Frères Diouf, percussionnistes et chanteurs d’origine sénégalaise. L’émergence de Rudeluck, mené par le chanteur d’origine haïtienne Luck Mervil, et l’énorme succès rencontré par l’inclassable chanteuse d’origine mexicano-américaine Lhasa De Sela, non seulement au Québec, mais aussi ailleurs dans le monde, témoignent de ce foisonnement. Des festivals le reflètent également, tels que le Festival international Nuits d’Afrique et le Festival international de jazz de Montréal, ainsi que le Mondial des cultures de Drummondville.

### Balbutiements du rap québécois
Autre manifestation du brassage multiculturel, le rap connaît ses premières heures de gloire au Québec dans les années 1990. Puisant entre autres dans le funk, la poésie et l’art oratoire, ce genre apparaît au Québec à l’aube de la décennie 1980, au sein de la communauté afrodescendante anglophone de Montréal, mais seules des parodies de qualité variable réussissent à bénéficier d’une attention médiatique dans un premier temps.
Le collectif Mouvement rap francophone fait figure de pionnier dans le développement du hip-hop québécois au tournant des années 1990. Néanmoins, le style évolue encore quelques années en marge avant de connaître son premier véritable succès commercial avec l’album La force de comprendre, lancé en 1997 par Dubmatique. Le rayonnement du rap au Québec demeure toutefois modeste jusqu’aux années 2000.

### Réémergence du folklore

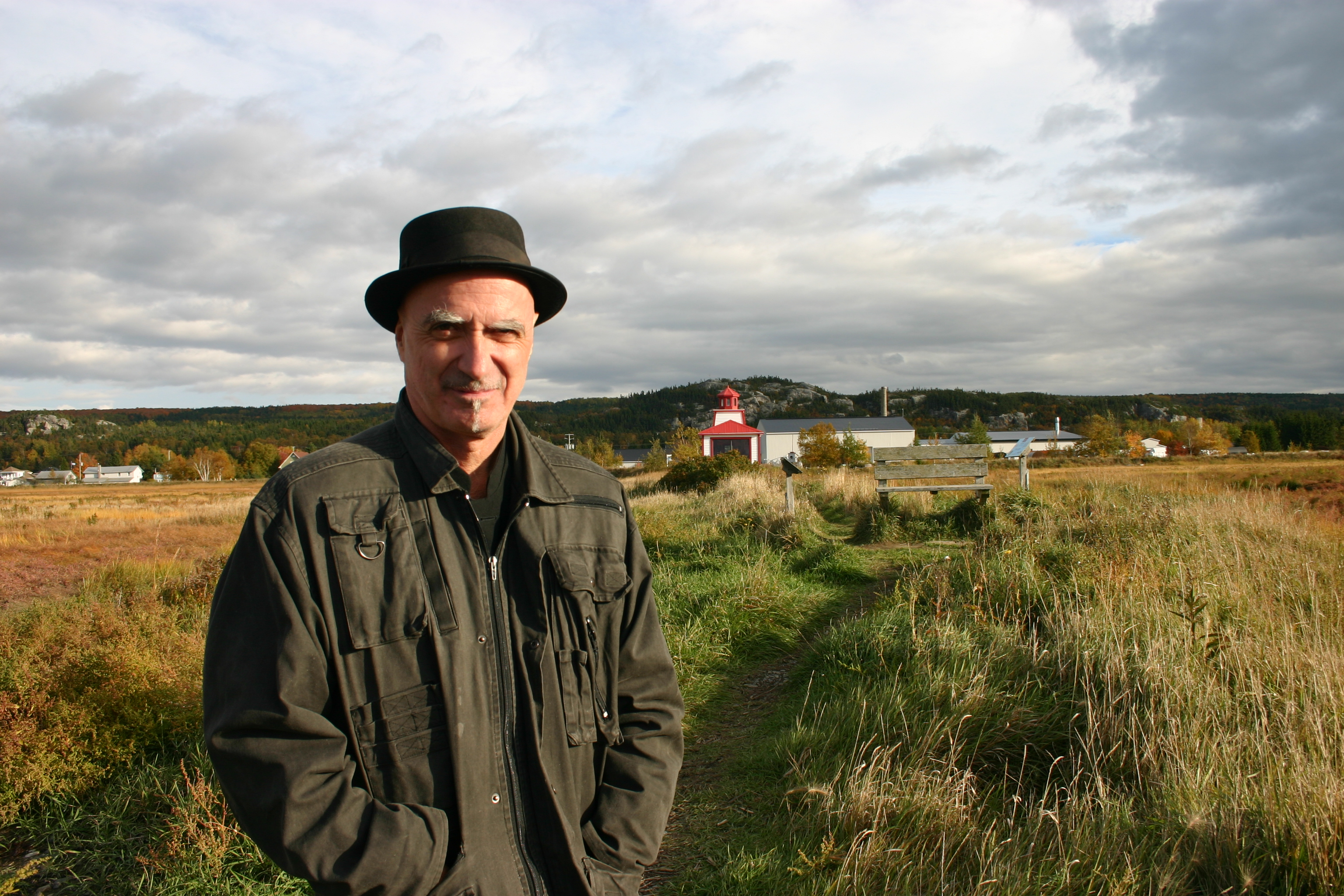
Michel Faubert.

Reléguée de nouveau à l’arrière-plan dans les années 1980, la chanson traditionnelle connaît un nouvel essor au Québec dans la foulée de la poussée de fièvre nationaliste qui mène au référendum de 1995. Ce renouveau du folklore s’accompagne de l’intégration de sonorités modernes, comme le rock et le jazz, et de rythmes empruntés à des traditions musicales du monde entier, plus particulièrement latines, sans toutefois renier des formes traditionnelles comme la chanson à répondre ou la chanson à boire.
Des vétérans tels que La Bottine souriante (La Mistrine, 1994) et Michel Faubert (Maudite mémoire, 1992) jouissent alors d’un rayonnement accru, faisant aussi la tournée des festivals de chanson folklorique partout dans le monde. Un grand nombre de nouvelles formations apparaissent au Québec dans la foulée, comme La Volée d’castors, La Vesse du loup, Les Batinses et Les Charbonniers de l’enfer, puis, dans les années 2000, Le Vent du Nord et Les Tireux d’roches.

## Les téléréalités et les nouveaux médias, depuis 2000

### Star Académie et ses suites
Si les compétitions mettant aux prises des chanteurs ou des groupes de musique font partie depuis longtemps des outils à la disposition de ceux-ci afin d’atteindre la notoriété, le phénomène Star Académie prend des proportions inégalées au Québec à l’hiver 2003. Cette téléréalité diffusée à TVA, adaptée d’un concept français, connaît un énorme succès et transforme plusieurs de ses candidats en vedettes, non sans susciter l’ire et les moqueries de divers intervenants.
Six autres saisons de cette émission sont produites entre 2004 et 2022. Parmi les interprètes qui en émergent figurent Wilfred LeBouthillier, Marie-Élaine Thibert, Stéphanie Lapointe, Marc-André Fortin, Maxime Landry, Brigitte Boisjoli, Mélissa Bédard, William Cloutier et Krystel Mongeau.
Marie-Mai constitue sans doute la chanteuse révélée par Star Académie qui mène la carrière la plus florissante au Québec. Remportant un succès fulgurant dès son premier album, Inoxydable, lancé en 2004, elle réussit à se maintenir au sommet des palmarès dans la décennie qui suit grâce à ses chansons pop aux accents rock et électro, qu’elle compose en bonne partie. Elle devient également l’une des rares artistes du Québec de son temps, avec Les Cowboys fringants, à se produire à plus d’une reprise au Centre Bell de Montréal.
Mixmania, téléréalité diffusée sur VrakTv quelques mois avant Star Académie en 2002, puis à nouveau en 2011 et en 2012, a un grand retentissement au sein de la jeunesse, grâce aux groupes d’adolescents qu’elle révèle. Dans le même esprit, TVA produit dix saisons de l’émission La Voix entre 2013 et 2024, qui fait connaître des interprètes tels que Charlotte Cardin, Kevin Bazinet et Ludovick Bourgeois, par l’entremise de juges comme Ariane Moffatt, Éric Lapointe, Marc Dupré et Pierre Lapointe.

### Chanson pop

Corneille.

En dehors des chanteurs découverts avec Star Académie ou La Voix, les années 2000 marquent l’émergence d’interprètes de chanson pop aux styles variés. Dans le registre pop rock, deux anciens membres de La Chicane, Boom Desjardins (« J’reviens chez nous ») et Dany Bédar (« Faire la paix avec l’amour »), ainsi que Jonathan Painchaud (« Pousse pousse »), issu d’Okoumé, Marie-Chantal Toupin (« Soirée de filles »), Andrée Watters (« Si exceptionnel ») et Les Respectables (« Amalgame ») se démarquent. Nicola Ciccone (« J’t’aime tout court ») puise quant à lui dans la tradition des chansonniers, tandis que Corneille (« Parce qu’on vient de loin »), chanteur d’origine rwandaise, connaît un succès qui dépasse les frontières du Québec avec ses chansons pop aux sonorités de R’n’B.
Les années 2010 révèlent entre autres 2Frères (« Nous autres »), David Jalbert (« Souvenirs d’enfance ») et Bob Bissonnette (« Mettre du tape su’ a palette »), qui s’inscrivent dans la tradition folk rock québécoise à l’instar de Kaïn (« Embarque ma belle ») quelques années plus tôt. Roxane Bruneau (« À ma manière »), Laurence Nerbonne (« Semblant ») et Sarahmée (« Fuego ») se situent en revanche dans les tendances contemporaines de la pop mondiale.
Règle générale, comme ceux des décennies précédentes, ces interprètes de chanson pop demeurent boudés par les critiques, qui continuent à leur préférer des auteurs-compositeurs-interprètes. Il en va de même pour les figures issues de Star Académie, dont l’apparition relance un débat semblable à celui qui avait mis aux prises la chanson des chansonniers et celle des variétés dans les années 1950 et 1960.

### Le néo-trad

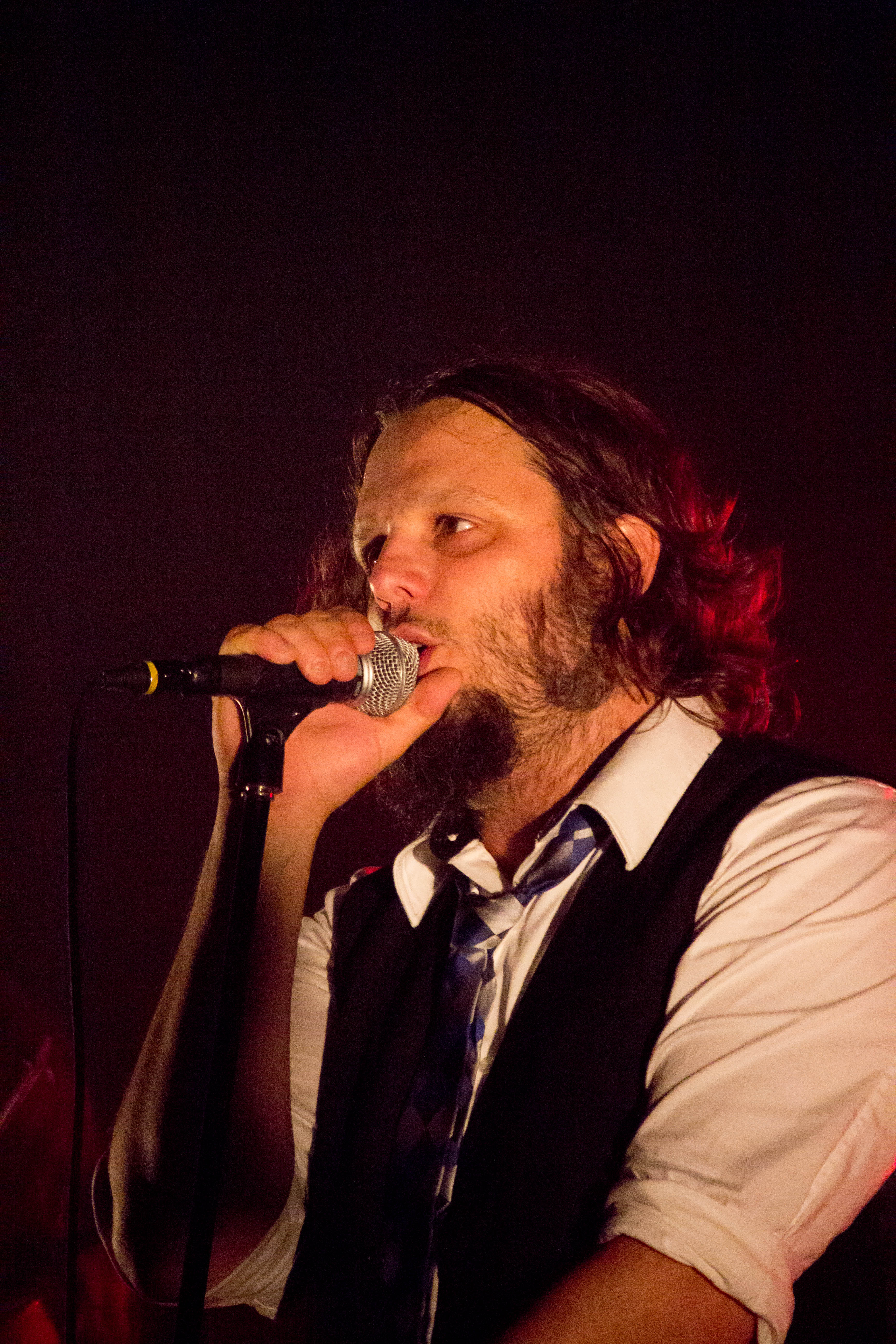
Les Cowboys Fringants.

Le renouveau du folklore des années 1990 et les lendemains du référendum de 1995 insufflent un nouvel élan à la chanson engagée au Québec, qui inspire au début des années 2000 un courant néo-trad où se marient folk rock, country et folklore, dont Les Cowboys fringants et Mes Aïeux représentent les têtes d’affiche.
Le premier des deux, généralement considéré comme le groupe québécois le plus populaire du début du 21e siècle, connaît le succès à compter de 2002 grâce à la chanson « Toune d’automne », tirée de l’album Break syndical, après avoir amorcé sa carrière de manière indépendante dans les bars et les salles de cégep, où il s’est forgé une solide réputation de bête de scène. Sous l’impulsion du guitariste et parolier Jean-François Pauzé, les Cowboys fringants constituent un répertoire où se côtoient l’humour (« Heavy metal »), l’engagement politique (« En berne »), la conscience environnementale (« Plus rien »), la nostalgie (« Les étoiles filantes ») et la tendresse (« Tant qu’on aura de l’amour »). Peu avant la mort prématurée en 2023 de son chanteur, Karl Tremblay, le groupe signe d’énormes succès avec « L’Amérique pleure » et « Sur mon épaule », plus de 20 ans après sa formation.

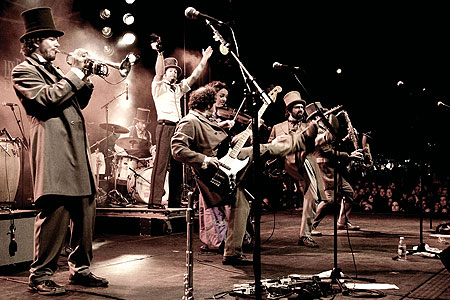
Mes Aïeux.

Mes Aïeux acquiert une grande notoriété dans les années 2000 grâce à ses chansons évoquant les légendes du Québec. À l’instar des Cowboys fringants, ce groupe met de l’avant un propos engagé et des arrangements d’inspiration folklorique, mais en diffère par le caractère théâtral de ses prestations. Il connaît un énorme succès avec « Dégénérations », qui grimpe au sommet des palmarès en 2006.
Dans la même veine néo-trad, le populaire conteur Fred Pellerin amorce une fructueuse carrière de chanteur à partir de 2007, réinterprétant entre autres le répertoire country (« Mille après mille ») et celui des chansonniers (« Le grand cerf-volant »).

### Folk rock, pop rock et rock indépendant
Le succès de figures de la chanson comme Jean Leloup, Les Colocs et Les Cowboys fringants contribue à la réussite au Québec de maisons de disques indépendantes sur le modèle d’Audiogram et de La Tribu, qui, en contrepartie, lancent la carrière de nombreux artistes rock dans les années 2000.
La tradition des chansonniers jouant du piano trouve ses continuateurs durant cette période en Pierre Lapointe (La forêt des mal-aimés, 2006), Cœur de pirate (Cœur de pirate, 2008), et Ingrid St-Pierre (Ma petite mam’zelle de chemin, 2011), ainsi que, dans un registre plus éclaté, Tricot Machine (Tricot machine, 2007), La Patère rose (La patère rose, 2009) et Klô Pelgag (L’alchimie des monstres, 2013).
Le folk rock mâtiné de musique électronique proposé par Marc Déry sur son album homonyme en 1999 et par Daniel Bélanger sur Rêver mieux en 2001 fait des émules en Ariane Moffatt (Aquanaute, 2002), Martin Léon (Kiki BBQ, 2002) et Dumas (Le cours des jours, 2003), tandis que le folk rock plus traditionnel révèle des figures comme Phillipe B (Variations fantômes, 2011), Avec pas d’casque (Astronomie, 2012), Tire le coyote (Mitan, 2013), Les Sœurs Boulay (Le poids des confettis, 2013), Safia Nolin (Limoilou, 2015), Émile Bilodeau (Rites de passage, 2016) et Vincent Vallières (Chacun dans son espace, 2003). Ce dernier remporte un énorme succès avec la chanson « On va s’aimer encore » au tournant de la décennie 2010.

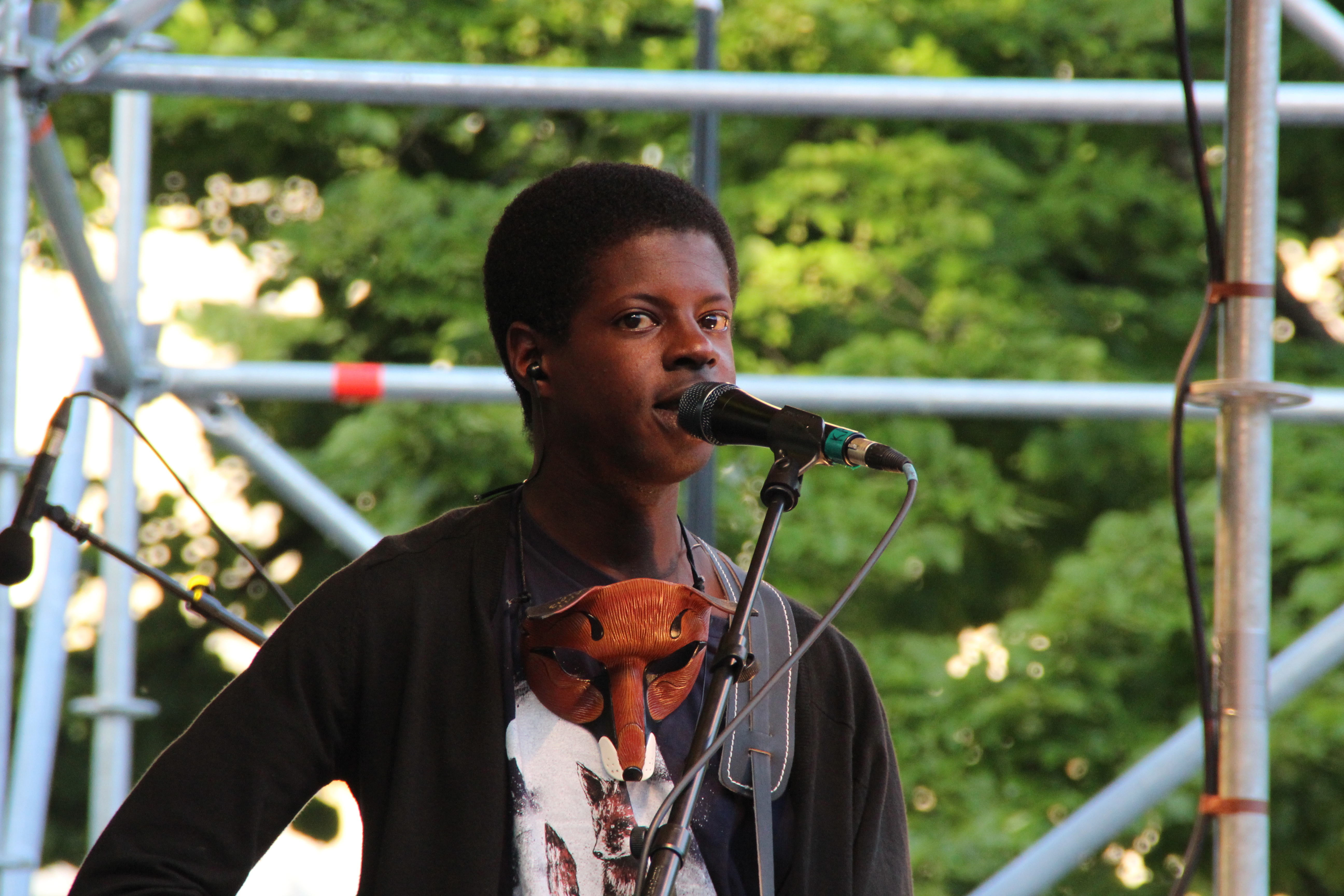
Karim Ouellet.

Daniel Boucher (Dix mille matins, 1999), qui explore la richesse poétique du français dans ses chansons rock, connaît quant à lui la consécration lors d’un passage remarqué au gala de l’ADISQ en 2000. Le pop rock ouvre la porte à différents artistes dans la décennie qui suit, comme Stefie Shock (Le décor, 2003), Yann Perreau (Un serpent sous les fleurs, 2009), Karim Ouellet (Fox, 2012), Alex Nevsky (Himalaya mon amour, 2013) et Patrice Michaud (Le feu de chaque jour, 2014), qui obtiennent une bonne diffusion radiophonique.

Révélés en 2004 grâce à « Hawaïenne » et à « Saskatchewan », Les Trois Accords creusent quant à eux dans une veine humoristique qui leur permet de connaître une fructueuse carrière, à l’instar de Bleu Jeans Bleu, qui connaît la consécration avec « Coton ouaté » au tournant des années 2020.

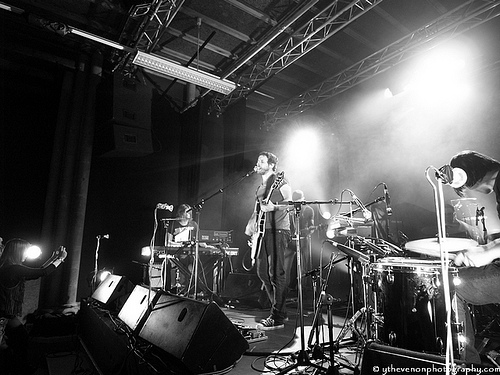
Karkwa.

Ne demeurant pas en reste, le rock indépendant d’inspiration anglophone connaît de belles heures au Québec dans les années 2000 avec des artistes aussi variés que Projet Orange (Projet orange, 2001), Le Nombre (Le Nombre, 2002), Les Breasfeeders (Déjeuner sur l’herbe, 2004), Malajube (Trompe l’œil, 2006), Xavier Caféïne (Gisèle, 2006), Karkwa (Les chemins de verre, 2010), Chocolat (Piano élégant, 2008) et Jimmy Hunt (Maladie d’amour, 2013), sans parler du punk rock avec Vulgaires Machins (Compter les corps, 2006) et du rock alternatif avec eXterio (Vous êtes ici, 2003).
La période voit également l’émergence d’une scène rock aux sonorités crues issue du Lac-Saint-Jean, avec pour porte-étendards Mara Tremblay (Le chihuahua, 1999), Fred Fortin (Planter le décor, 2004), Galaxie (Le temps au point mort, 2006) et Les Dale Hawerchuck (Les Dale Hawerchuck, 2004). Dans un registre semblable mais plus posé s’inscrivent Louis-Jean Cormier (Le treizième étage, 2012), Marie-Pierre Arthur (Si l’aurore, 2015) et Philippe Brach (Portraits de famine, 2015).
La seconde moitié des années 2010 marque l’arrivée d’une nouvelle génération d’artistes rock comme Hubert Lenoir (Darlène, 2018), Les Louanges (La nuit est une panthère, 2018) et Lydia Képinski (Premier juin, 2018).

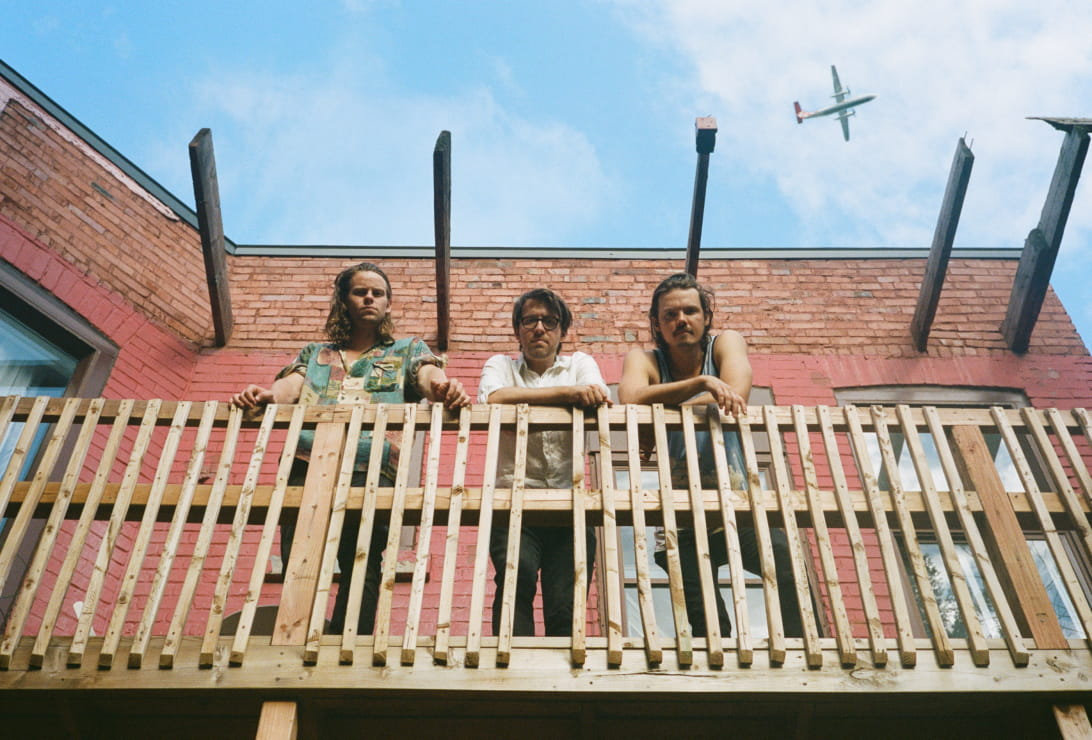
Half Moon Run.

En parallèle, la scène indie-rock anglophone du Québec menée par Arcade Fire (Funeral, 2004) rayonne dans le monde pendant les années 2000, avec The Dears (No Cities Left, 2003), The Stills (Logic Will Break Your Heart, 2003), Wolf Parade (Apologies to the Queen Mary, 2005), Patrick Watson (Close to Paradise, 2006), Half Moon Run (Dark Eyes, 2012) et Grimes (Visions, 2012). Dans le registre pop-punk, le groupe Simple Plan (Still Not Getting Any…, 2004) connaît ses heures de gloire pendant les années 2000.

### Consécration du rap
Le grand succès commercial connu par Dubmatique dans la deuxième moitié des années 1990 ne se traduit pas par un triomphe immédiat du hip-hop au Québec, où le genre fait toujours l’objet de méfiance hors des radios communautaires et étudiantes, et de MusiquePlus. Des rappeurs comme Sans Pression (514-50 dans mon réseau, 1999) et Yvon Krevé (L’accent grave, 2000), ainsi que la formation Muzion (Mentalité moune morne, 1999) font école au tournant du nouveau millénaire en infusant de créole, de joual et de franglais leurs propos socialement engagés. Dans la foulée suivent des artistes comme Manu Militari, Taktika, Damien et Accrophone, de même que les collectifs 83 et Attach Tatuq.

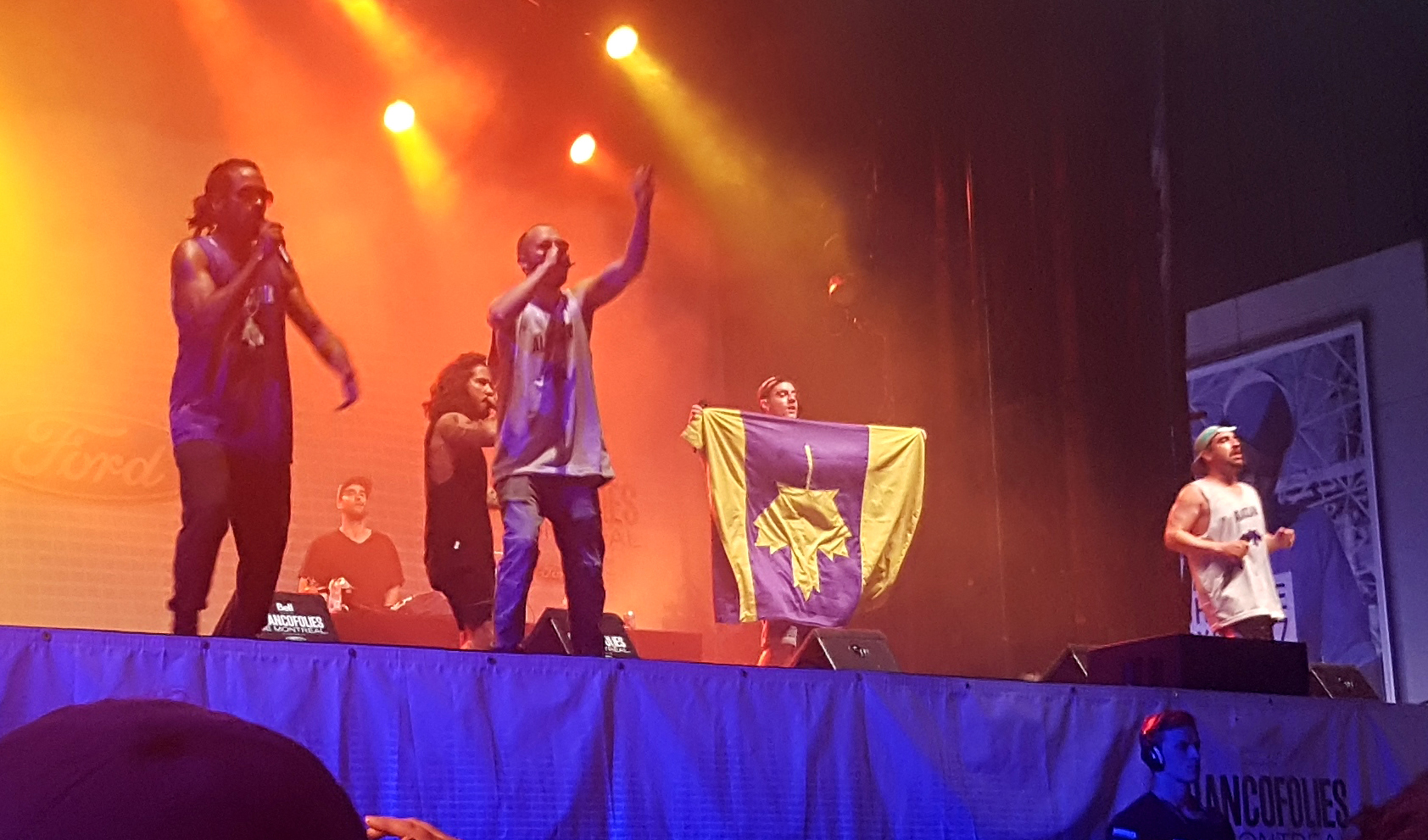
Alaclair Ensemble.

Le groupe Loco Locass obtient un grand succès au début des années 2000 avec un rap engagé émaillé de références à l’histoire et à l’indépendance du Québec, par exemple avec la chanson « Libérez-nous des libéraux », tirée de l’album Amour oral, paru en 2004. D’autres formations rap puisant dans le rock et la musique électronique reçoivent aussi une certaine reconnaissance dans les années 2000, dont Gatineau et Omnikron.
La seconde moitié de la décennie 2010 marque un essor de la notoriété du hip-hop au Québec, qui atteint véritablement un statut dominant sur le plan commercial, avec des collectifs comme Alaclair Ensemble (« Ça que c’tait ») et Dead Obies (« Where They @ »), ainsi que des rappeurs tels que Koriass (« Cinq à sept »), Fouki (« Gayé ») et Loud (« Toutes les femmes savent danser »). Celui-ci devient d’ailleurs en 2019 le premier rappeur francophone du Québec à se produire en tête d’affiche au Centre Bell, signe de vitalité du genre.

### Internet et crise des médias

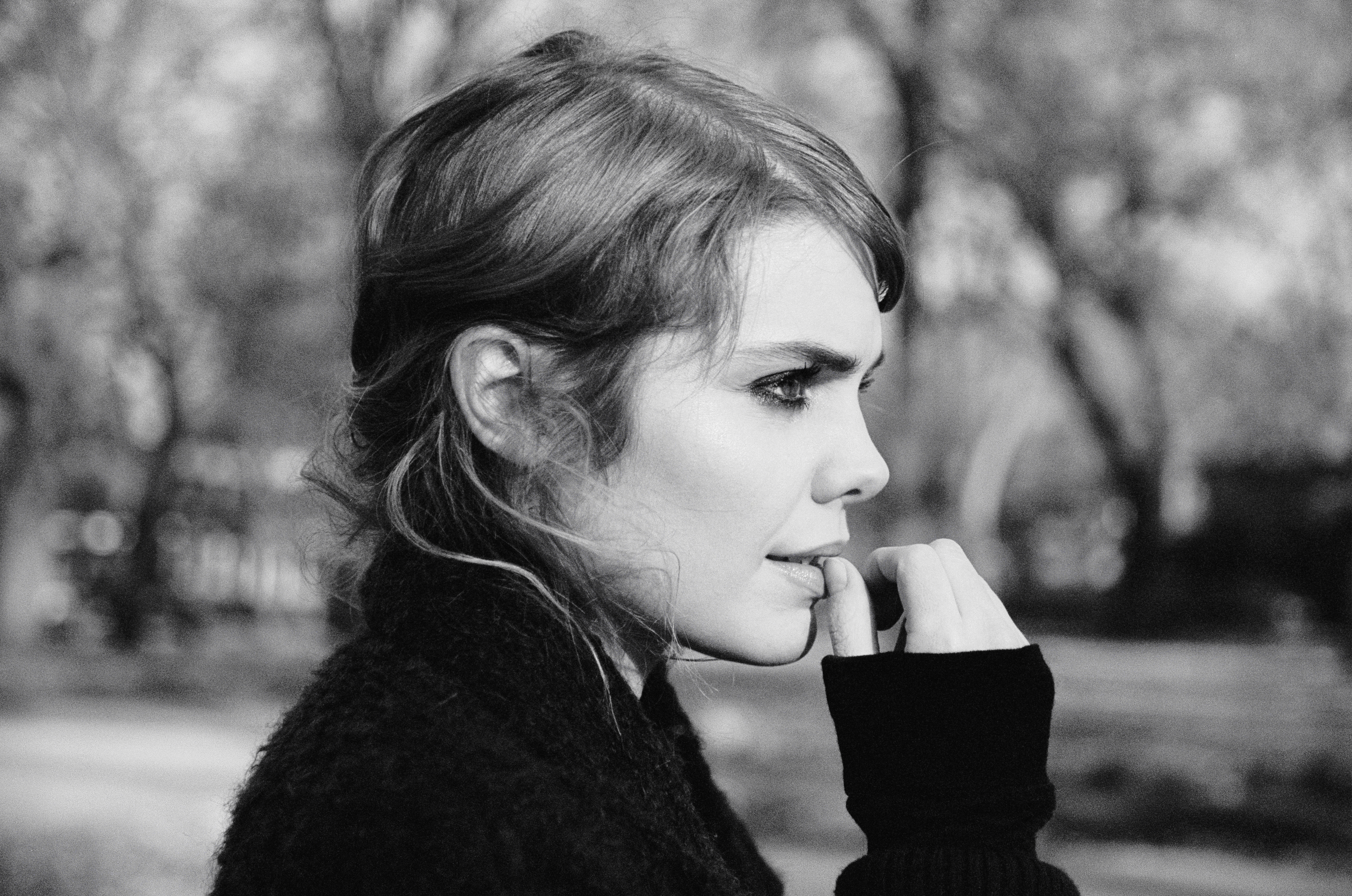
Coeur de pirate.

L’apparition du partage de fichiers MP3 sur Internet et de la diffusion de musique en continu dans les années 2000 provoquent un déclin des ventes de disques au Québec, ce qui entraîne une chute des revenus de l’industrie et force les artistes à vivre presque exclusivement de leurs spectacles. Le déplacement du visionnement de vidéoclips vers le Web entraîne d’ailleurs la fermeture de la chaîne MusiquePlus en 2019.
En contrepartie, l’apparition de plateformes et de médias sociaux sur Internet comme MySpace, YouTube, Facebook, Instagram et Bandcamp offrent à des artistes, comme Cœur de pirate et Roxane Bruneau, l’occasion de se faire connaître de manière indépendante, avant même de signer un premier contrat de disques, voire de se produire en spectacle.

## Artistes par décennie

### Années 1920
- Paul-Émile Corbeil
- Eugène Daignault
- La Bolduc
- Lionel Daunais
- Conrad Gauthier
- Jean Grimaldi
- Ovila Légaré
- Charles Marchand

### Chanson des années 1930
- groupe Le Quatuor Alouette
- groupe Le Trio lyrique
- La Bolduc
- Ludovic Huot
- Jacques Labrecque
- Robert L'Herbier
- Roland Lebrun (Soldat Lebrun)
- Anna Malenfant
- Lionel Parent
- Alys Robi

### Chanson des années 1940
- groupe La Famille Soucy
- Paul Berval
- Colette Bonheur
- Paul Brunelle
- Marius Delisle
- Lucille Dumont
- Yoland Guérard
- Bobby Hachey
- Jacques Labrecque
- Willie Lamothe
- Roland Lebrun (Soldat Lebrun)
- Robert L'Herbier
- Jean-Pierre Masson
- Marcel Martel
- Muriel Millard
- Jacques Normand
- Gérard Paradis
- Alys Robi
- Fernand Robidoux
- Jen Roger
- Lise Roy

### Chanson des années 1950
- groupe Les Clover Boys
- groupe Les Jérolas
- groupe Les Three Bars (avec Raymond Berthiaume)
- groupe Le Trio des Petits
- Aglaé
- Camille Andréa
- Gérard Barbeau
- Jacques Blanchet
- Hervé Brousseau
- Estelle Caron
- Renée Claude
- Yvan Daniel
- Joël Denis
- Lucille Dumont
- Dean Edwards
- Jean-Pierre Ferland
- Marc Gélinas
- Fernand Gignac
- Guylaine Guy
- Pauline Julien
- Norman Knight
- Jacques Labrecque
- Félix Leclerc
- André Lejeune
- Jacqueline Lemay
- Claude Léveillée
- Jeannine Lévesque
- Raymond Lévesque
- Monique Leyrac
- Michel Louvain
- Renée Martel
- Dominique Michel
- Roger Miron
- Paolo Noël
- Père Bernard
- Michèle Richard
- Jen Roger
- Lise Roy
- Jean Simon
- Oscar Thiffault
- Gilles Vigneault

### Chanson des années 1960
- groupe Les Baronets
- groupe Les Beau-Marks
- groupe Les Bel-Air
- groupe Les Bel Canto
- groupe Les Cailloux
- groupe César et les Romains
- groupe Les Classels
- groupe Les Gants Blancs
- groupe Les Hou-Lops
- groupe Les Jaguars
- groupe Les Jérolas
- groupe Les Million-Airs
- groupe Les Sinners
- groupe Les Sultans
- Aglaé
- Julie Arel
- Jimmy Bond
- Pierre Calvé
- Robert Charlebois
- Renée Claude
- Yvan Daniel
- Robert Demontigny
- Clémence DesRochers
- Jacques Desrosiers
- Georges Dor
- Claude Dubois
- Diane Dufresne
- Raôul Duguay
- Johnny Farago
- Jean-Pierre Ferland
- Steve Fiset
- Louise Forestier
- Patsy Gallant
- Claude Gauthier
- Marc Gélinas
- Fernand Gignac
- Guylaine Guy
- Pauline Julien
- Pierre Lalonde
- Donald Lautrec
- Pierre Létourneau
- Monique Leyrac
- Michel Louvain
- Nicole Martin
- Dominique Michel
- Jacques Michel
- Paolo Noël
- Patrick Norman
- Michel Pagliaro
- Chantal Pary
- Isabelle Pierre
- Ginette Reno
- Michèle Richard
- Tony Roman
- Rosita Salvador
- Pierre Sénécal
- André Sylvain
- Claude Valade
- Gilles Vigneault

### Chanson des années 1970
- groupe Abbittibbi (Richard Desjardins)
- groupe Aut'Chose
- groupe Barde
- groupe Beau Dommage
- groupe Beausoleil Broussard
- groupe La Bottine souriante
- groupe Brault et Fréchette
- groupe Caramel mou
- groupe Corbeau
- groupe Contraction
- groupe Garolou
- groupe Harmonium
- groupe Jim et Bertrand
- groupe Les Karrik
- groupe Le Rêve du Diable
- groupe Lime
- groupe L'Infonie
- groupe Maneige
- groupe Morse Code
- groupe Octobre
- groupe Offenbach
- groupe Quatuor de jazz libre du Québec
- groupe Séguin
- groupe Toulouse
- groupe Ville Émard Blues Band
- Angèle Arsenault
- Jocelyn Bérubé
- Claude Blanchard
- Boule noire
- Edith Butler
- Capitaine Nô
- France Castel
- Christine Charbonneau
- Luc Cousineau
- Claude Dubois
- Diane Dufresne
- Raôul Duguay
- Emmanuëlle
- Louise Forestier
- Bertrand Gosselin
- François Guy
- Pauline Julien
- Diane Juster
- Georges Langford
- Plume Latraverse
- Daniel Lavoie
- Sylvain Lelièvre
- Lawrence Lepage
- Pierre Létourneau
- Michel Louvain
- Marjo
- Sœurs McGarrigle
- Jacques Michel
- Dominique Michel
- Paolo Noël
- Patof (Jacques Desrosiers)
- Paul Piché
- Gilles Rivard
- Michel Rivard
- Marie-Claire Séguin
- Richard Séguin
- René Simard
- Gino Soccio
- Suzanne Stevens
- Diane Tell
- Fabienne Thibeault
- Gilles Valiquette
- Gino Vannelli
- Gilles Vigneault
- Nanette Workman

### Chanson des années 1980
- groupe Corbeau
- groupe French B
- groupe Les B.B.
- groupe Kashtin
- groupe Madame
- groupe The Box
- groupe UZEB
- Pier Béland
- Pierre Bertrand
- Johanne Blouin
- Joe Bocan
- Manuel Brault
- Marie Carmen
- Martine Chevrier
- Jim Corcoran
- Paul Daraîche
- Luc De Larochelière
- Richard Desjardins
- Céline Dion
- Claude Dubois
- Lara Fabian
- Pierre Flynn
- Georges Hamel
- Daniel Lavoie
- Sylvain Lelièvre
- René Lussier
- Gaston Mandeville
- Mitsou
- Mario Pelchat
- Marjo
- Patrick Norman
- Paul Piché
- Marie Denise Pelletier
- Francine Raymond
- Ginette Reno
- Michel Rivard
- Richard Séguin
- Nathalie Simard
- Martine St-Clair
- Diane Tell
- Sylvie Tremblay
- Roch Voisine

### Chanson des années 1990
- groupe DobaCaracol
- groupe French B
- groupe Grimskunk
- groupe Groovy Aardvark
- groupe La Chicane
- groupe Les Colocs
- groupe Les Cowboys Fringants
- groupe Les Frères à ch'val
- groupe Les Respectables
- groupe Lili Fatale
- groupe Loco Locass
- groupe Mes Aïeux
- groupe Noir Silence
- groupe Okoumé
- groupe Suroît
- groupe Vilain Pingouin
- groupe Voivod
- groupe WD-40
- groupe Yelo Molo
- groupe Zébulon
- Daniel Bélanger
- Dan Bigras
- Daniel Boucher
- Isabelle Boulay
- Nicola Ciccone
- Sylvain Cossette
- Lhasa de Sela
- France D'Amour
- Martin Deschamps
- Richard Desjardins
- Claude Dubois
- Luce Dufault
- Nancy Dumais
- Lara Fabian
- Michel Faubert
- Garou
- Lulu Hugues
- Laurence Jalbert
- Jorane
- Kathleen
- Éric Lapointe
- Jean Leloup
- Lynda Lemay
- Julie Masse
- Mononc' Serge
- Kevin Parent
- Mario Pelchat
- Bruno Pelletier
- Claire Pelletier
- Mélanie Renaud
- Gildor Roy
- Natasha St-Pier
- Mara Tremblay
- Marie-Chantal Toupin
- Vincent Vallières

### Chanson des années 2000
- Pierre Lapointe
- Fred Pellerin
- Fred Fortin
- Keith Kouna
- Normand L'Amour
- Dumas
- Cœur de Pirate
- Émily Bégin
- Brigitte Boisjoli
- William Deslauriers
- Étienne Drapeau
- Marc-André Fortin
- Florence K
- Maxime Landry
- Stéphanie Lapointe
- Émilie Lévesque
- Marie-Élaine Thibert
- Sophie Vaillancourt
- Annie Villeneuve
- Wilfred LeBouthillier
- Marie-Mai
- Sir Pathétik

#### Groupes
- Alfa Rococo
- Avec pas d'casque
- Bet.e and Stef
- Les Cowboys fringants
- Les charbonniers de l'enfer
- Loco Locass
- Malajube
- Mes Aïeux
- Kaïn
- Karkwa
- Les Trois Accords
- Numéro#
- Omnikrom

### Chanson des années 2010
- Klô Pelgag
- Salomé Leclerc
- Jérôme 50
- Amylie
- Patrice Michaud
- Les Louanges
- Désirée
- Alex Nevsky
- KROY
- Les sœurs Boulay
- Milk & Bone
- Claude Bégin
- Sarah Toussaint-Lévéillée
- Ingrid St-Pierre
- Laurence Nerbonne
- Valérie Carpentier
- Sophie Pelletier
- Safia Nolin
- Karim Ouellet
- Louis-Jean Cormier
- Philippe Brach
- David Jalbert
- Roxane Bruneau
- Jonathan Roy
- Lisa Leblanc
- Radio Radio
- Vincent Vallières
- Bernard Adamus
- Marie-Pierre Arthur
- Émile Bilodeau
- Damien Robitaille
- Bob Bissonnette
- Orloge Simard
- Clément Jacques
- Simon Boudreau
- Sabrina Sabotage
- Philippe B
- Louis-Paul Gauvreau
- Aurore (musique)
- Laurence St-Martin
- Hubert Lenoir
- Flore laurentienne

### Rappeur
- Limoilou Starz
- Manu Militari
- Koriass
- Les Architekts
- Loco Locass
- Dead Obies
- Alaclair Ensemble
- Fouki
- Samian
- Dubmatique
- Loud Lary Ajust